# المعرض الدولي (1900)
المعرض الدولي لعام 1900، أو معرض باريس 1900، هو معرض عالمي أقيم في باريس، فرنسا، في الفترة الممتدة من 14 أبريل إلى 12 نوفمبر 1900، للاحتفال بإنجازات القرن الماضي وتسريع التنمية في القرن التالي. زار المعرض ما يقرب من 50 مليونًا، وضم العديد من الابتكارات التكنولوجية، بما في ذلك لعبة العجلة والعجلة الكبرى لباريس، والرصيف المتحرك، ومحركات الديزل، والأفلام الناطقة، والسلالم المتحركة، والتلغرافون (أول مسجل صوت مغناطيسي). كما لفت المعرض الانتباه الدولي إلى أسلوب الفن الحديث. بالإضافة إلى ذلك، فقد قدم فرنسا كقوة استعمارية كبرى من خلال العديد من الأجنحة المبنية على تل قصر تروكاديرو. العديد من الهياكل الرئيسية هي من بقايا المعرض بما في ذلك القصر الكبير، والقصر الصغير، وقنطرة أليكسندر الثالث، ومحطة أورسي للسكك الحديدية (الآن متحف أورسي) ومدخلين أصليين لمحطات مترو باريس صممهما المهندس إكتور غيمار.

## التنظيم
أقيم أول معرض دولي في لندن عام 1851. وحضر المعرض الإمبراطور الفرنسي نابليون الثالث وأعجب به بشدة. كلف بإنجاز أول معرض لباريس، المعرض العالمي لعام 1855 . كان الغرض منه تعزيز التجارة والتكنولوجيا والثقافة الفرنسية. تلاه عدة معارض في عام 1867، وبعد سقوط الإمبراطور في عام 1870، حدث آخر في عام 1878، احتفالًا بالوحدة الوطنية بعد هزيمة كومونة باريس، ثم في عام 1889، احتفالًا بالذكرى المئوية للثورة الفرنسية. بدأ التخطيط لمعرض 1900 في عام 1892، في عهد الرئيس سعدي كارنو. في الفترة التي سبقت انعقاد المعرض، شغل ثلاثة رؤساء فرنسيين وعشرة وزراء تجارة مناصبهم. توفي الرئيس كارنو قبل وقت قصير من اكتماله. على الرغم من أن العديد من المباني لم تنته بعد، تم افتتاح المعرض في 14 أبريل 1900 من قبل الرئيس إميل لوبيه.

## الموقع والمشاركين
غطى موقع المعرض 112 هكتارًا على طول الضفتين اليمنى واليسرى لنهر السين من برج إيفل (الذي تم بناؤه لمعرض 1889) وشون دو مارس إلى منتزه ليزانفاليد. كما تضمن القصر الكبير والقصر الصغير على الضفة اليمنى. تم بناء قسم إضافي مساحته 104 هكتارات للمعارض الزراعية وغيرها من الهياكل في غابة فانسن. كانت المساحة الإجمالية للمعرض (216 هكتارًا) أكبر بعشر مرات من معرض 1855.
دعت فرنسا دولًا من جميع أنحاء العالم لعرض إنجازاتهم وثقافاتهم. من بين الدول الست والخمسين التي تمت دعوتها للمشاركة، قبلت أربعون دولة الحضور، بالإضافة إلى عدد إضافي من المستعمرات والمحميات لفرنسا وهولندا وبريطانيا والبرتغال. كان لكل من الولايات المتحدة وألمانيا والصين وسيام واليابان والمكسيك وروسيا وجمهورية جنوب إفريقيا أجنحة.

كان من المفترض أن تكون مباني المعرض مؤقتة؛ تم بناؤها على إطارات حديدية مغطاة بالجبس والستاف، وهو نوع من الحجر الاصطناعي غير المكلف. كانت العديد من المباني غير مكتملة عند افتتاح المعرض، وتم هدم معظمها فور إغلاقها.

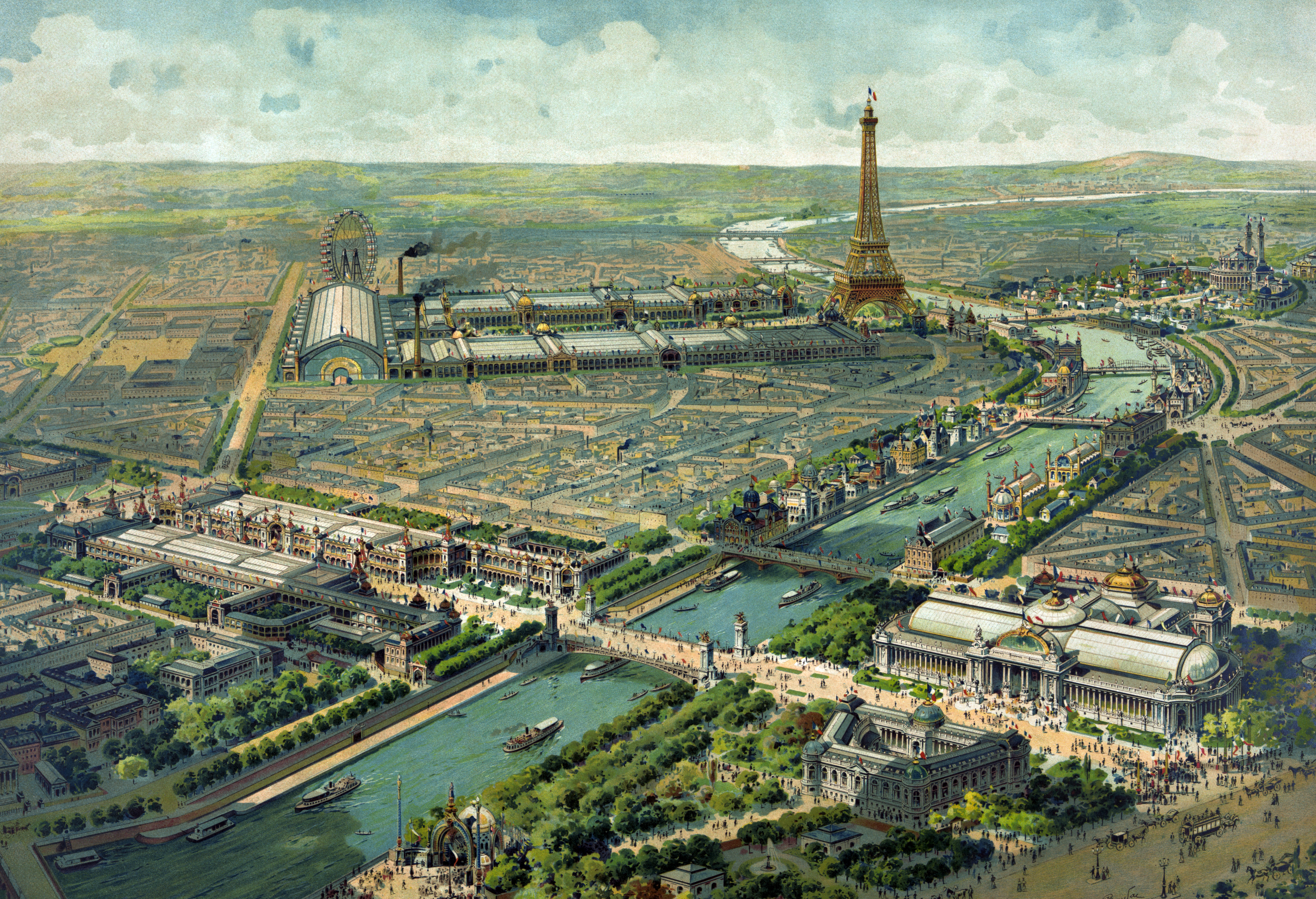
منظر جوي للمعرض
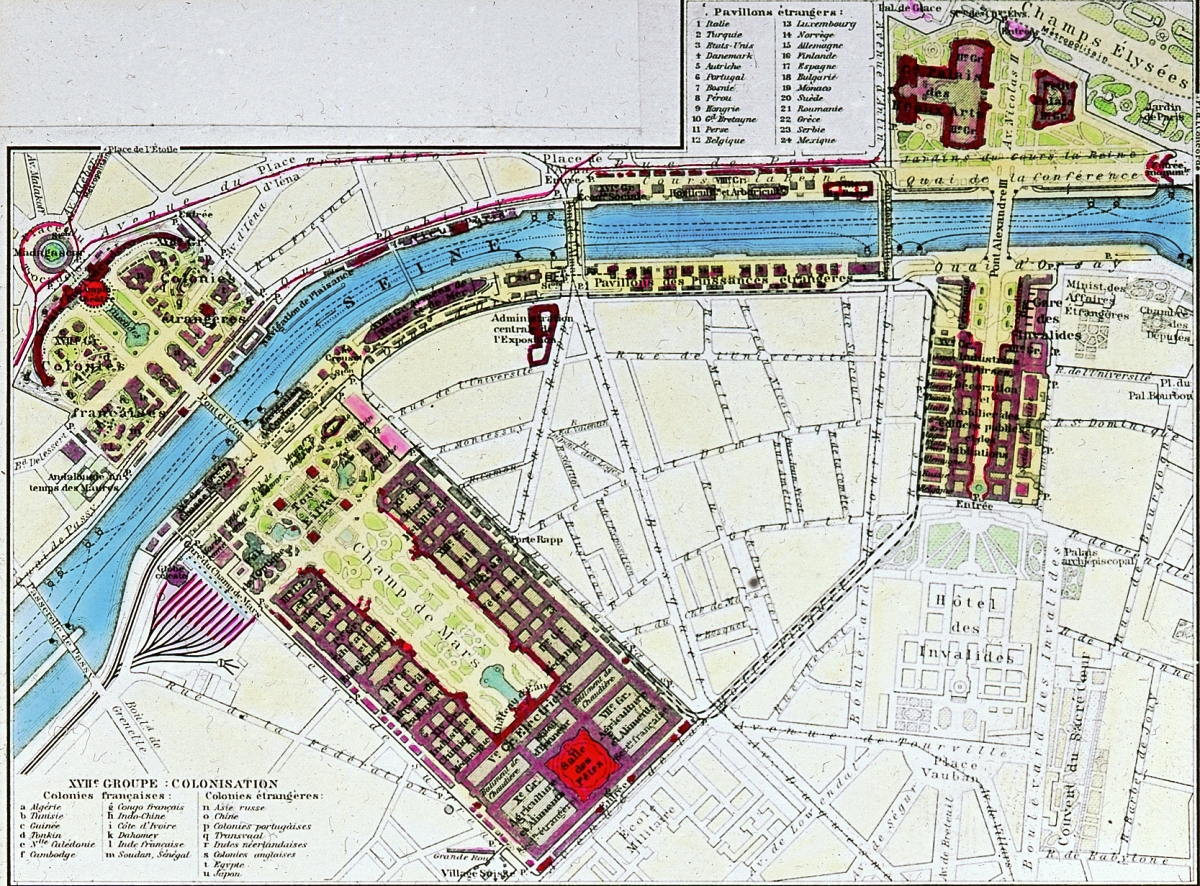
خريطة المواقع الرئيسية للمعرض

## مناطق الجذب الرئيسية

### البوابة الأثرية
كانت البوابة الأثرية لباريس، الواقعة في ميدان الكونكورد، هي المدخل الرئيسي للمعرض، والتي أنجزها المهندس المعماري رينيه بينيه. كانت تتألف من زخارف خزفية شاهقة متعددة الألوان بزخارف بيزنطية، على قمتها تمثال يبلغ ارتفاعه 6.5 متراً يُدعى لا باريسيان. على عكس التماثيل الكلاسيكية، كان التمثال عبارة عن امرأة ترتدي أزياء باريس الحديثة. أسفل التمثال كان هناك مقدمة نحتية لقارب، الذي يعد رمز باريس، وأفاريز تصور العمال الذين قاموا ببناء المعرض. كان القوس المركزي محاطًا ببرجين رفيعين شبيهين بالشموع، يشبهان المآذن. تمت إضاءة البوابة بشكل ساطع ليلاً بواسطة 3200 مصباح كهربائي وأربعين مصباح قوسي إضافي. يمكن لأربعين ألف زائر في الساعة المرور تحت القوس ليقتربوا من ستة وعشرين كشكًا لبيع التذاكر.

كان القصد من البوابة، مثل بقية مباني المعرض، أن تكون مؤقتة، وتم هدمها بمجرد الانتهاء من المعرض. لكن تم الحفاظ على الإفريز الخزفي الذي يصور عمال المعرض من قبل إميل مولر رئيس شركة الخزف التي صنعته، وانتقل إلى ما يعرف الآن باسم بارك مولر في بلدة بروييه، إيسون.

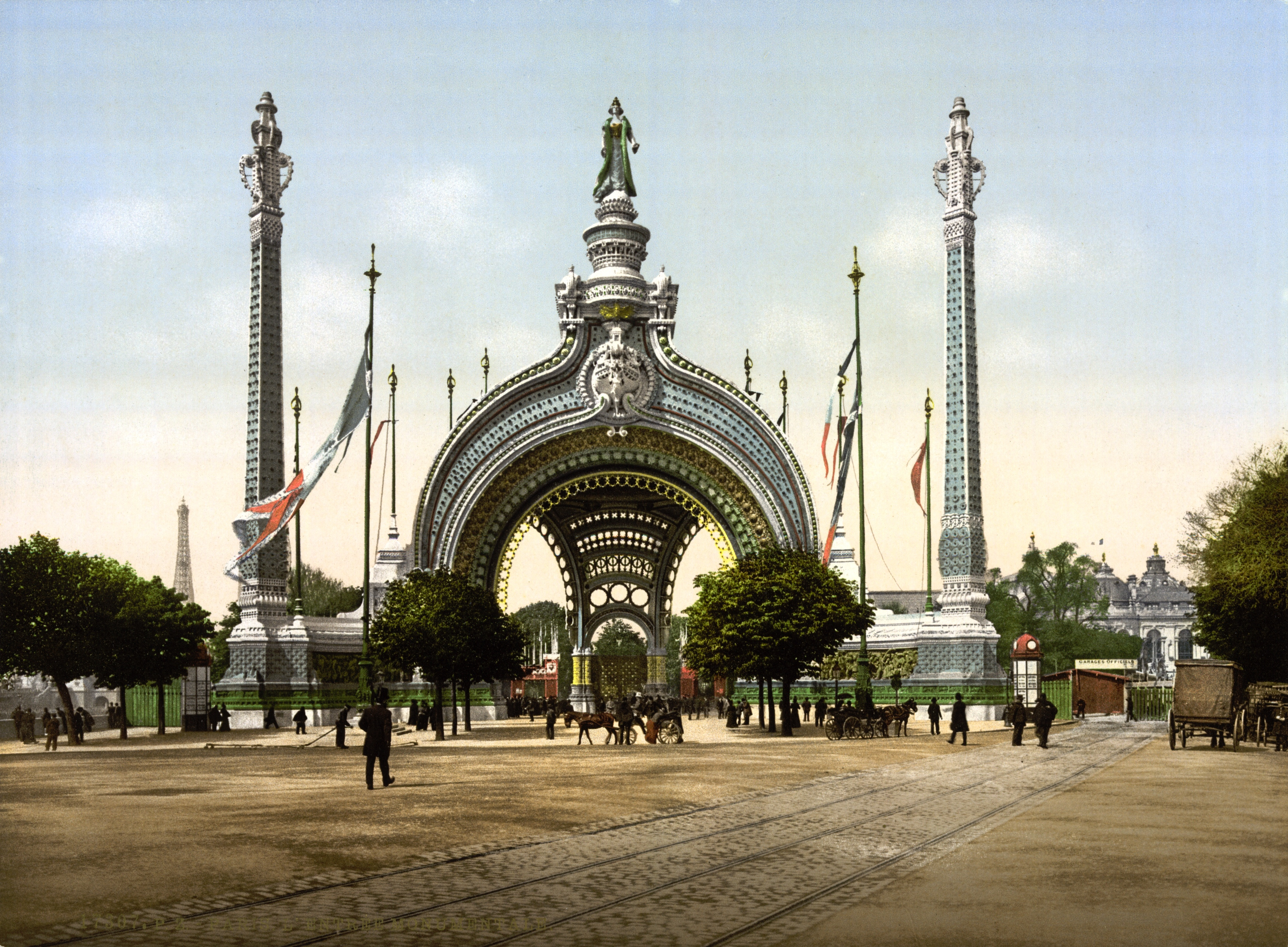
البوابة الأثرية في ساحة الكونكورد
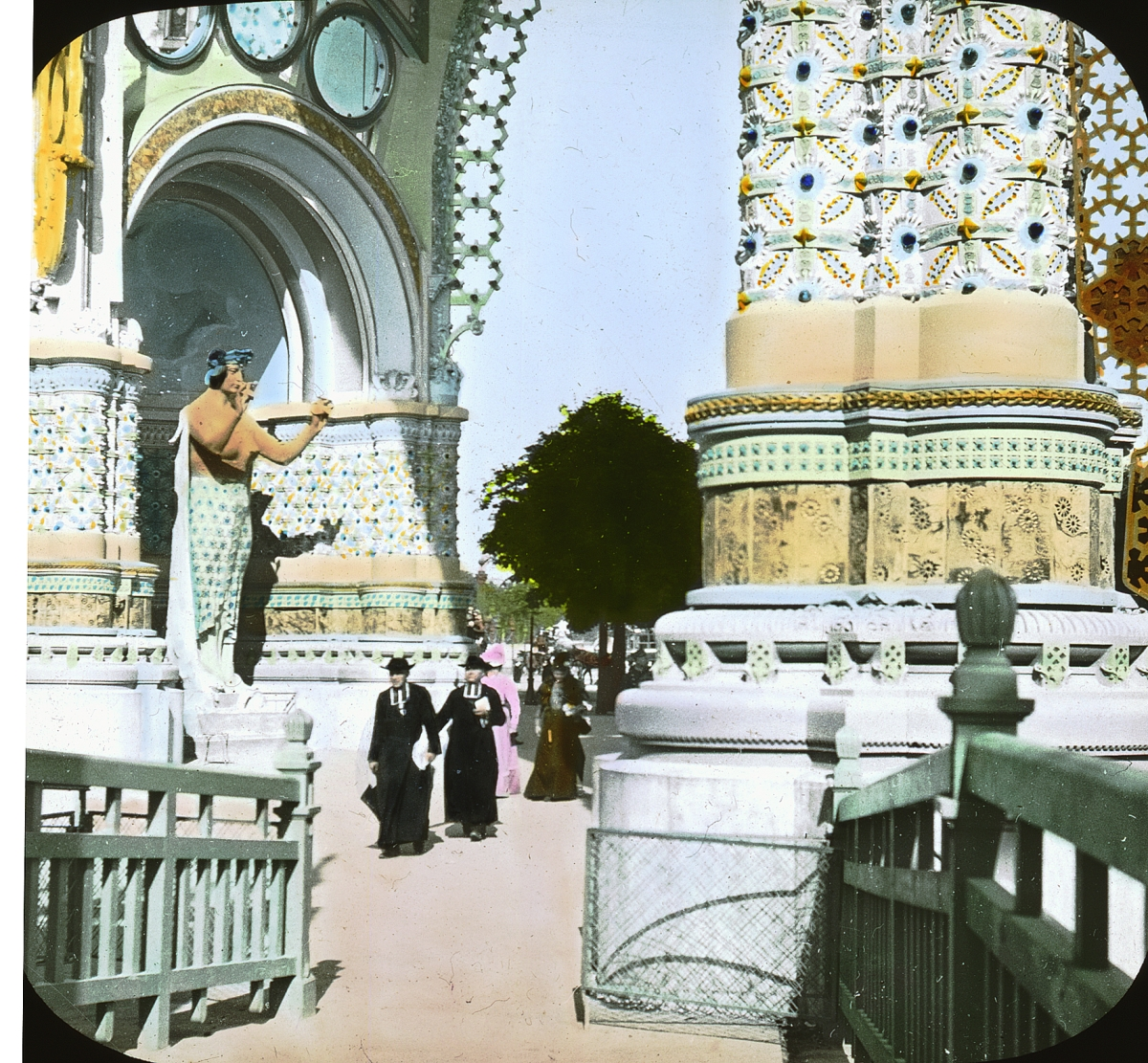
تفاصيل مدخل البوابة الأثرية

### جسر الإسكندر الثالث
كان جسر اليسكندر الثالث طريق ربط أساسيًا للمعرض، حيث كان يربط بين الأجنحة والقصور على الضفتين اليمنى واليسرى لنهر السين. سمي الجسر باسم القيصر ألكسندر الثالث لروسيا، الذي توفي عام 1894، واحتفلًا بالتحالف الأخير بين فرنسا وروسيا. وضع حجر الأساس ابنه القيصر نيكولاس الثاني عام 1896، وانتهى بناء الجسر عام 1900. كان من عمل المهندسين جان رسال وأميدي دالبي والمهندس المعماري غاستون كوزين. كان أكبر وأطول جسور باريس في ذلك الوقت، وقد تم تشييده على قوس واحد من الصلب بطول 108 أمتار. على الرغم من أنه سمي على اسم القيصر الروسي، إلا أن أنماط الزخرفة فرنسية بالكامل تقريبًا. كان الجسر مدعومًا في نهاياته بأربعة أبراج حجرية ضخمة بارتفاع 13 مترًا، مزينة بتماثيل الرينوميه (بالفرنسية: Renomées)، وشخصيات نسائية مع أبواق، وتماثيل مذهبة للحصان بيغاسوس. في قاعدة الركائز توجد تماثيل ترمز إلى فرنسا شارلمان وفرنسا عصر النهضة وفرنسا لويس الرابع عشر وفرنسا في عام 1900. كان العنصر الروسي في الوسط، مع تماثيل حوريات نهر نيفا يحملون ختمًا مذهباً للإمبراطورية الروسية. في نفس الوقت الذي تم فيه بناء جسر أليكسندر الثالث، تم بناء جسر مماثل، سمي جسر ترينيتي في سانت بطرسبرغ، وتم تكريسه للصداقة الفرنسية الروسية من قبل الرئيس الفرنسي فيليكس فور.

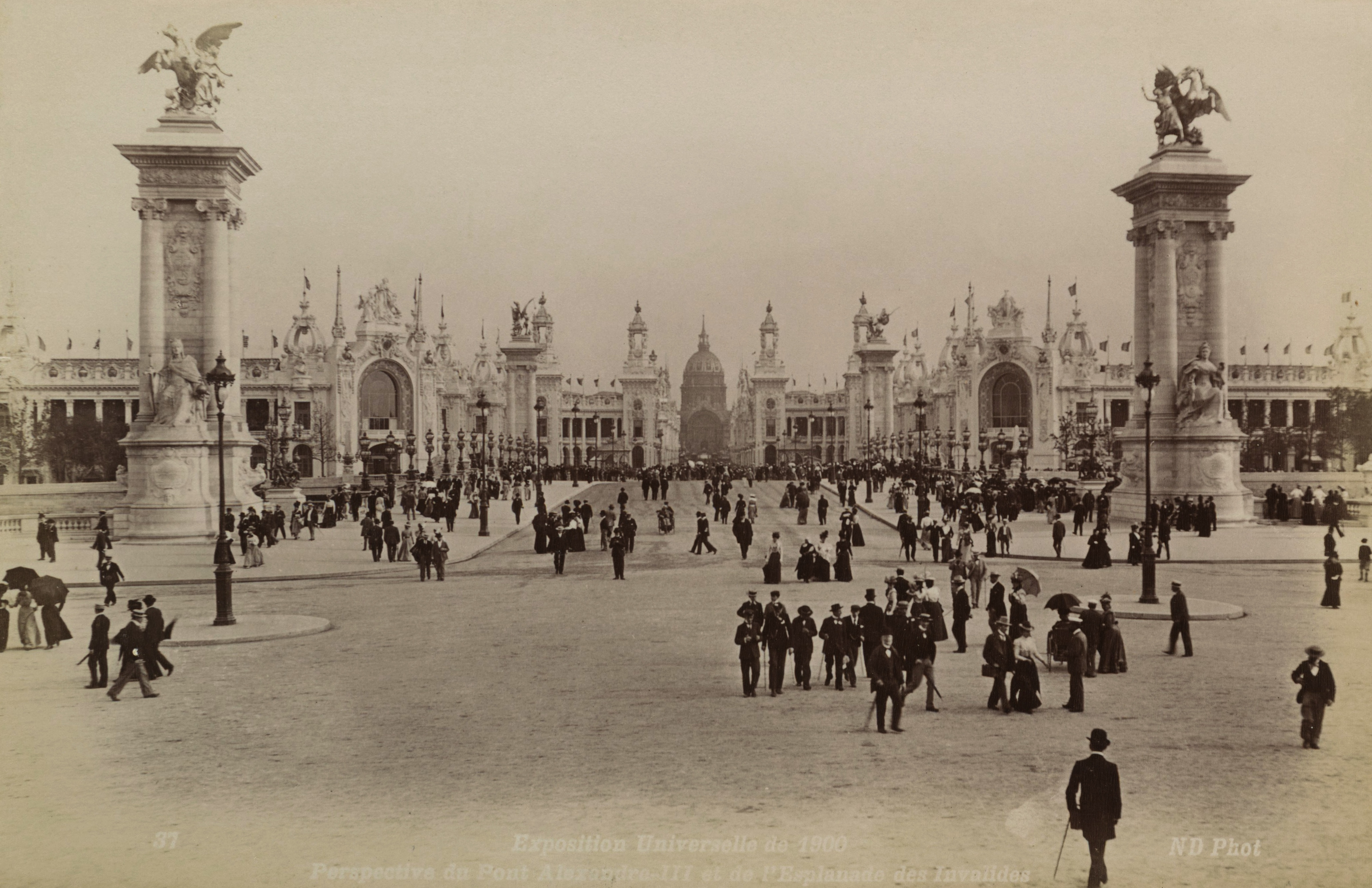
منظر جسر أليسكندر الثالث باتجاه ليه إنفاليد (1900)
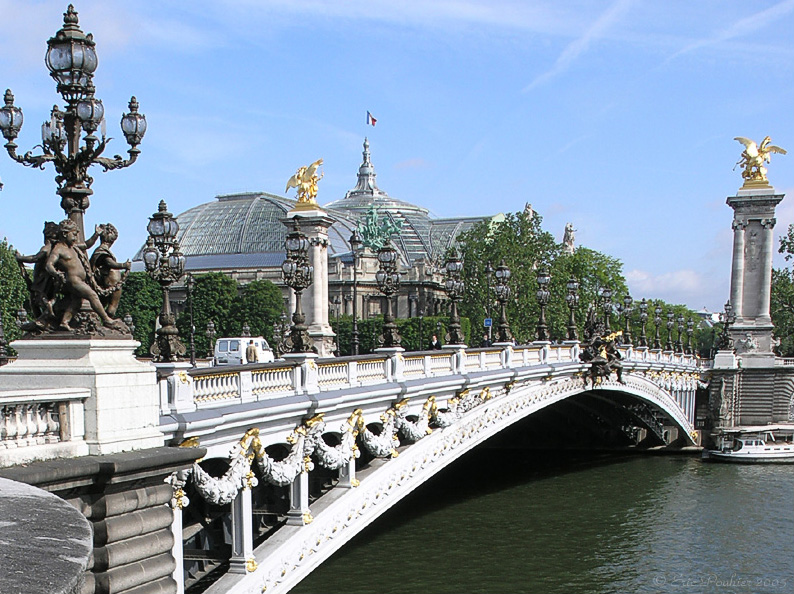
جسر أليسكندر الثالث مع القصر الكبير في الخلفية.
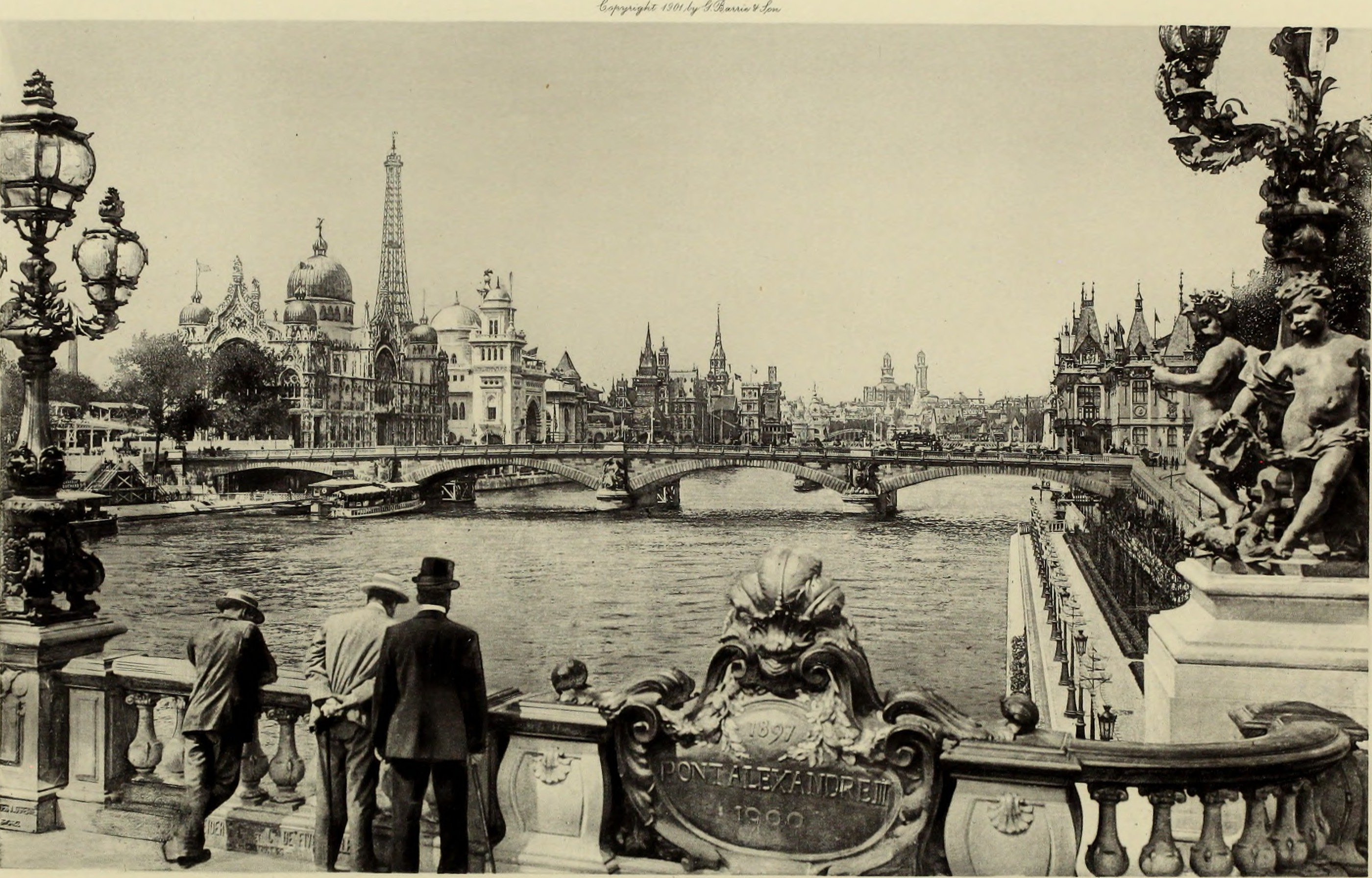
منظر للمعرض من جسر أليسكندر الثالث.

### قصر الكهرباء وقلعة الماء
يعد قصر الكهرباء وقلعة المياه (Chateau d'Eau) التابعة له والتي صممها المهندسان المعماريان أوجين هينارد وادمون باولين، من بين المعالم الأكثر شهرة. تم بناء قصر الكهرباء بشكل جزئي مع دمج العناصر المعمارية لقصر شون دو مارس القديم من معرض 1889. لقد كان القصر هائلاً، طوله 420 متراً وعرضه 60 متراً، وكان شكله يوحي بمظهر طاووس عملاق يفرد ذيله. في قمة البرج المركزي وضع نجم ضخم مضيء ومركبة تحمل تمثال روح الكهرباء بارتفاع 6.5 متر، تحمل شعلة تعمل بخمسين ألف فولت من الكهرباء، توفرها المحركات البخارية والمولدات داخل القصر. استهلك إنتاج الضوء للمعرض 200 ألف كيلوجرام من الزيت في الساعة. تمت أضاءت واجهة القصر والقلعة المائية، بـ 7200 مصباح متوهج إضافي وسبعة عشر مصباحًا مقوسًا. يمكن للزوار الذهاب إلى الداخل لرؤية المولدات التي تعمل بالبخار والتي توفر الكهرباء لمباني المعرض. كان للقلعة المائية، المواجهة لقصر الكهرباء، مظهر مهيب بنفس القدر. كانت لها قبتان كبيرتان، بينهما نافورة عملاقة تستعمل مائة ألف لتر من الماء في الدقيقة. بفضل الطاقة القادمة من قصر الكهرباء، أضاءت النافورة في الليل من خلال تغيير الأضواء الملونة باستمرار. كان مهندسو هذه المنشآت هم يوجين هنارد وإدموند بولين.

كان معرض الآلات، على الضفة اليسرى، مبنى عرض رئيسيًا آخر، ومكرسًا لعرض التطورات في التكنولوجيا الصناعية في نهاية القرن.

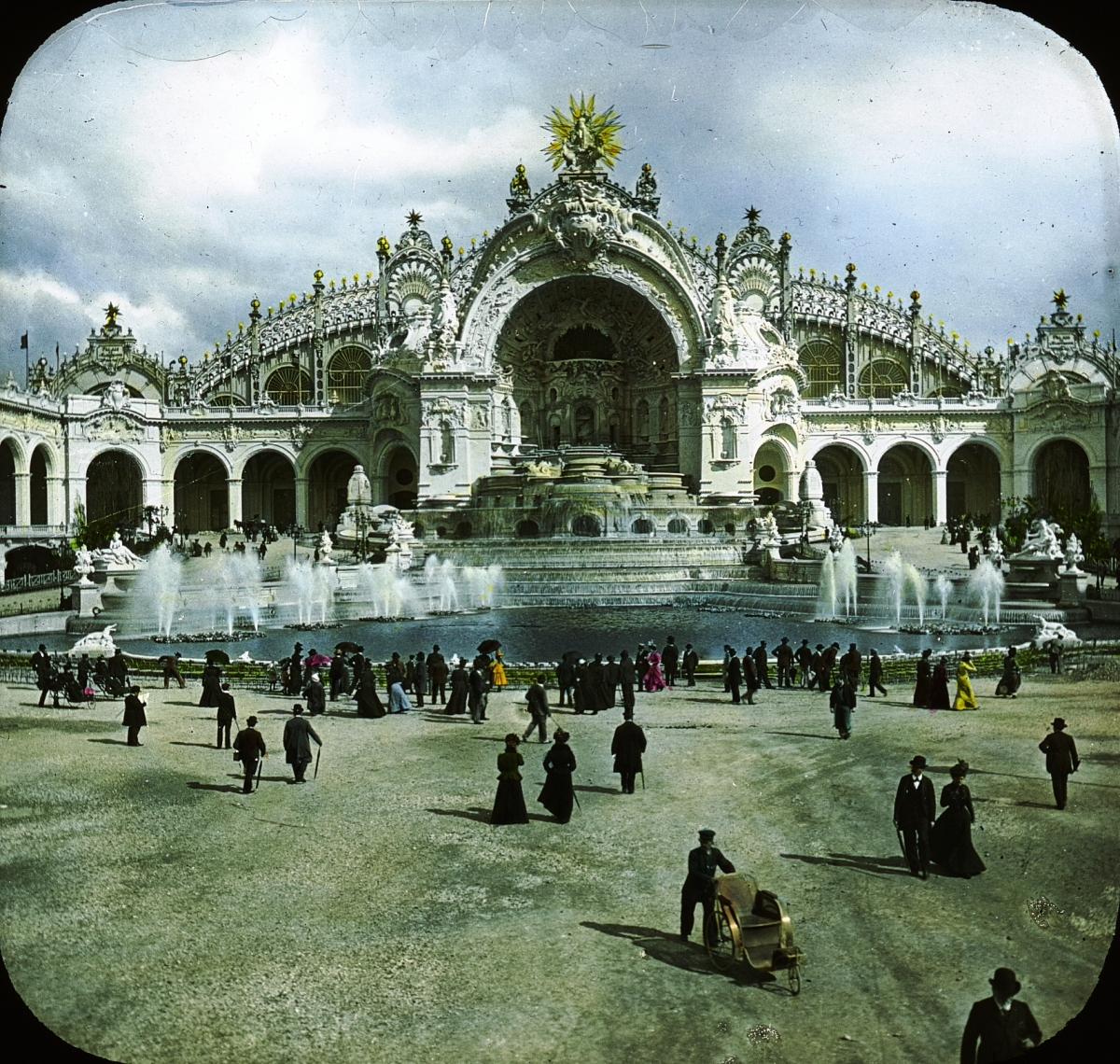
قصر الكهرباء (في الخلف) وقلعة الماء (أمامه)

### قصر البصريات وحوض السمك والصور المتحركة
تم تخصيص واحد وعشرون من الأجنحة الرسمية البالغ عددها ثلاثة وثلاثين للتكنولوجيا والعلوم. وكان من بين أكثر الأماكن شهرة بينها هو قصر البصريات، والذي تضمنت معالمه الرئيسية تلسكوب معرض باريس العظيم، الذي عمل على تكبير صورة القمر عشرة آلاف مرة. عُرضت الصورة على شاشة تبلغ مساحتها 144 متراً مربعاً، في قاعة استوعبت ألفي زائر. كان هذا التلسكوب أكبر تلسكوب انكسار في ذلك الوقت. يبلغ طول أجزاء الأنبوب البصري 60 مترًا وقطرها 1.5 مترًا، وتم تثبيتها في مكانها نظرًا لكتلتها. تم إستقبال الضوء من السماء إلى الأنبوب بواسطة مرآة متحركة بطول مترين.
ميزة أخرى مشهورة جدًا لقصر البصريات كانت المشكال العملاق، الذي جذب ثلاثة ملايين زائر. تضمنت الميزات الأخرى لجناح البصريات عروض تصوير بالأشعة السينية وراقصين يرتدون أزياء فسفورية.
كان قصر الأوهام، الملحق بقصر البصريات، معرضًا ذا شعبية واسعة. كان عبارة عن قاعة كبيرة تستخدم المرايا والإضاءة الكهربائية لخلق عرض من الأوهام البصرية الملونة والغريبة. تم الحفاظ عليه بعد المعرض في متحف جريفن
كان هناك عامل جذب علمي آخر هو حوض السمك، وهو الأكبر في العالم في ذلك الوقت، والذي يمكن مشاهدته من معرض تحت أرضي بطول 722 مترًا. يبلغ طول كل خزانات المياه 38 مترًا وعرضها ثمانية عشر مترًا وعمقها 6.5 مترًا، وتشتمل على مجموعة كبيرة من الكائنات البحرية الغريبة.
قدم الإخوة لوميير، اللذان قاما بأول الإسقاطات العامة لصورة متحركة في عام 1895، أفلامهما على شاشة ضخمة، مساحتها 21 مترا في 16 مترا، في معرض الآلات. تم تقديم ابتكار آخر في الصور المتحركة في المعرض الذي أقيم في المسرح السنمائي الصوتي؛ وهي صورة متحركة بصوت بدائية، حيث تمت مزامنة الصورة على الشاشة مع الصوت من الفونوغراف.
كانت التجربة الأكثر طموحًا في الصور المتحركة هي «السينوراما» لراؤول جريموين سانسون، والتي تحاكي رحلة في منطاد. الفيلم، الذي عُرض على شاشة دائرية محيط 93 مترًا بواسطة عشرة أجهزة عرض متزامنة، يصور منظرًا طبيعيًا يمر في الأسفل. جلس المتفرجون في المنتصف فوق أجهزة العرض، في ما يشبه السلة المعلقة أسفل بالون كبير.

ومن المعالم الجذابة الأخرى الماروراما، التي كانت تحاكي رحلة على متن سفينة من فيلفرانش إلى اسطنبول، وقف المشاهدون على درابزين محاكي للسفينة، يشاهدون الصور المرسومة وهي تمر بجانب المدن والمناظر البحرية في الطريق. وصاحب هذا الوهم الآلات التي هزت السفينة والمراوح التي أطلقت رياحا.

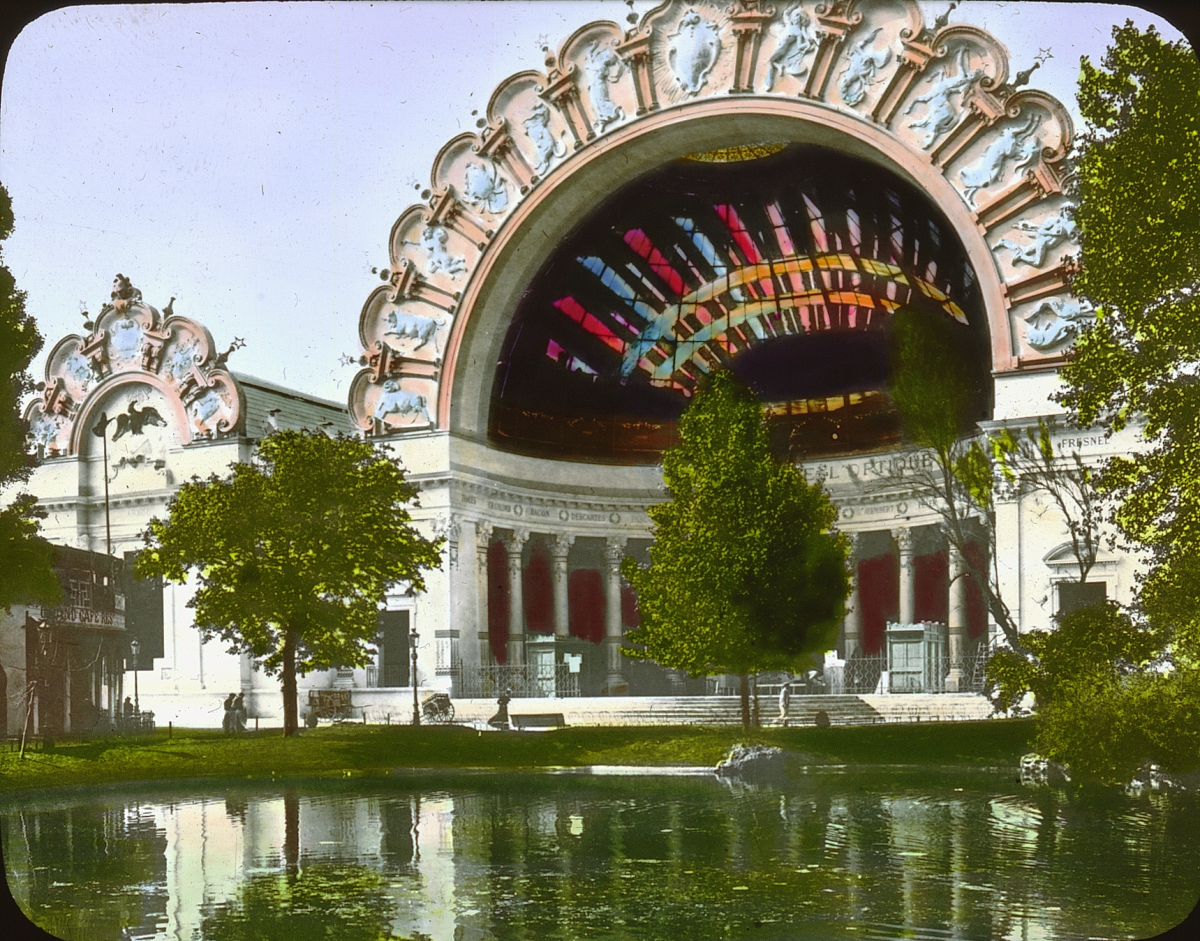
مدخل قصر البصريات
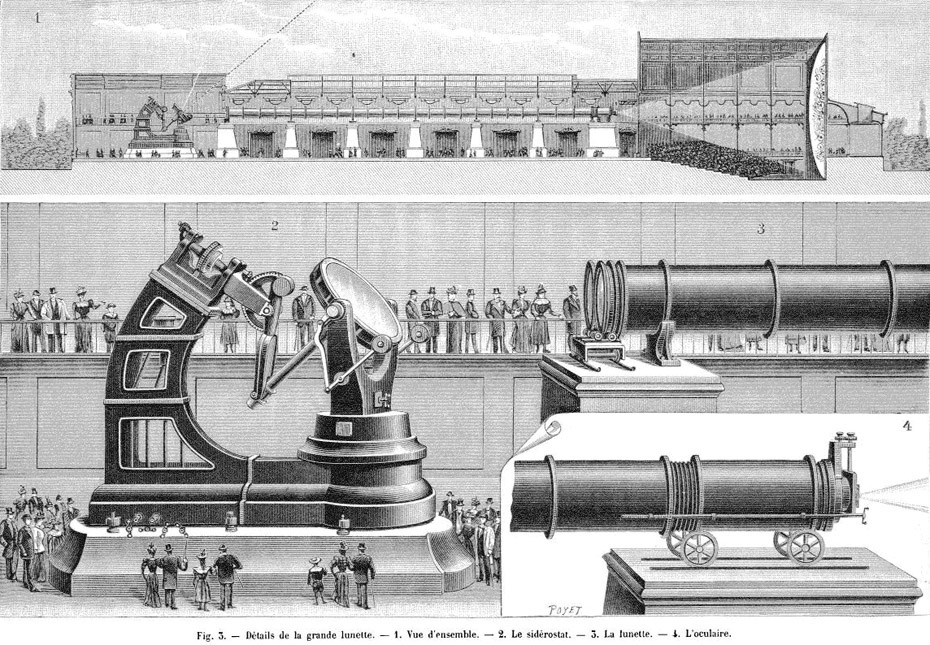
رسم تخطيطي لتلسكوب معرض باريس الكبير لعام 1900  [لغات أخرى]‏
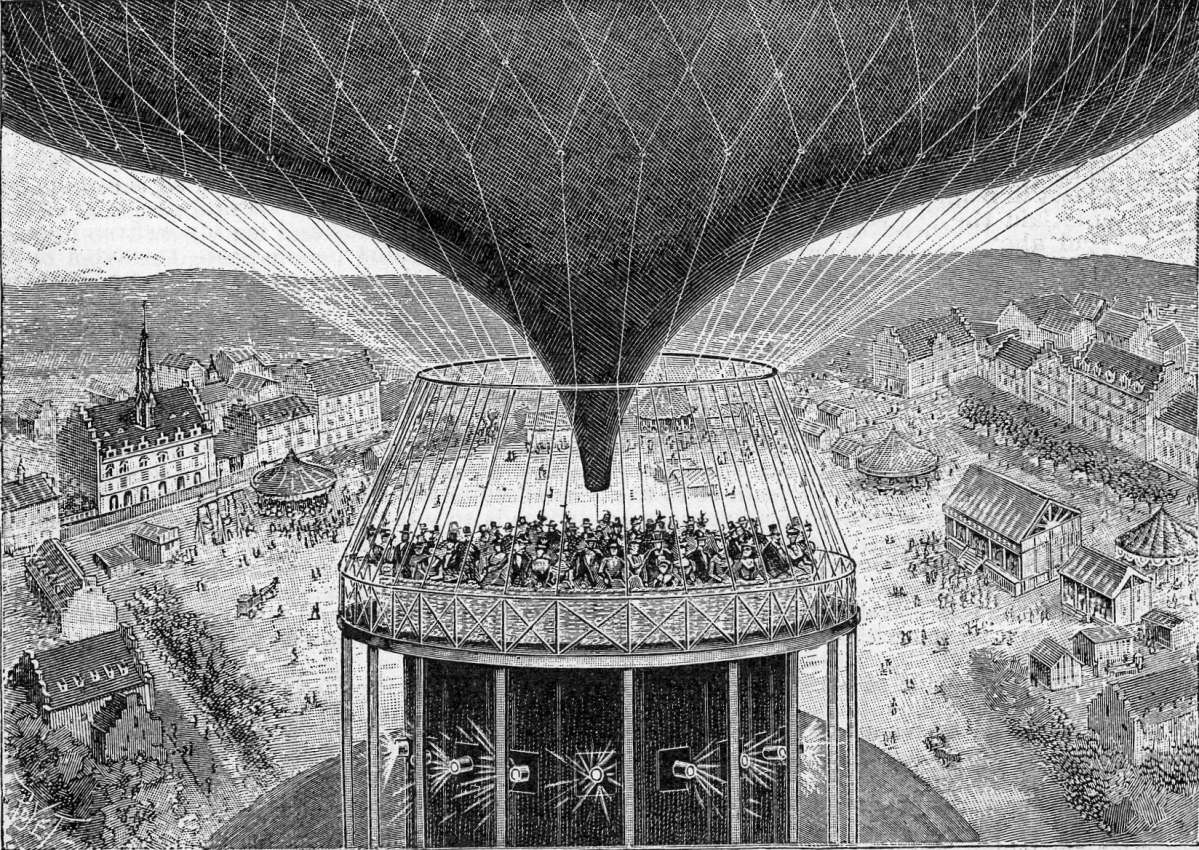
سينوراما، رحلة محاكاة في منطاد مع عرض صور متحركة على شاشة دائرية.
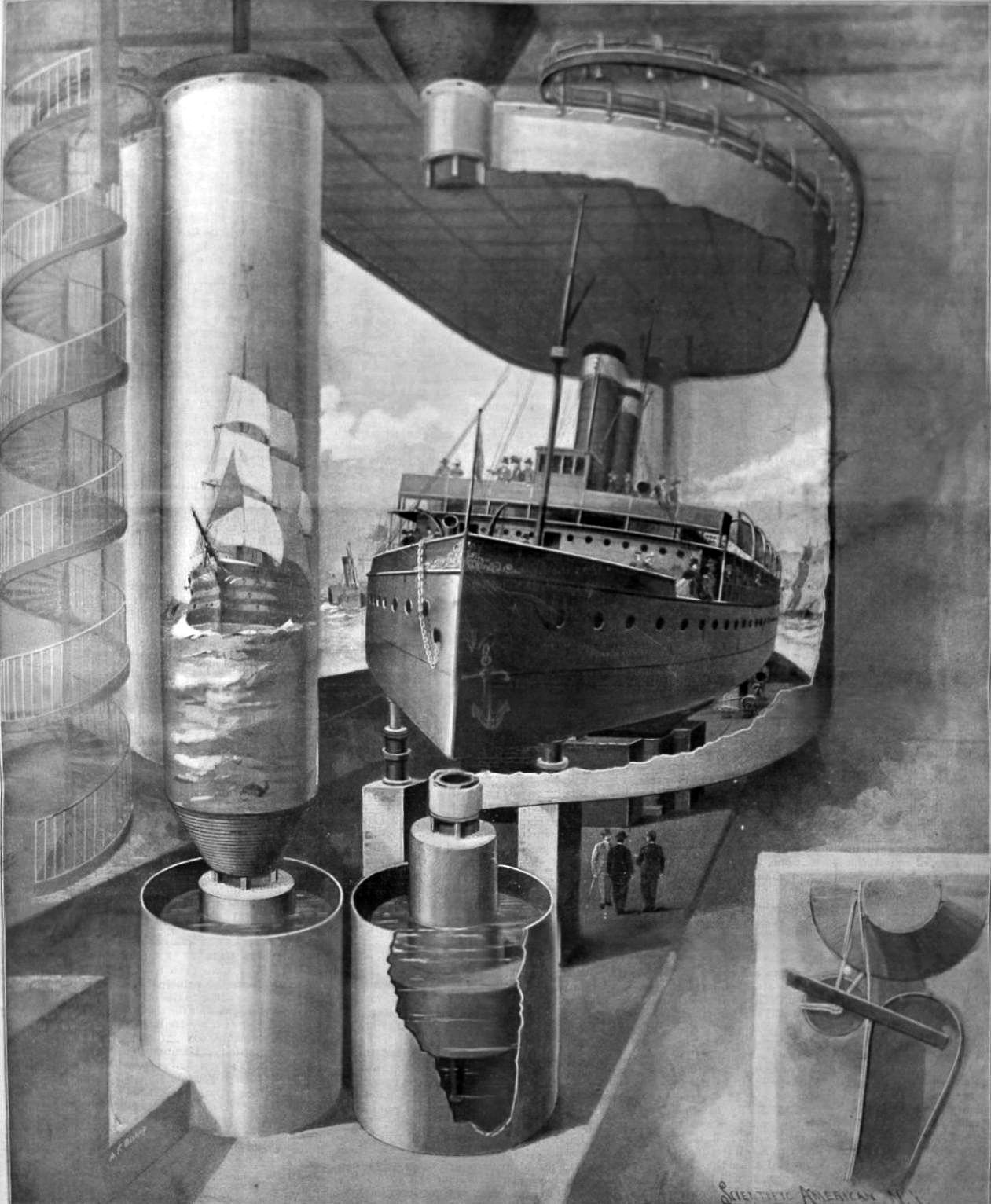
قامت الماروراما بمحاكاة رحلة بحرية كاملة مع سفينة هزازة ومشهد صور متحركة.
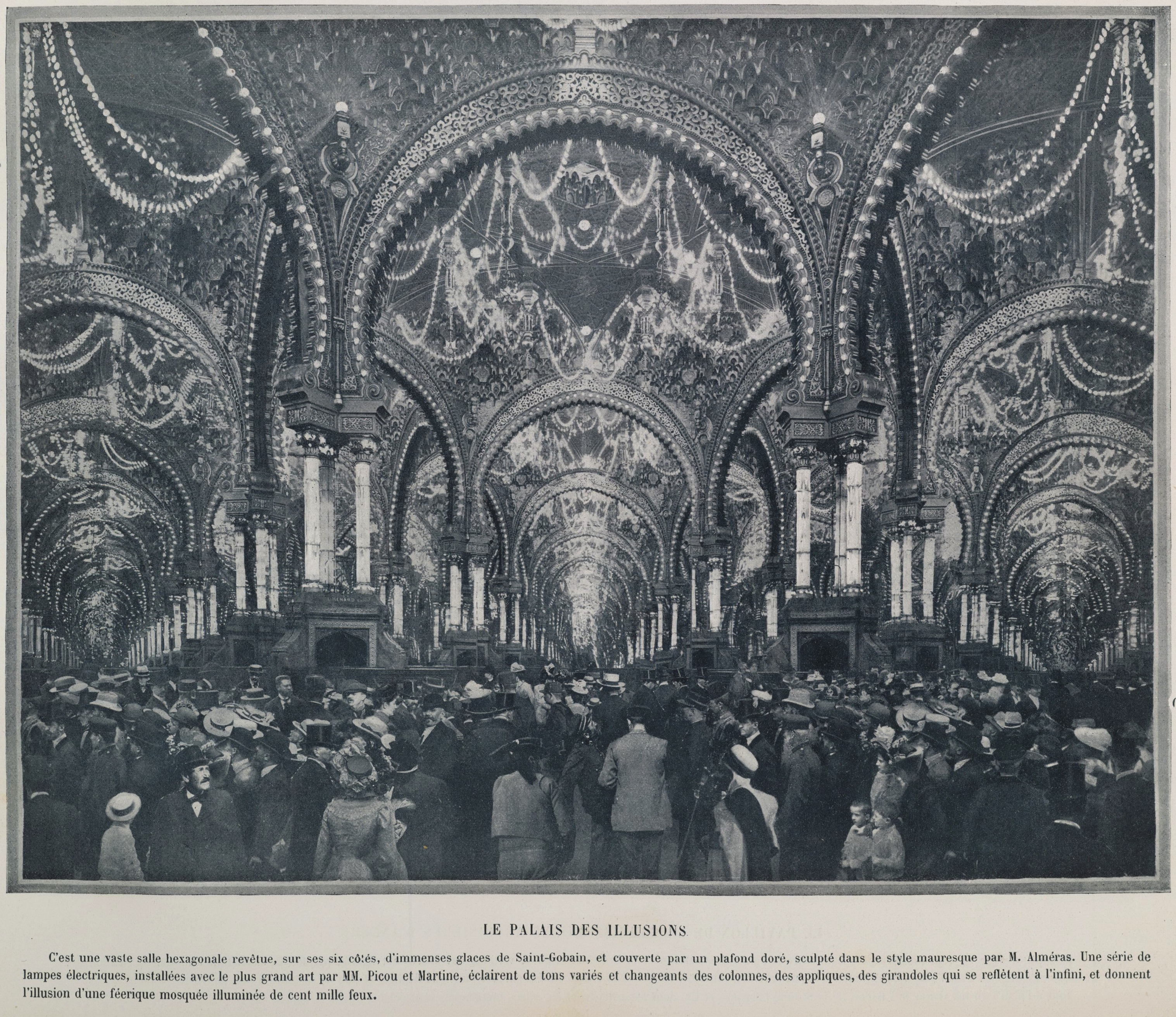
ابتكر قصر الأوهام عرضًا للأوهام البصرية مع المرايا وتأثيرات الإضاءة.

### العجلة الكبرى لشيكاغو والرصيف المتحرك
كانت العجلة الكبرى لشيكاغو نقطة جذب شهيرة للغاية. كانت عبارة عن عجلة فيريس عملاقة يبلغ ارتفاعها 110 أمتار، أخذت اسمها من عجلة مماثلة صنعها جورج واشنطن جيل فيريس جونيور في المعرض الكولومبي العالمي لعام 1893 في شيكاغو. يمكن أن تحمل 1600 راكب في أربعين سيارة في رحلة واحدة. كانت تكلفة الرحلة فرنكًا واحدًا لسيارة من الدرجة الثانية، وفرنكين لسيارة من الدرجة الأولى الأكثر اتساعًا. على الرغم من السعر المرتفع، كان على الركاب في كثير من الأحيان الانتظار لمدة ساعة للحصول على مكان.

كان الرصيف المتحرك عامل جذب ذا شعبية ومفيدًا لجذب الأنتباه، نظرًا للحجم الكبير للمعرض. شغل المسافة على طول حافة المعرض، من منتزهات ليزانفاليد إلى شون دو مارس، مروراً بالمحطات على طول الطريق، حيث يمكن للركاب الصعود. كانت الأجرة في المتوسط خمسين سنتيمًا. تم الوصول إلى الرصيف من منصة ستة أمتار فوق مستوى السطح. صعد الركاب من الرصيف إلى الرصيف المتحرك وسافروا بسرعة تزيد قليلاً عن أربعة كيلومترات في الساعة، ثم صعدوا إلى رصيف أسرع يتحرك بسرعة 8.5 كيلومتر في الساعة. كانت الأرصفة تحتوي على أعمدة بمقابض يمكن للركاب التمسك بها أو يمكنهم المشي.

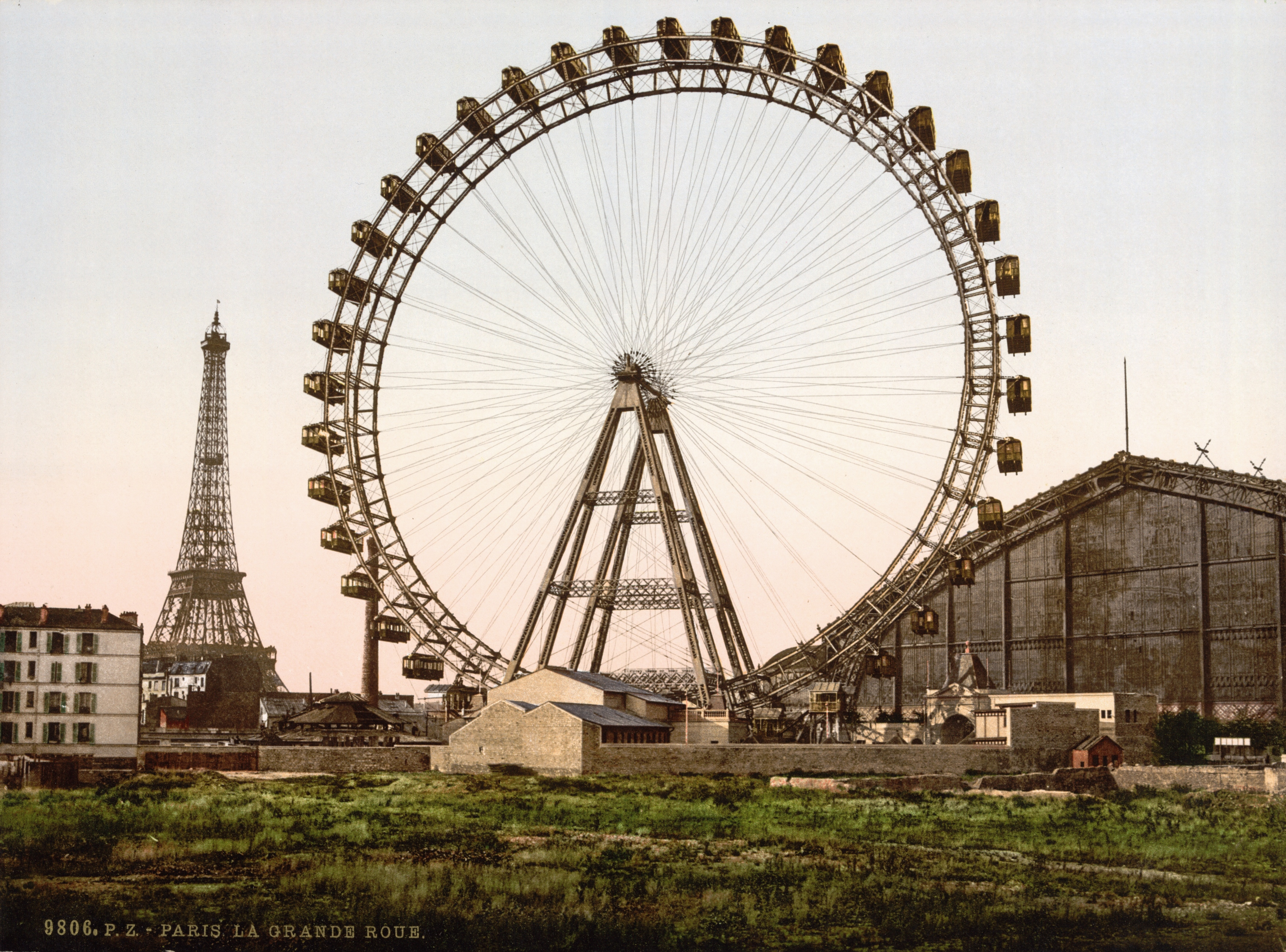
يمكن أن تحمل العجلة الكبرى لشيكاغو في معرض باريس 1600 راكب في وقت واحد
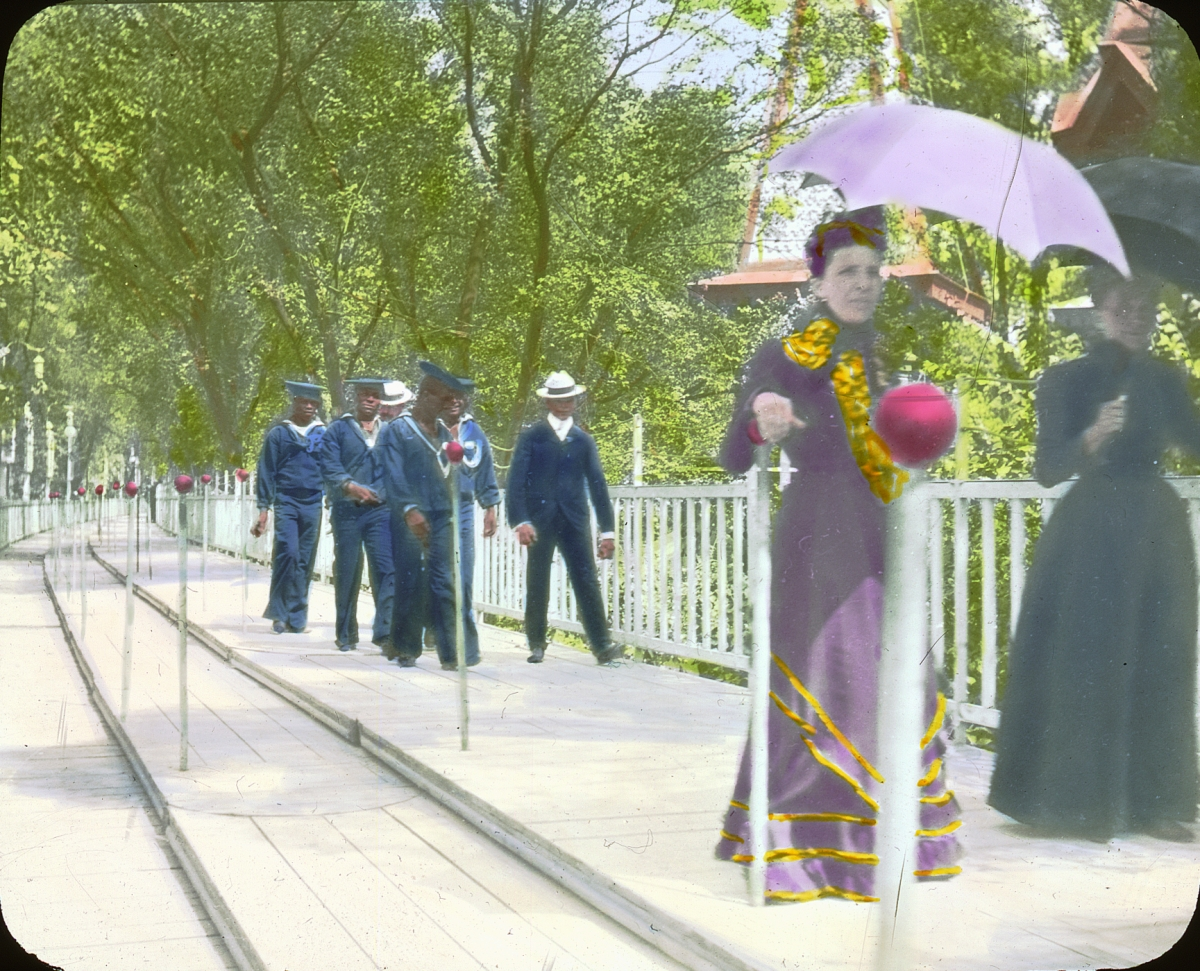
الرصيف المتحرك للمعرض
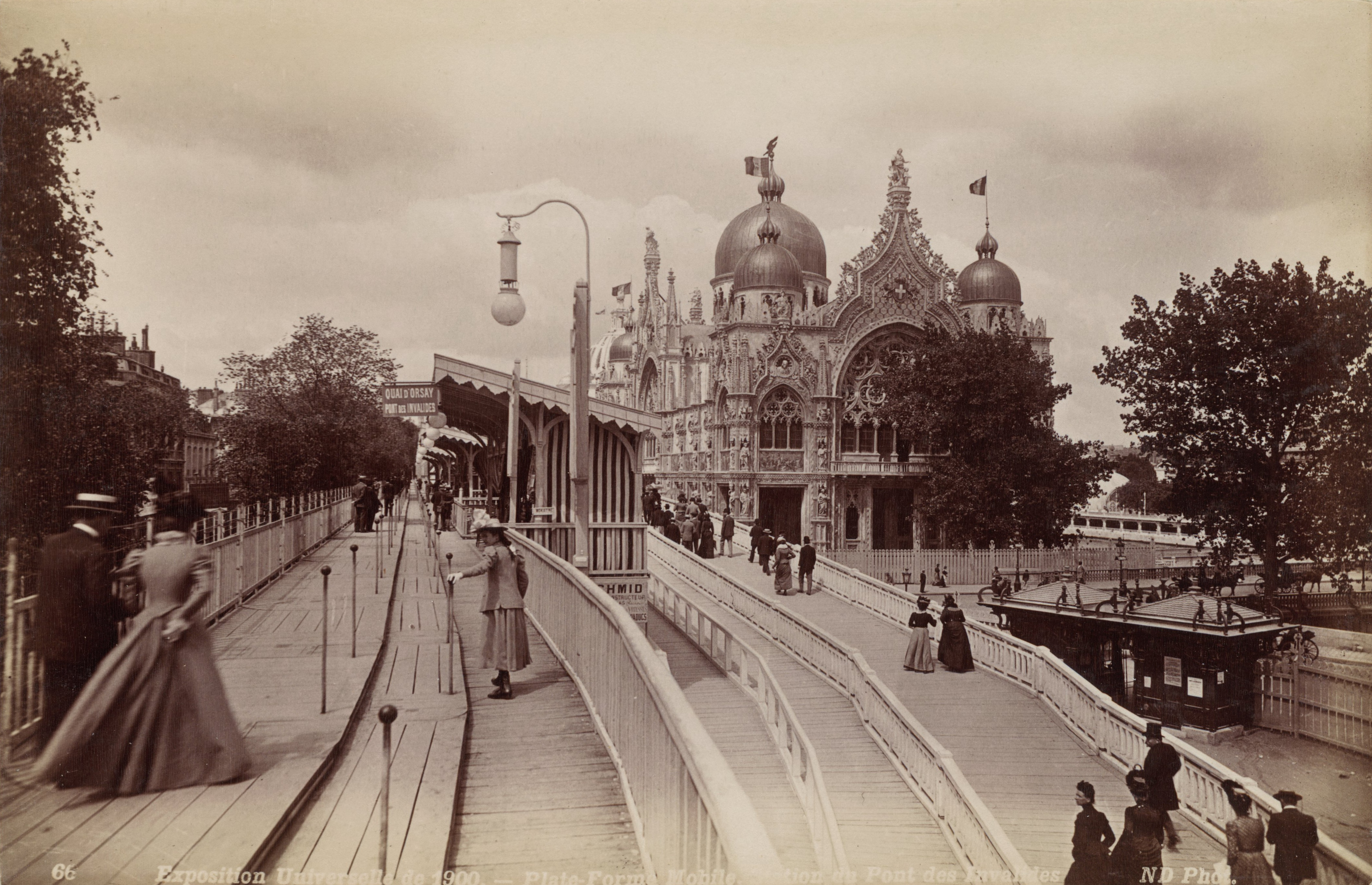
محطة الرصيف المتحرك في ليزانفاليد.

### ذا جلوب سيليست
كان ذا جلوب سيليست ‏ عبارة عن قبة سماوية ضخمة على شكل الكرة الأرضية والتي قدمت عرضًا تقديميًا في سماء الليل. يبلغ قطر الكرة الأرضية 45 متراً، وتم طلاء السطح الخارجي والدعائم باللونين الأزرق والذهبي وعلامات الأبراج. تم وضعها فوق دعامة حجرية بارتفاع ثمانية عشر متراً، مدعومة بأربعة أعمدة. أحاطت حديقة زهور بدعائم الكرة الأرضية. شاهد المتفرجون الجالسون على كراسي بذراعين بالداخل عرضًا تقديميًا عن النجوم والكواكب المسقطة في السماء. كانت الكرة مسرحًا لحادث مميت في 29 أبريل 1900 عندما انهار أحد أرصفة الدخول، المصنوع على عجل من مادة تم إدخالها حديثًا، وهي الخرسانة المسلحة، حيث انهار على الشارع الأسفل منه، مما أسفر عن مقتل تسعة أشخاص. بعد الحادث، وضعت الحكومة الفرنسية اللوائح التنظيمية الأولى لاستخدام الخرسانة المسلحة.

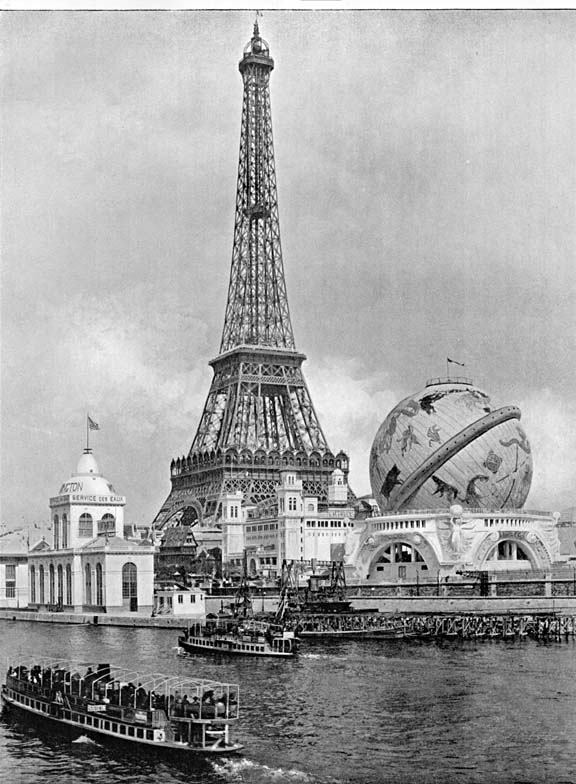
ذا جلوب سيليست  [لغات أخرى]‏ مع برج إيفل
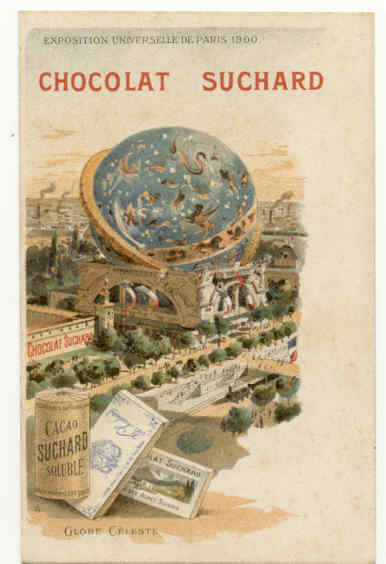
ظهرت الجلوب سيليست  [لغات أخرى]‏ في إعلان لـ شكولاتة سيشتر

### القصر الكبير والقصر الصغير
تم بناء القصر الكبير، على الضفة اليمنى، رسمياً القصر الكبير للفنون الجميلة والفنون الزخرفية (بالفرنسية: Grand Palais des beaux-arts et des arts decoratifs)، على موقع قصر الصناعة العائد لمعرض 1855. كان من عمل اثنين من المهندسين المعماريين، هنري ديجلان مصمم الهيكل الرئيسي للمبنى، وألبرت توماس مصمم الجزء الذي أصبح الآن قصر الاكتشاف أو متحف العلوم. صمم تشارلز جيرولت القصر الصغير المواجه للقصر الكبير. كان الإطار الحديدي للقصر الكبير حديثًا جدًا في وقته؛ حيث بدى خفيفًا، لكنه في الواقع استخدم تسعة آلاف طن من المعدن، مقارنة بسبعة آلاف طن لبناء برج إيفل. كان التصميم الداخلي بمثابة مكان لمعارض الرسم والنحت بشكل خاص. كانت الواجهة على الطراز المزخرف للفنون الجميلة أو الطراز الباروكي الحديث، وكان الإطار الحديدي الداخلي الأكثر حداثة والنوافذ العلوية الضخمة والسلالم توفر عناصر زخرفية بأسلوب الفن الجديد لا سيما في درابزينات الدرج، والتي كانت منسوجة بشكل معقد في أشكال عضوية سائلة.

تم بناء القصر الصغير من قبل المهندس المعماري جيرو. لمعرض الفن الفرنسي. هذا القصر يشبه إلى حد كبير القصر الكبير، الواجهة عبارة عن طراز للفنون الجميلة والطراز الباروكي الحديث، تذكرنا بـ غراند ترنون والإسطبل في شانتلي. بينما يقدم التصميم الداخلي أمثلة على الفن الجديد، لا سيما في درابزين السلالم المنحنية، وبلاط الأرضيات، والزجاج الملون، والجداريات على سقف الممر حول الحديقة. تم رسم جداريات المدخل بواسطة ألبرت بيسنارد وبول ألبرت لورينز.

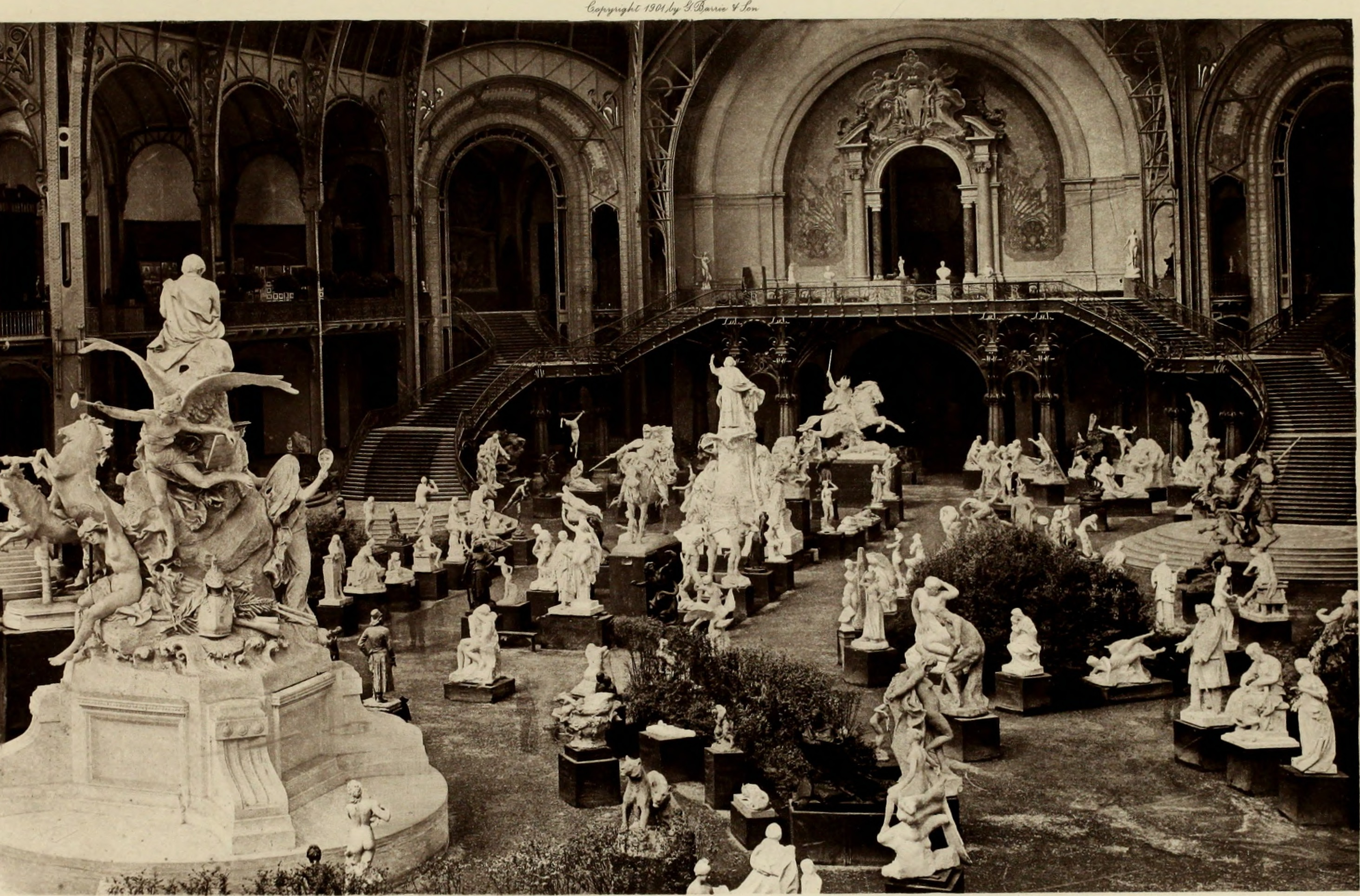
الجزء الداخلي من القصر الكبير، مع درجه الحديدي على طراز الفن الحديث.
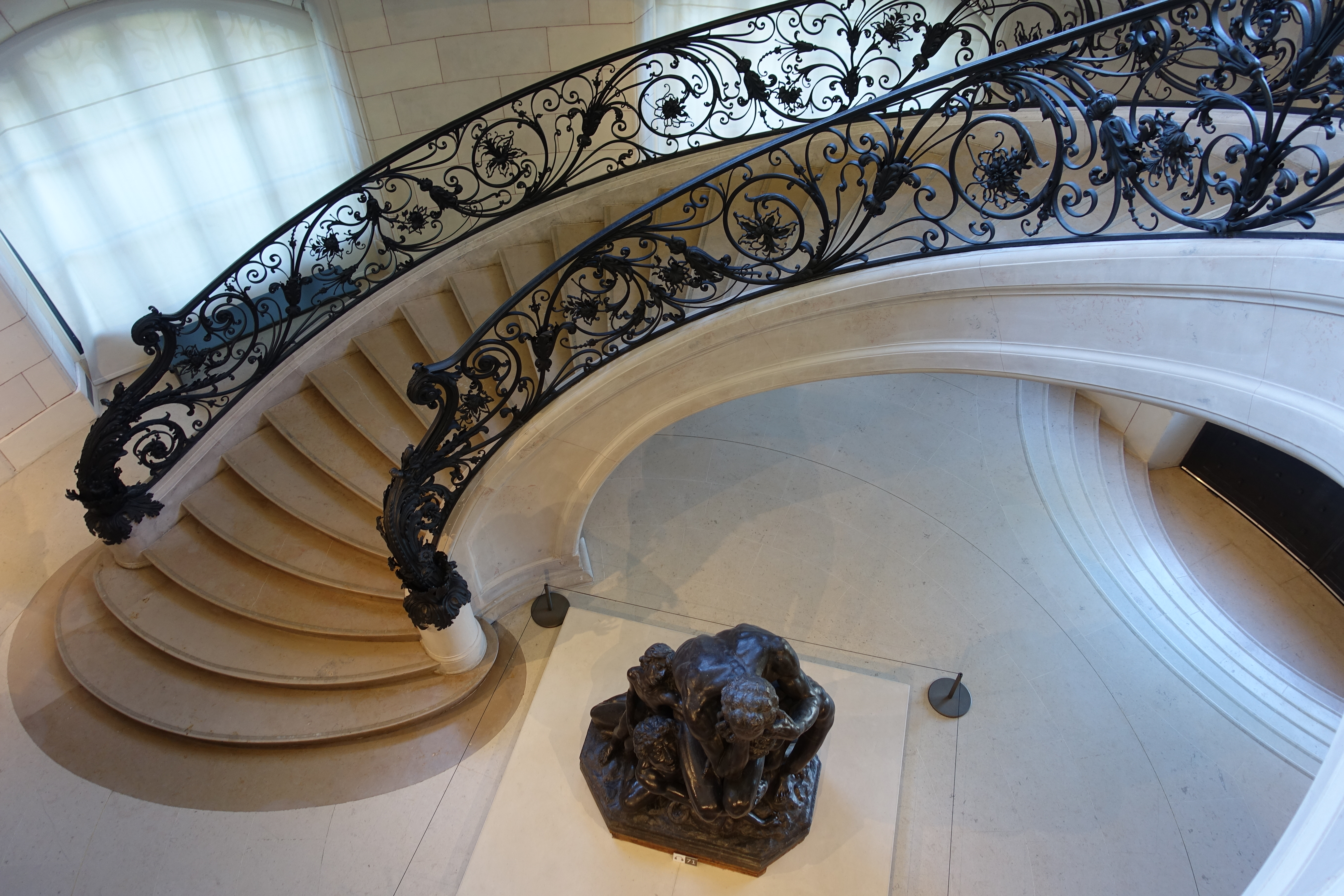
درج على طراز الفن الحديث في القصر الصغير
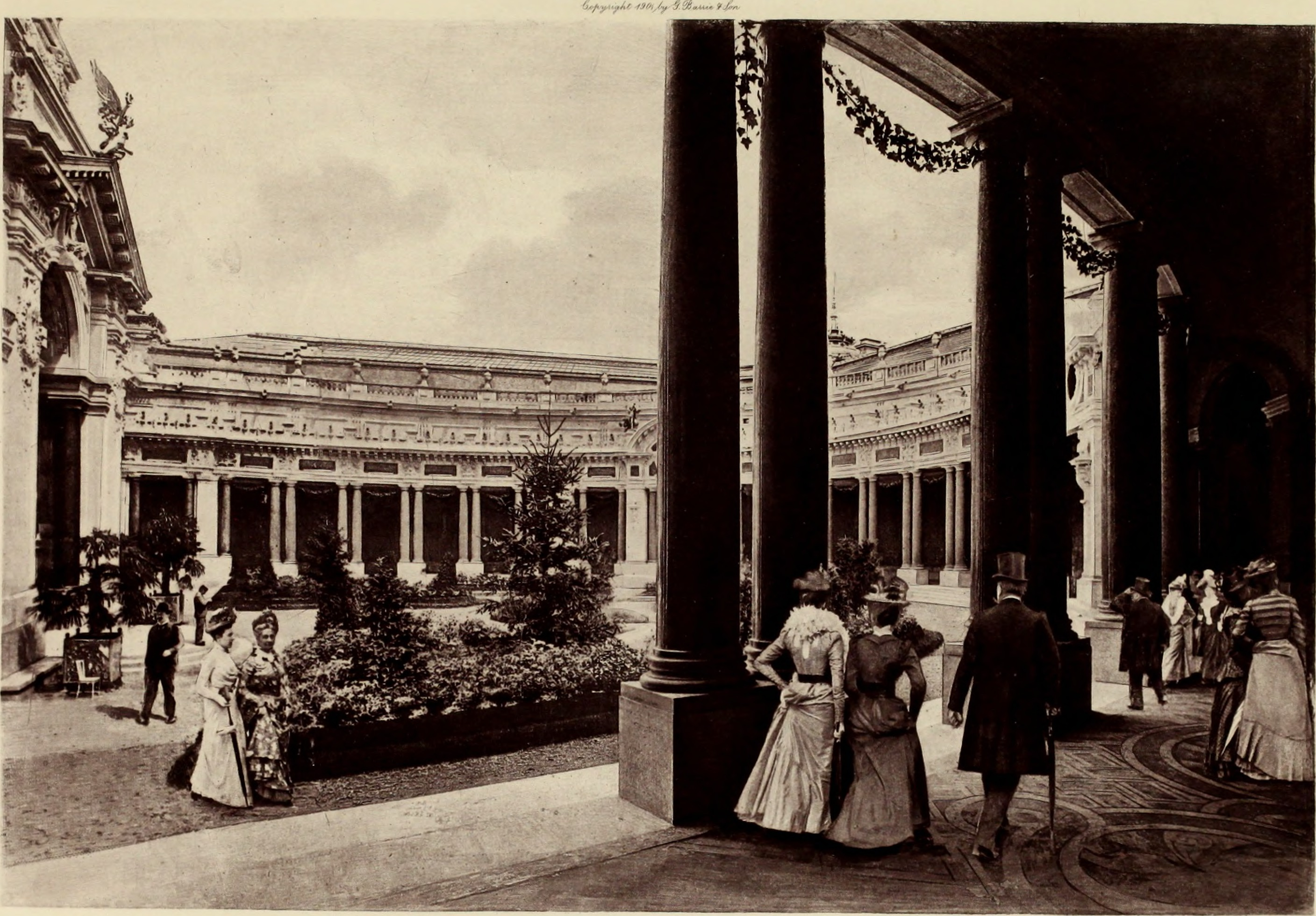
فناء قصر الصغير (1900)

## الأجنحة الوطنية
تمت دعوة ستة وخمسين دولة لحضور أجنحة في المعرض، وقبلت أربعين دولة الدعوة. تم إنشاء شارع الأمم على طول ضفاف نهر السين بين ساحة ليزانفاليد وشون دو مارس لأجنحة البلدان الأكبر. دفعت كل دولة مقابل جناحها الخاص. كانت الأجنحة كلها مؤقتة، مصنوعة من الجبس ومقامة على إطار معدني. صُممت جميعها تقريبًا على شكل الهندسة المعمارية الوطنية لكل بلد، وغالبًا ما كانت تقلد المعالم الوطنية الشهيرة، وكان الجناح الروسي مستوحى من أبراج الكرملين. كان جناح تركيا من أكبرها، حيث امتد على مساحة 4000 متر مربع في شارع الأمم. تم تصميمه من قبل المهندس المعماري الفرنسي، دوبيسون، وكان مزيجًا من نسخ العمارة الإسلامية من مساجد في إسطنبول وأماكن أخرى في الإمبراطورية العثمانية. يتكون الجناح الملكي البريطاني، وهو أحد أكبر الأجنحة، من قصر على الطراز اليعقوبي مزين بالصور والأثاث، بناه السير إدوين لوتينز. كان يستخدم إلى حد كبير في حفلات الاستقبال للزوار المهمين للمعرض.
كان الجناح الألماني هو الأطول من نوعه، حيث يبلغ ارتفاعه 76 مترًا، مبنيًا من الخشب والزجاج الملون. ومع ذلك، كان معظم التواجد الألماني في المعرض ضمن الأجنحة التجارية، حيث كان لديهم عروض مهمة للتكنولوجيا والآلات الألمانية، بالإضافة إلى نماذج من البواخر الألمانية ونموذج مصغر لمنارة بحرية ألمانية.
كان جناح الولايات المتحدة أيضًا متواضعاً، وعلى شكل نموذج من مبنى الكابيتول بالولايات المتحدة: كان الوجود الأمريكي الرئيسي في القصور التجارية والصناعية. كان أحد الجوانب غير العادية للوجود الأمريكي هو معرض الزنوج الأمريكيين، وهو مشروع مشترك لدانيال موراي، مساعد أمين مكتبة الكونجرس، وتوماس جيه كالوي، المحامي والمنظم الرئيسي للمعرض، ودو بويز. كان الهدف من المعرض إظهار التقدم وإحياء ذكرى من رحل من الأمريكيين الأفارقة في مطلع القرن. تضمن المعرض تمثالًا صغيرًا لفريدريك دوغلاس، وأربعة مجلدات من ما يقرب من 400 براءة اختراع رسمية من قبل الأمريكيين الأفارقة، وصور فوتوغرافية من العديد من المؤسسات التعليمية (جامعة فيسك، جامعة هوارد، جامعة روجر ويليامز، معهد توسكيجي، جامعة كلافلين، كلية بيريا، نورث كارولينا إيه آند تي)، والأهم من ذلك، حوالي خمسمائة صورة لرجال ونساء أمريكيين من أصل أفريقي، ومنازل وكنائس وشركات ومناظر طبيعية بما في ذلك صور توماس إي أسكو.
كان الجناح الصيني على شكل معبد بوذي مع موظفين يرتدون الزي الصيني التقليدي. تعرض هذا الجناح لبعض الاضطراب في أغسطس 1900، عندما استولى المتمردون المناهضون للغرب في بكين على مقار البعثات الأوروبية في بكين في تمرد بوكسر واحتجزوها لعدة أسابيع حتى وصلت قوة استكشافية بقيادة بريطانيا واستعادت المدينة. أثناء التمرد، تعرض موكب صيني لهجوم من قبل الباريسيين الغاضبين. كان الجناح الياباني عبارة عن باغودا حمراء، والتي تم وضعها بشكل غريب في قسم الأجنحة الاستعمارية. تم شراء كل من الجناحين الصيني والياباني بعد المعرض من قبل ليوبولد الثاني من بلجيكا ونقلهما إلى بروكسل، حيث يمكن رؤيتهما اليوم.
عرضت أجنحة الأراضي النمساوية في البلقان والبوسنة والهرسك عروضاً عن أسلوب الحياة، وتتألف من تقاليد الفولكلور، وتسليط الضوء على الحياة الفلاحية وسلع التطريز المنتجة في البلاد. كما تضمّن الجناح البوسني لوحات جدارية عن تاريخ الشعوب السلافية للفونس موتشا. عرضت القبة المجرية المنتجات الزراعية ومعدات الصيد. جناح فنلندا، صممه جيزيليوس، ليندغرين، سارينين. حيث كان عبارة عن هندسة معمارية نظيفة وحديثة. جذبت بنية معرض السويد الصفراء والحمراء المغطاة بألواح الصنوبر الانتباه بألوانها الزاهية.

تم ملء الجناح الكوري في الغالب من قبل هواة جامعي التحف الفرنسيين المستشرقيين، بما في ذلك فيكتور كولين دي بلانسي، مع إضافة سلع كورية من كوريا. أحد الأشياء المعروضة هو كان جيكجي، وهو أقدم كتاب موجود مطبوع بنوع معدني غير ثابت.

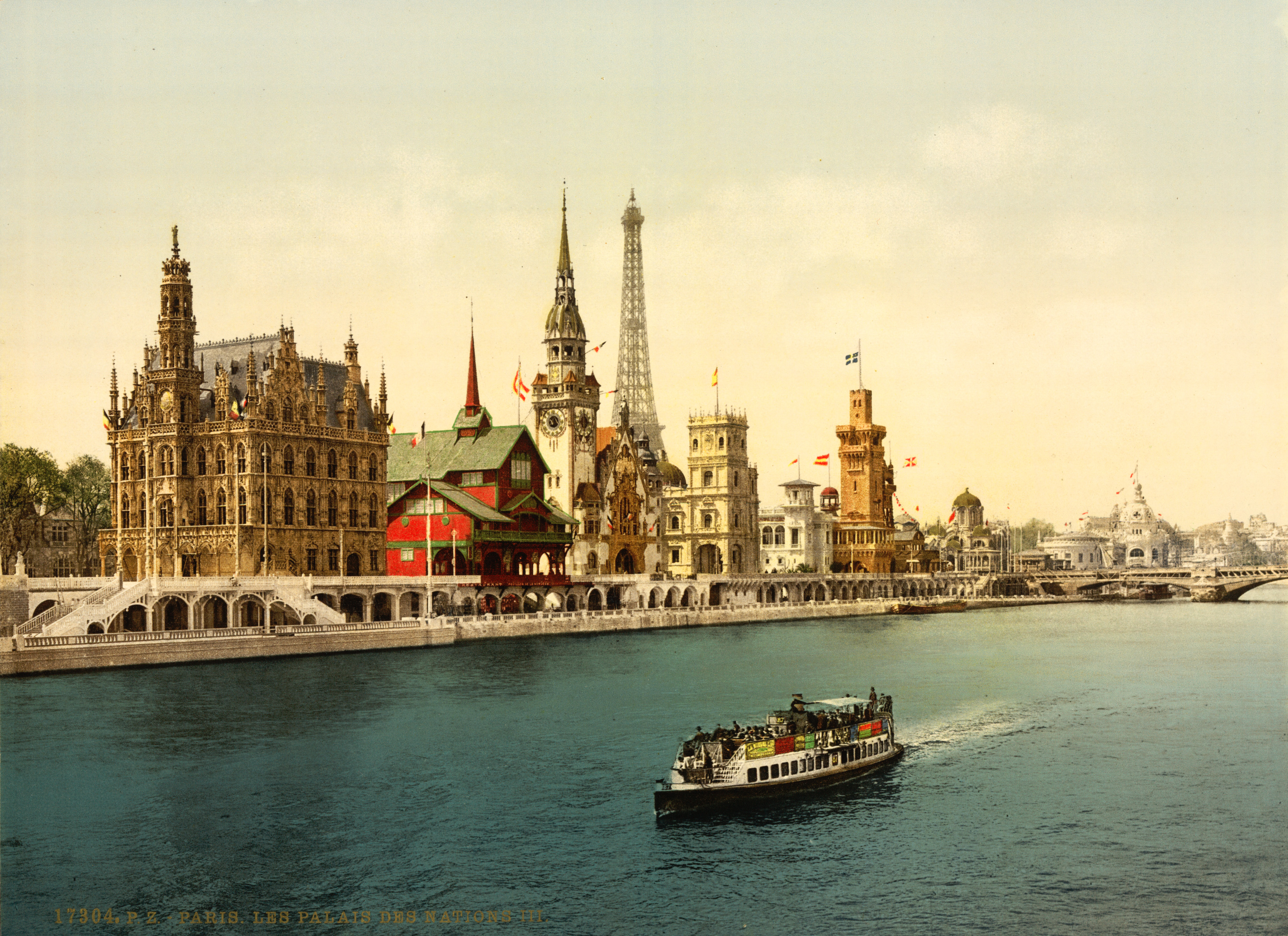
أجنحة الأمم
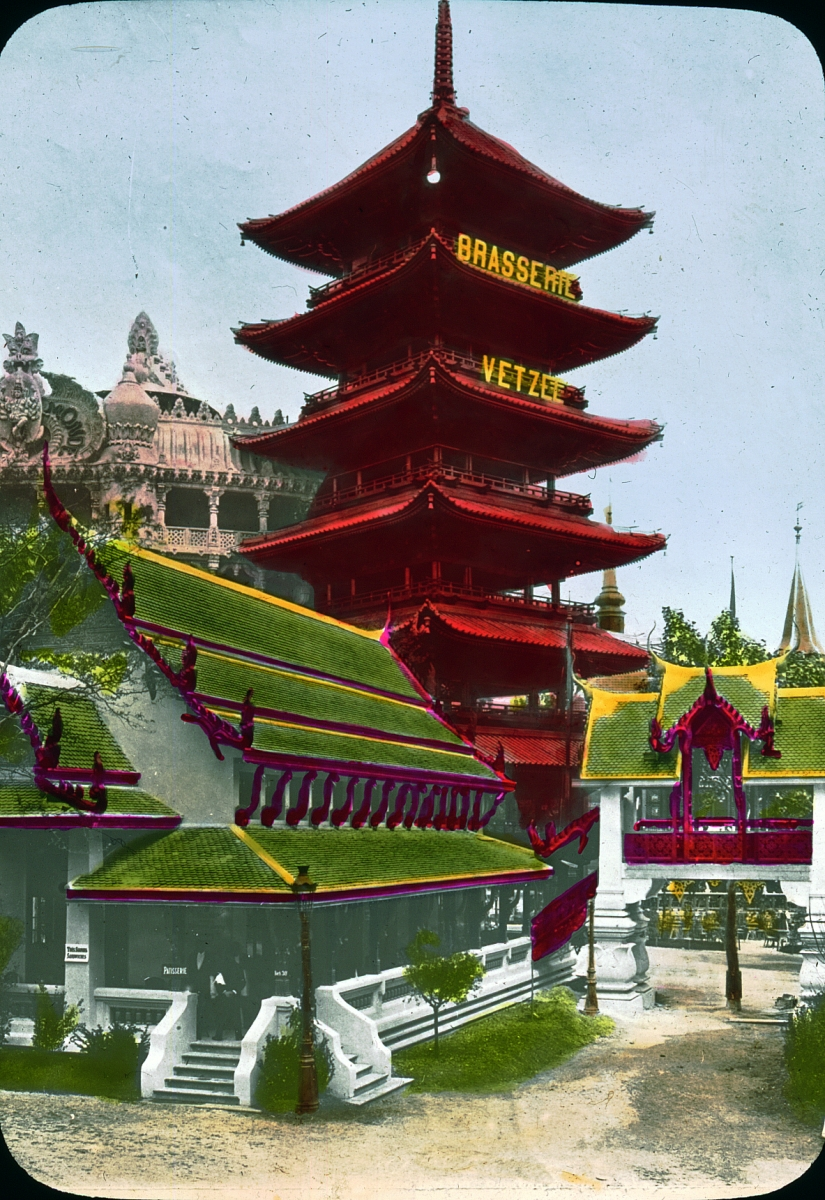
أجنحة سيام (في المقدمة) واليابان
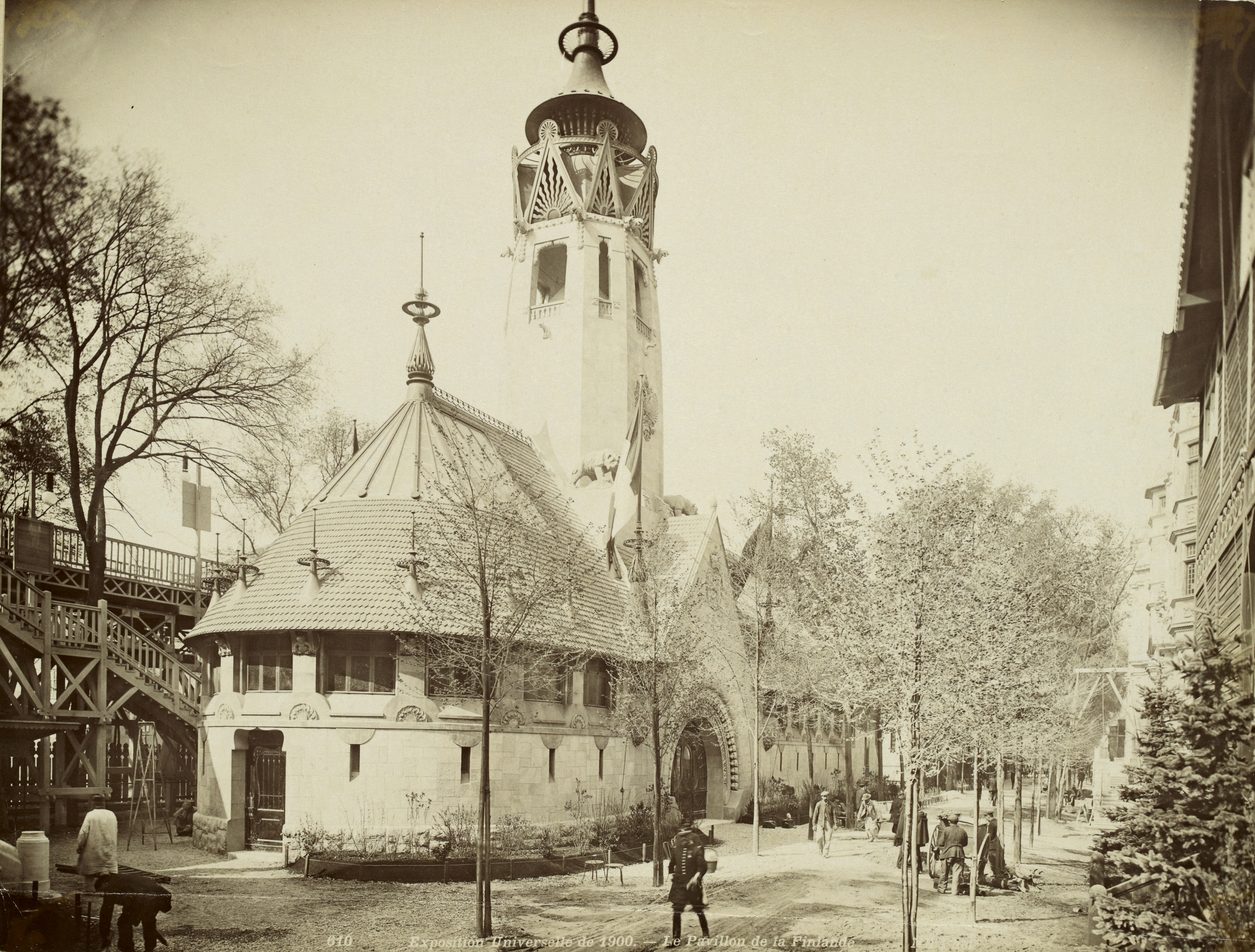
جناح فنلندا لجيزيليوس، ليندغرين، سارينين  [لغات أخرى]‏.
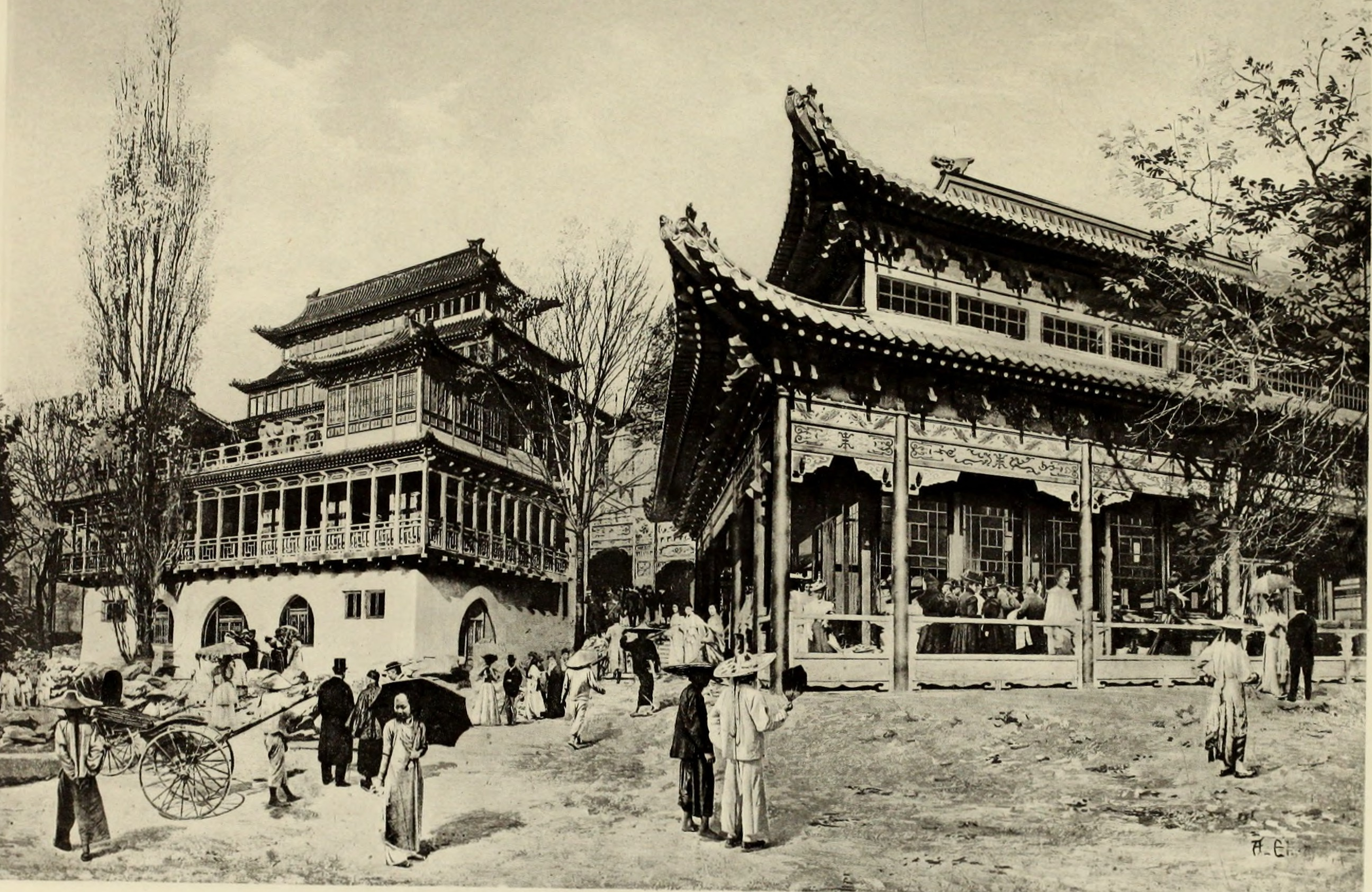
الجناح الصيني
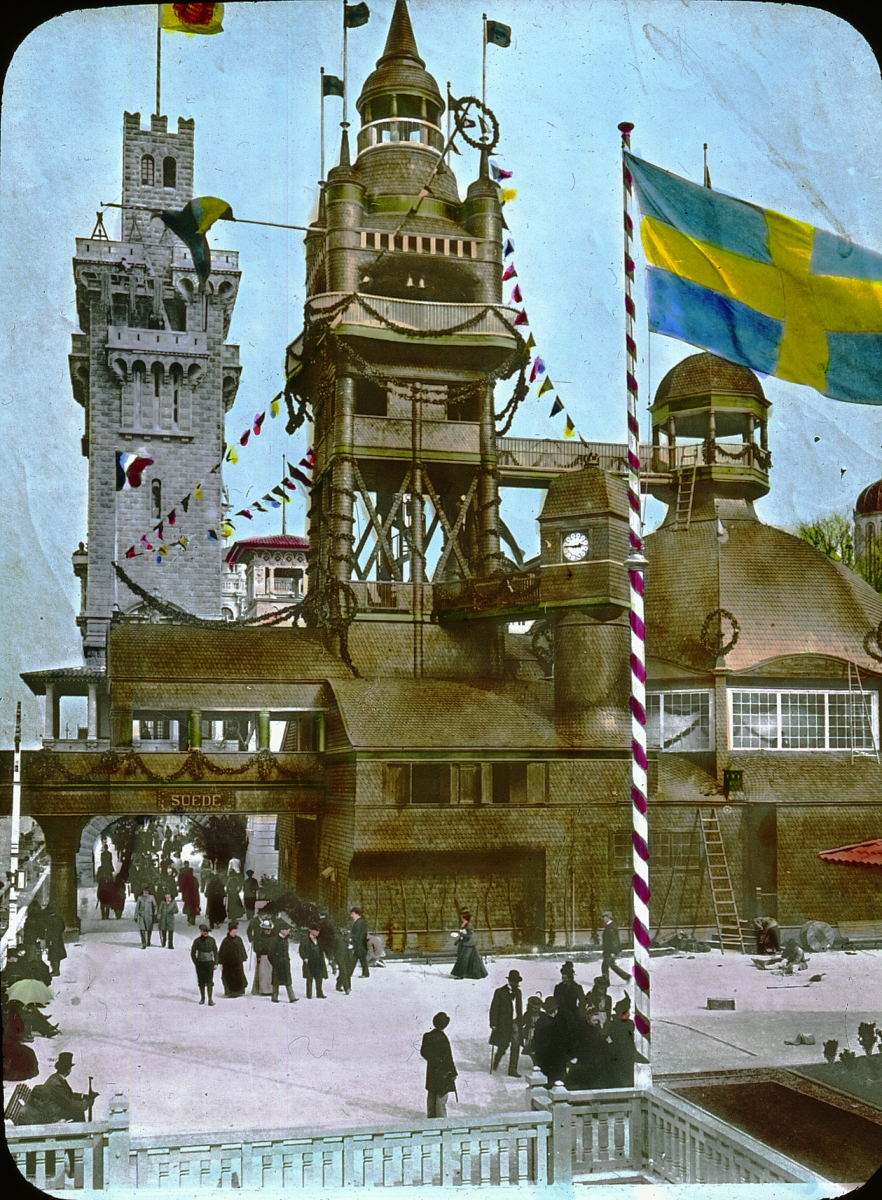
جناح السويد بواسطة فرديناند بوبيرج  [لغات أخرى]‏.
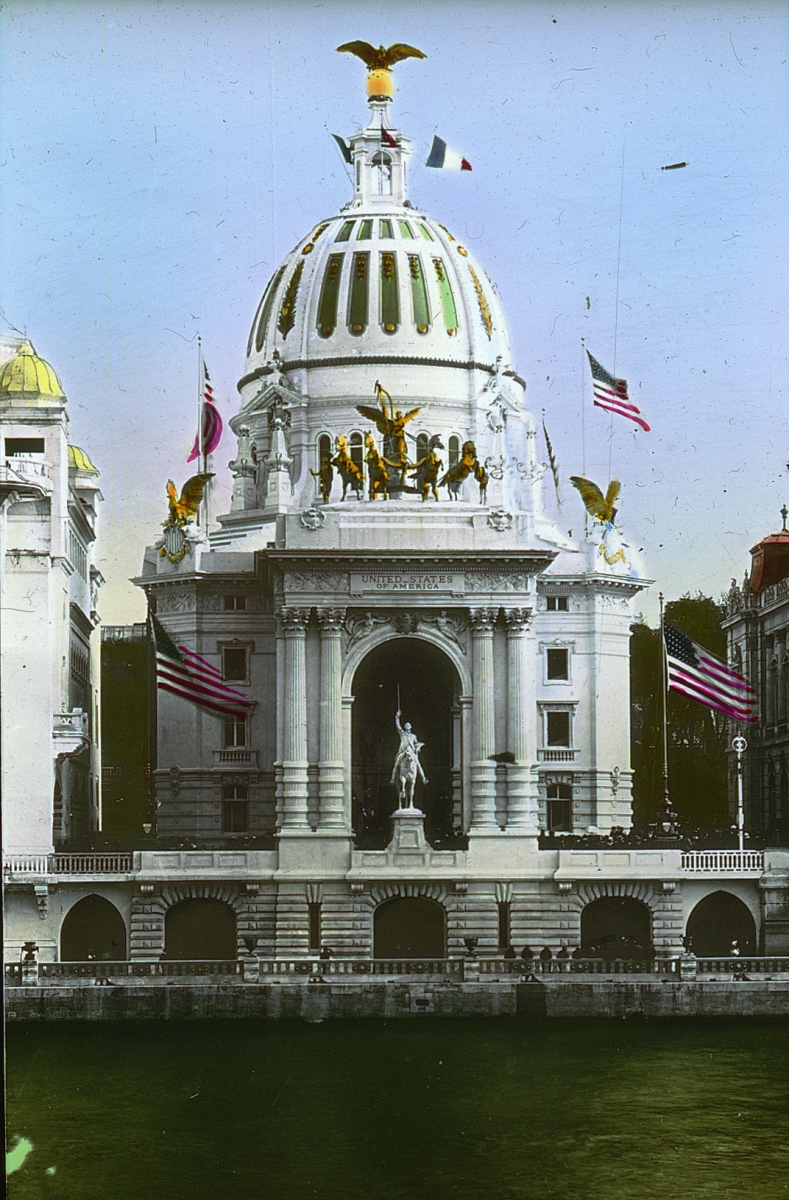
جناح الولايات المتحدة.
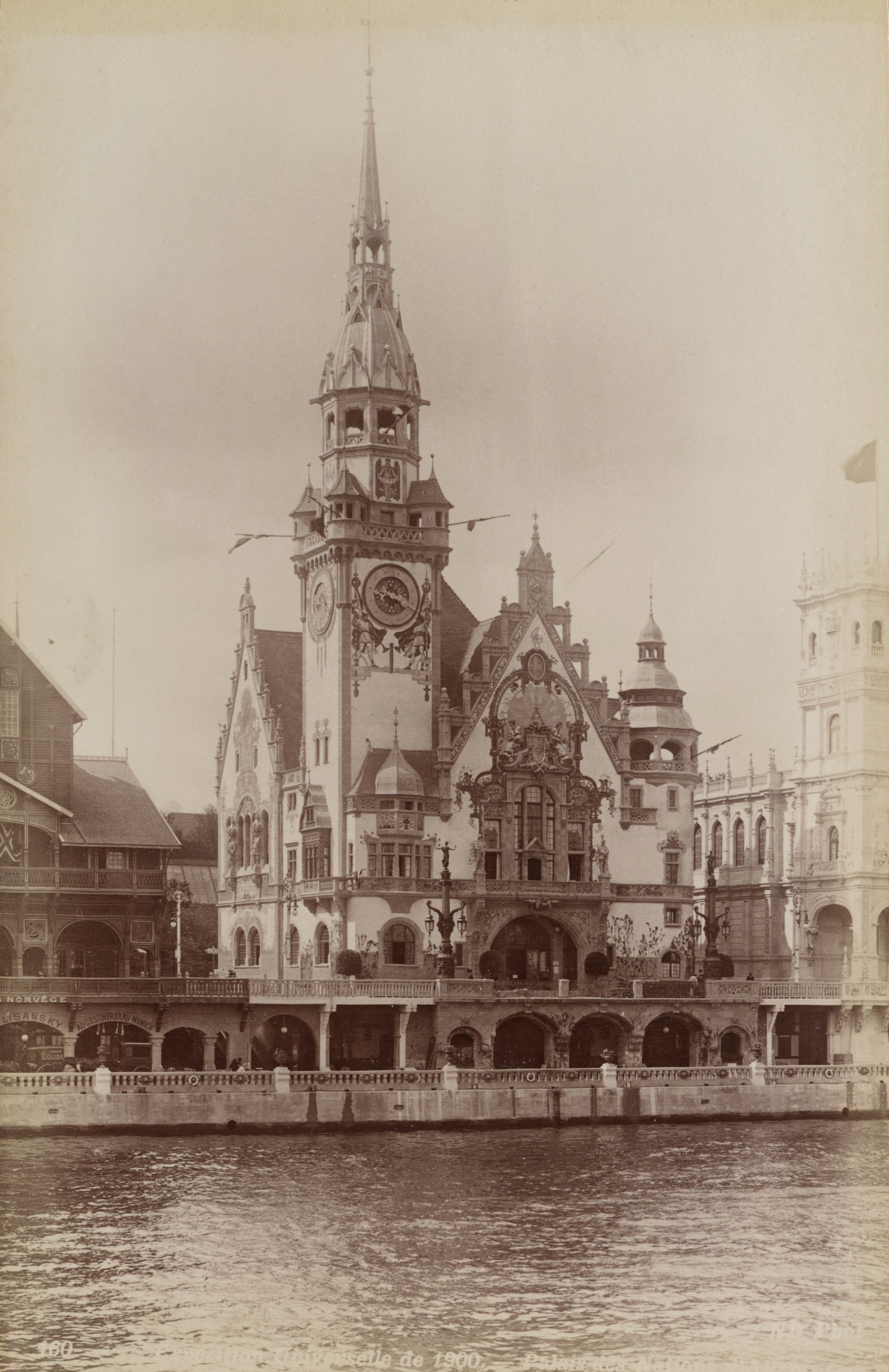
جناح ألمانيا
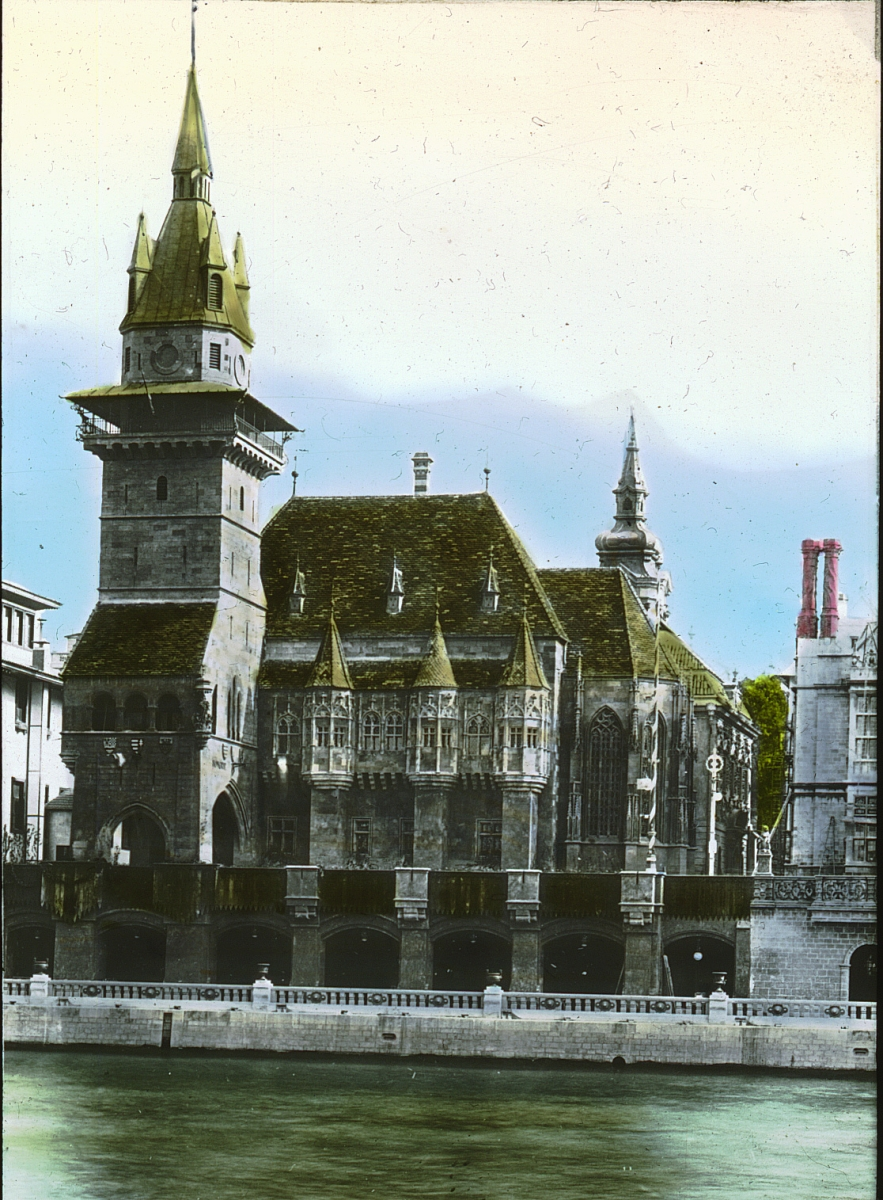
جناح المجر
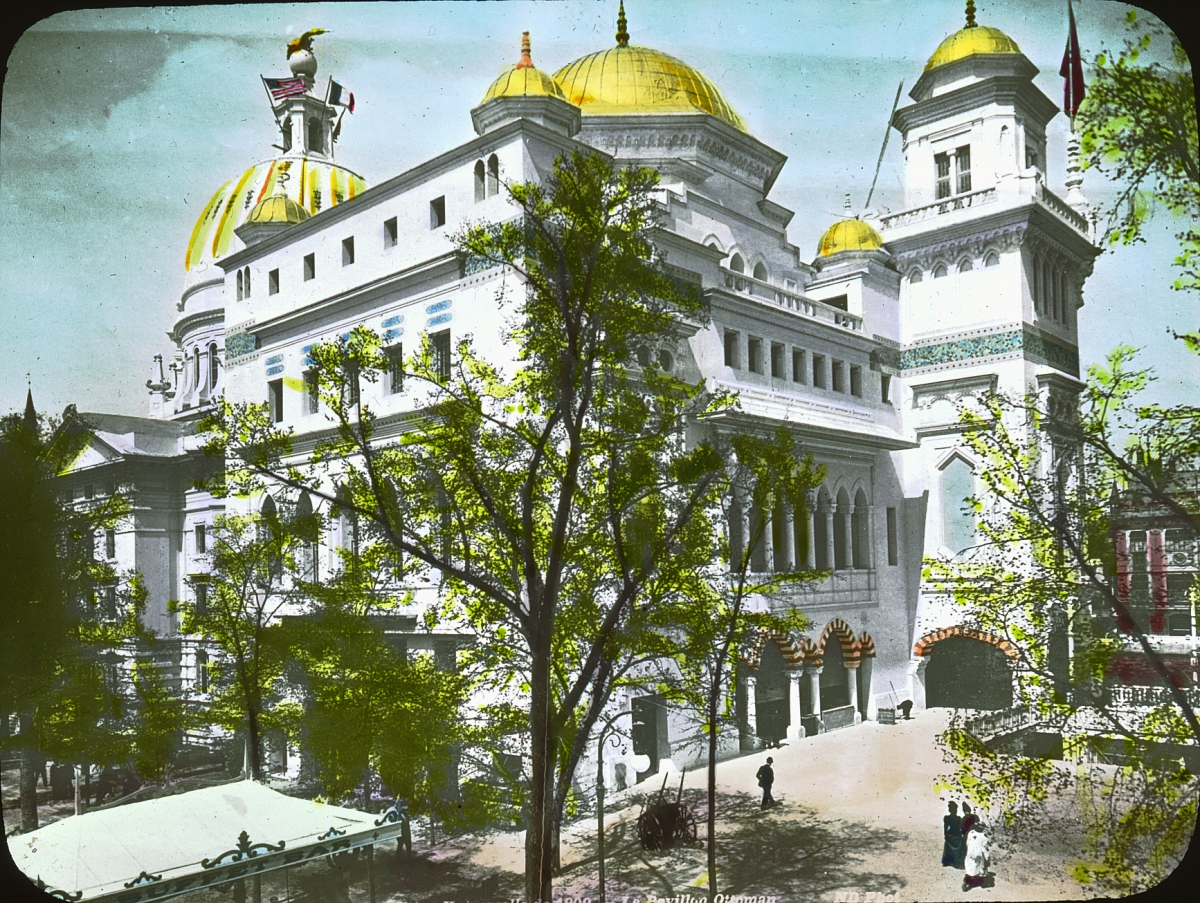
جناح للإمبراطورية العثمانية.
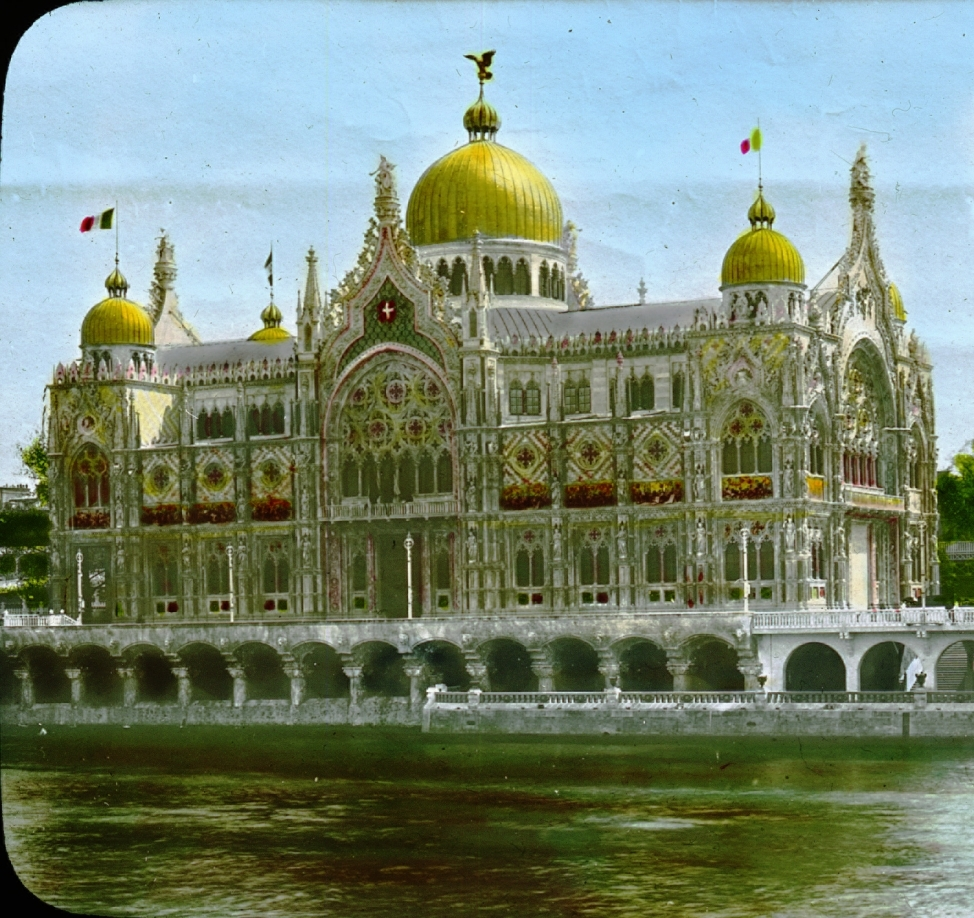
جناح ايطاليا
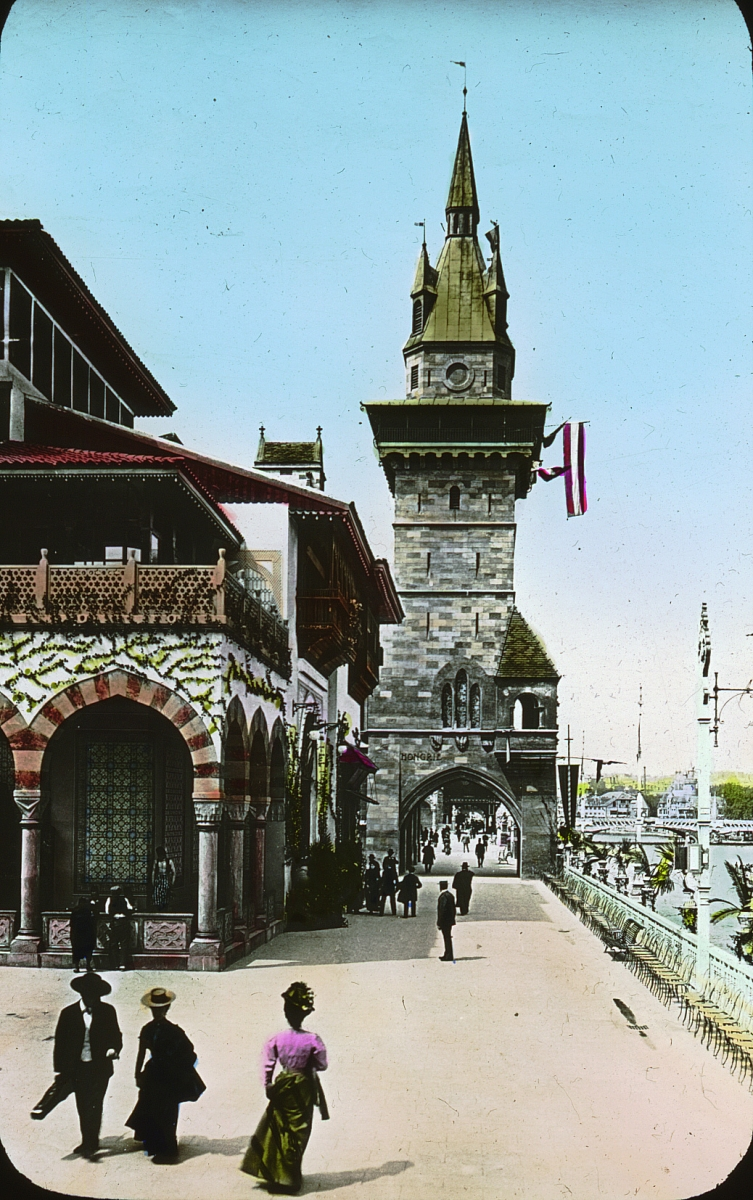
جناح البوسنة والهرسك
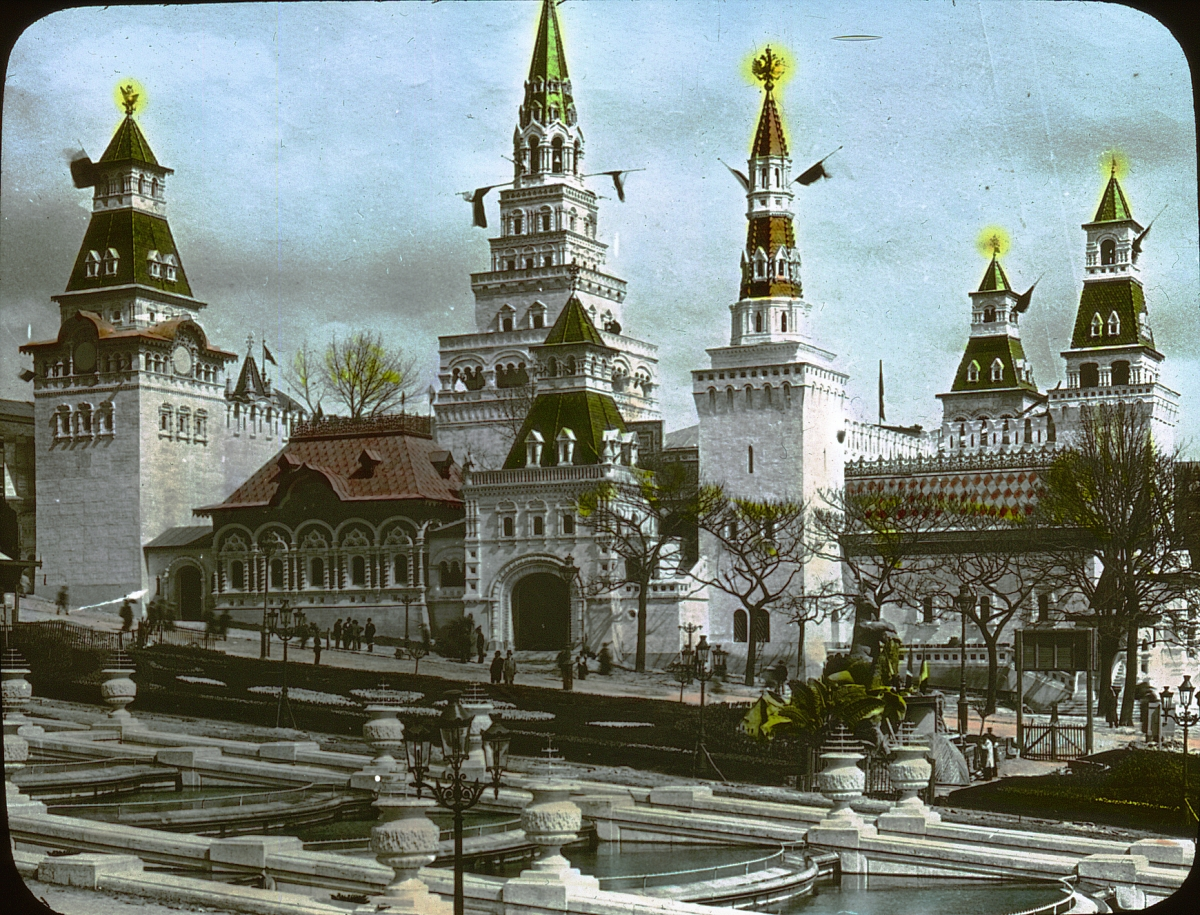
جناح روسيا
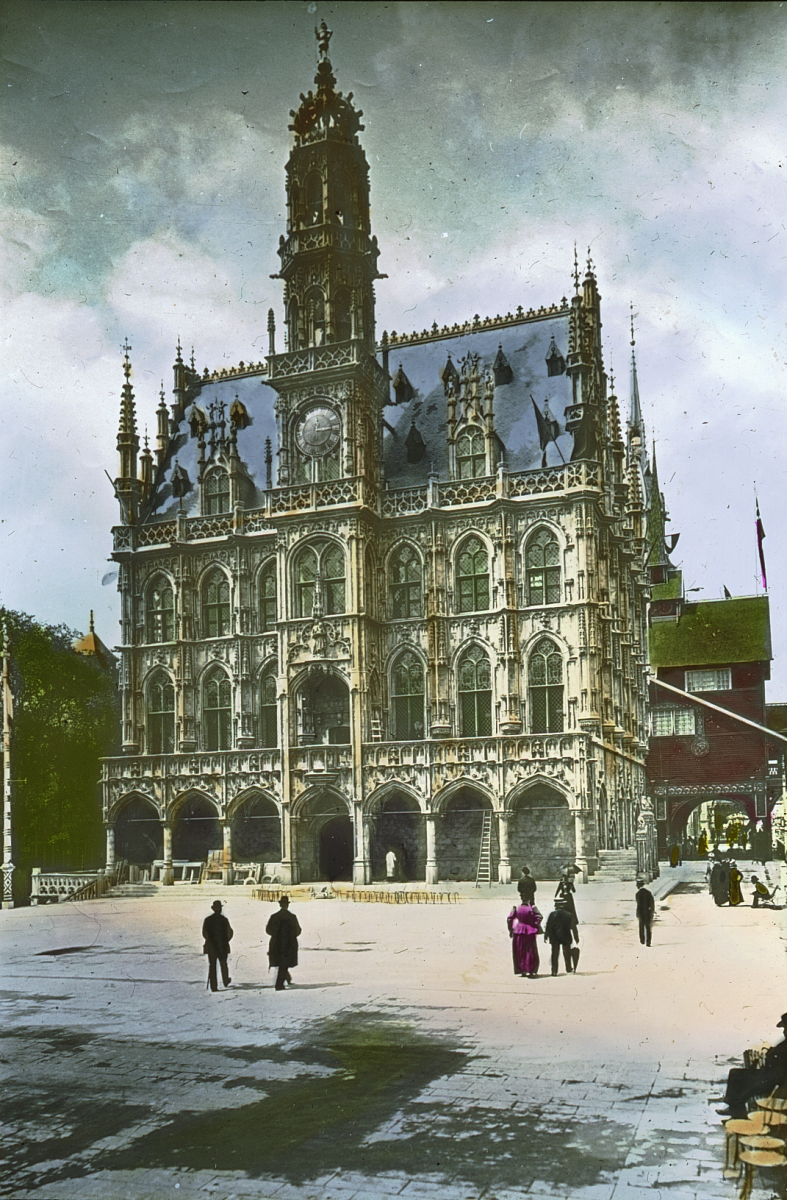
جناح بلجيكا
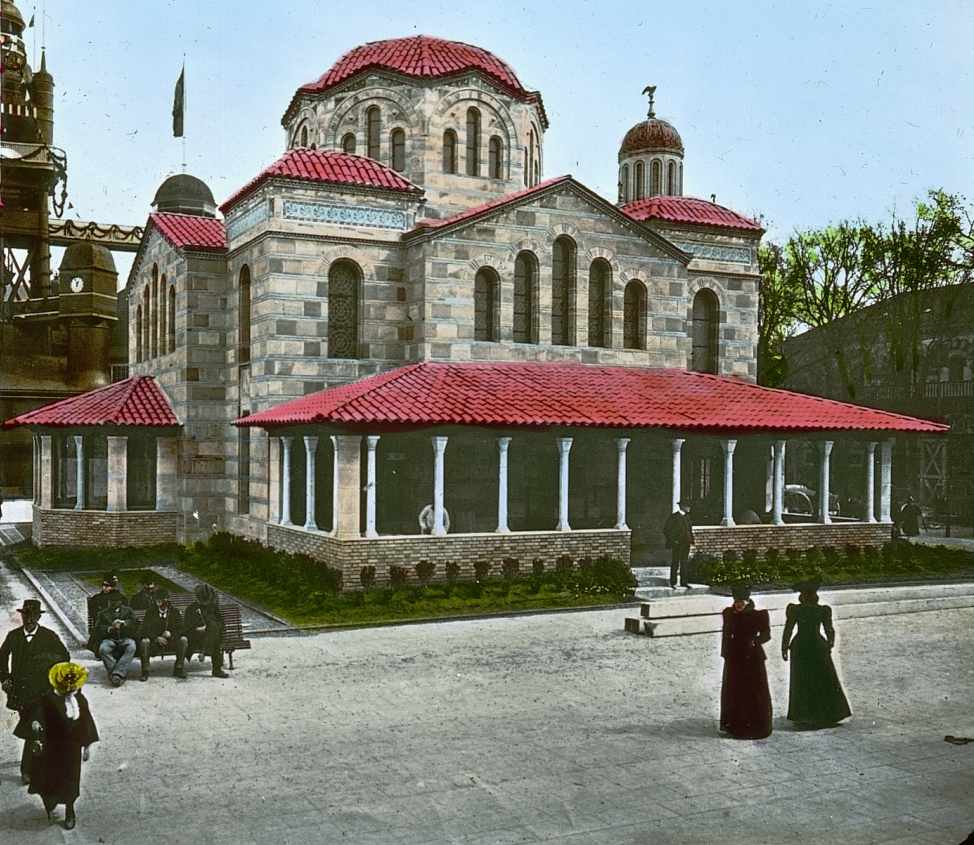
جناح اليونان

## الإجنحة الإستعمارية
تم تخصيص مساحة من عشرات الهكتارات على تل قصر تروكاديرو لأجنحة المستعمرات الفرنسية وغيرها من المستعمرات والتبعيات. كان العدد الأكبر من هذه الأجنحة للمستعمرات الفرنسية في إفريقيا ومنطقة البحر الكاريبي والمحيط الهادئ وجنوب شرق آسيا. تعرض هذه الأجنحة العمارة التقليدية للبلدان وعروض المنتجات المحلية الممزوجة بالإضاءة الكهربائية الحديثة والصور المتحركة والديوراما والمرشدين والجنود والموسيقيين طبقًا لتقاليد المحلية. روجت جزر الكاريبي الفرنسية لمشروباتها الكحولية ومنتجاتها الأخرى، بينما سلطة مستعمرة كاليدونيا الجديدة الفرنسية الضوء على أصنافها الغريبة من الأخشاب ورواسبها المعدنية الغنية.
كانت المستعمرات الفرنسية في شمال إفريقيا حاضرة بشكل خاص. كان الجناح التونسي بمثابة نموذج مصغر لمسجد سيدي محرز في تونس. قدمت الجزائر والسنغال وداهومي وغينيا وبقية افريقيا الفرنسية الأخرى أجنحة على أساس الهندسة المعمارية الدينية والأسواق التقليدية، مع مرشدين في ما يخص أزياء المغرب المملكة المستقلة، وكان جناحها على الجانب الآخر من نهر السين، بالقرب من برج إيفل.
كان للمستعمرات الفرنسية في الهند الصينية أيضًا حضور مثير للإعجاب، مع نماذج المعابد والقصور والموسيقيين والراقصين ونموذج قرية على ضفاف النهر من لاوس.
أظهرت هولندا الثقافة الغريبة لمستعمرتها التاجية، جزر الهند الشرقية الهولندية (إندونيسيا). عرض الجناح إعادة بناء مطابقة للأصل لمعبد ساري من القرن الثامن وأيضًا الهندسة المعمارية الإندونيسية العامية لروماه جادانج من مينانجكابو، غرب سومطرة. عرض جناح «جولة حول العالم» مجموعة متنوعة من الأبنية الشرقية.

كان لروسيا، المتحالفة مع فرنسا منذ عام 1892، وجودًا مهيبًا في القسم الاستعماري، مع المعارض والهندسة المعمارية التي تقدم كنوزًا فنية من مدينتي سمرقند وبخارى وأنواع أخرى من التبعيات الروسية في آسيا الوسطى.

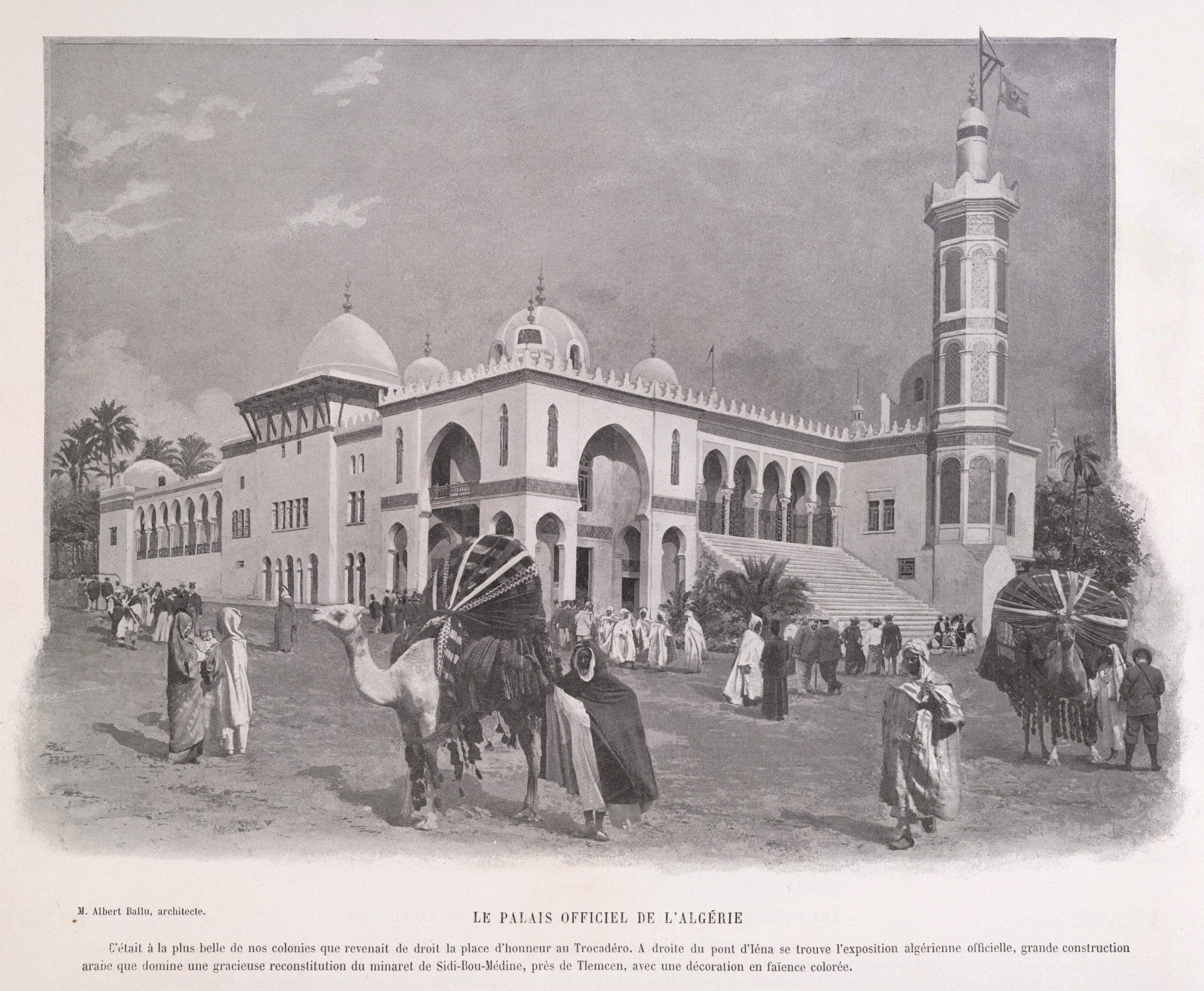
الجناح الجزائري الفرنسي
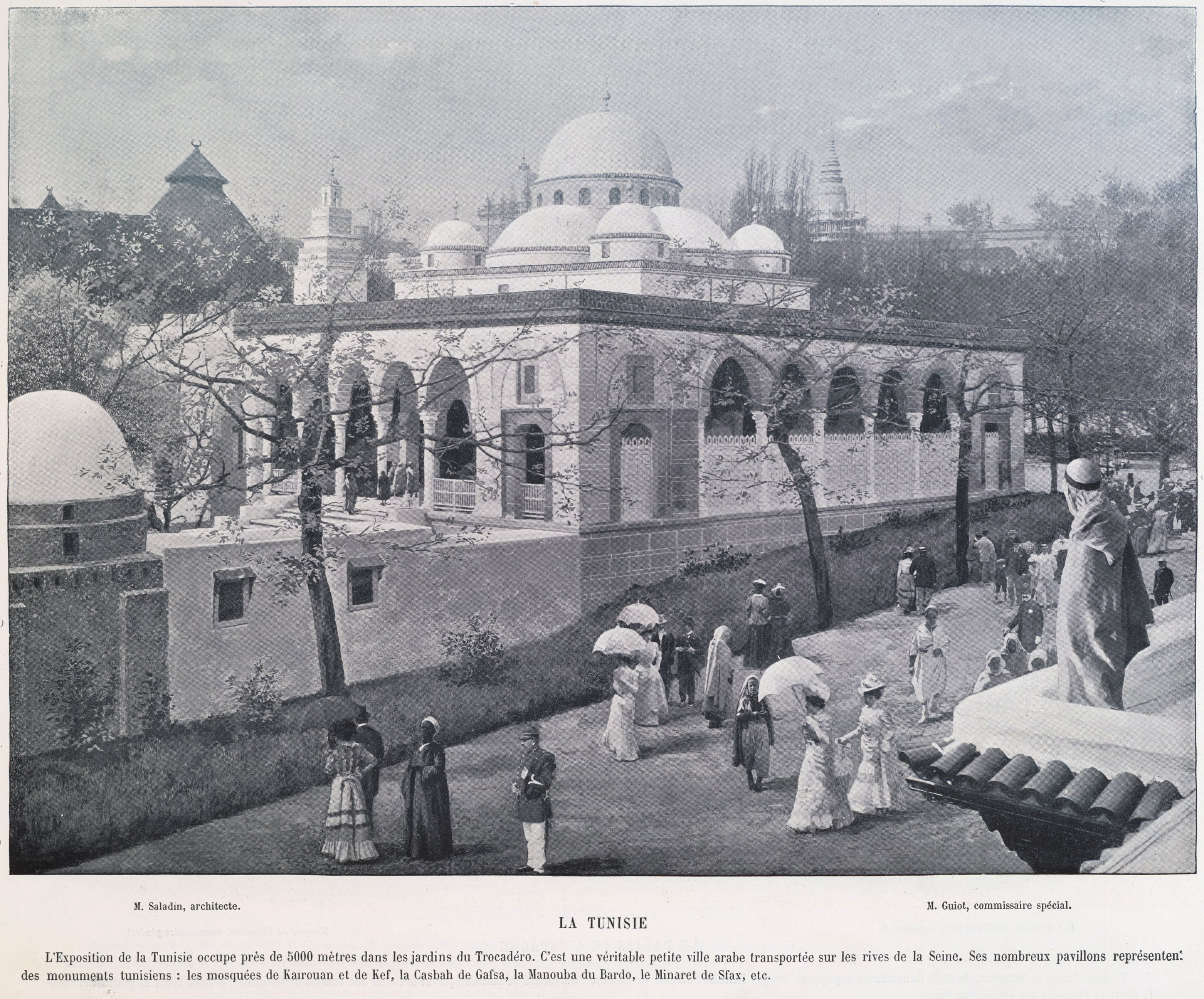
جناح تونس الفرنسي
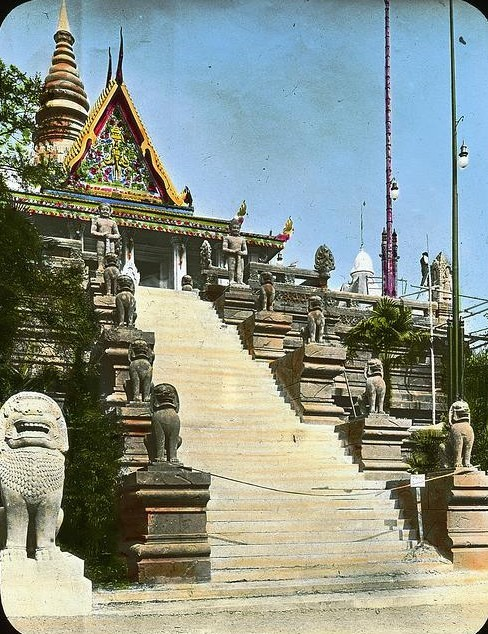
جناح كمبوديا - معبد بوذي
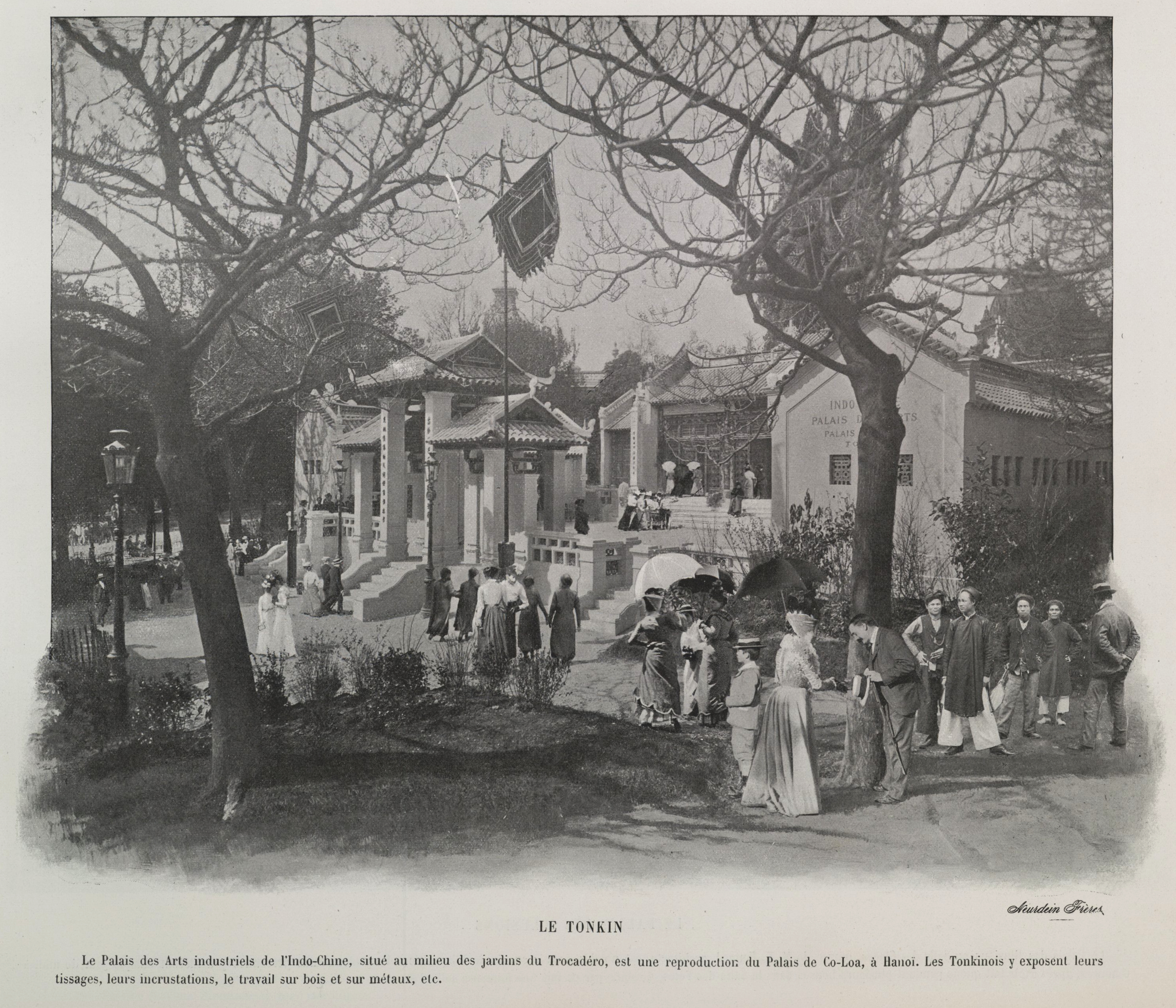
جناح الهند الصينية الفرنسية - نسخة طبق الأصل من قصر كو لوا  [لغات أخرى]‏ في هانوي
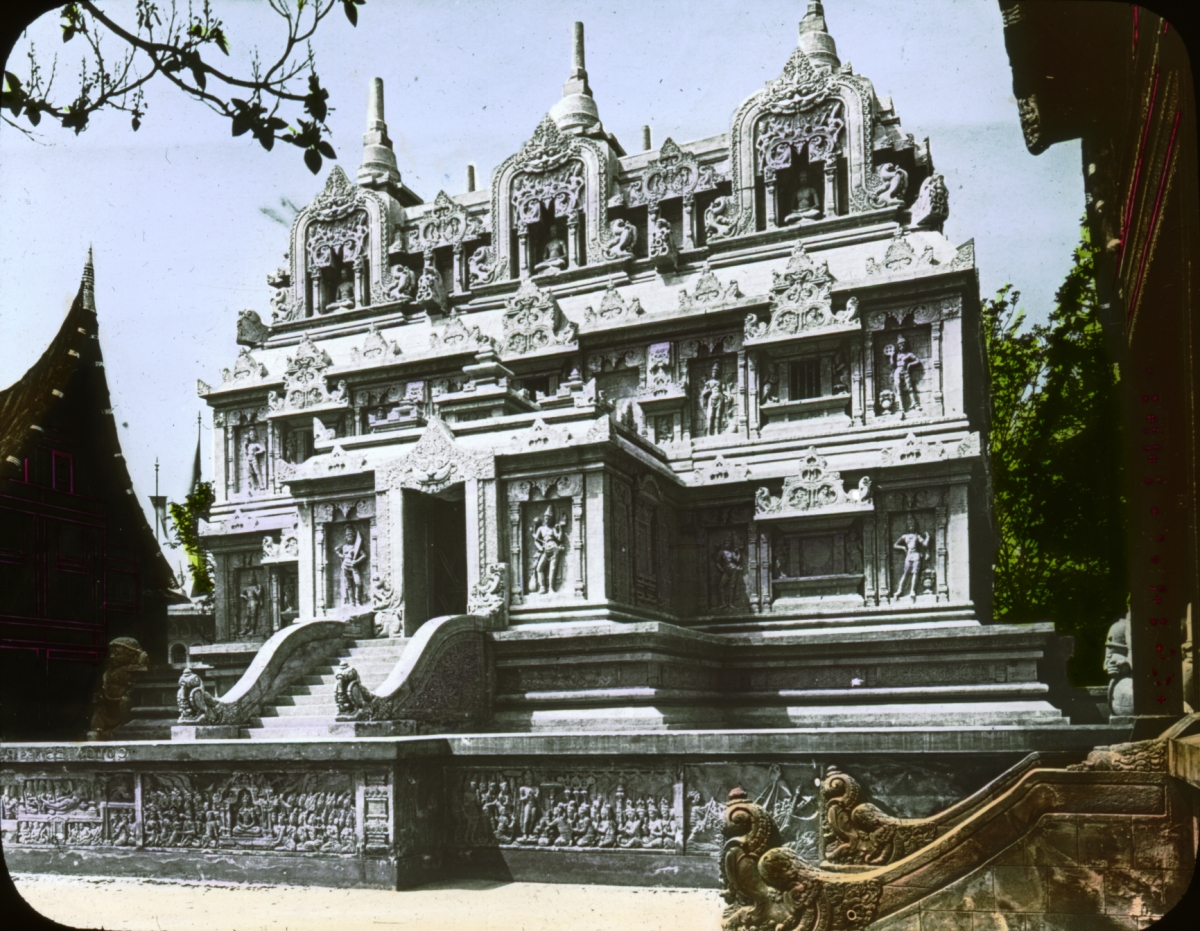
جناح جزر الهند الشرقية الهولندية - نسخة طبق الأصل من معبد ساري  [لغات أخرى]‏ في يوجياكارتا
جناح "جولة حول العالم" مع أبراج من الهند واليابان مرئية.

## قصور الصناعة والديكور والزراعة
كانت المعارض الصناعية والتجارية موجودة داخل العديد من القصور الكبيرة على الساحة الواقعة بين ليه إنفاليد وجسر ألكسندر الثالث. كان قصر الصناعات الوطنية واحدًا من أكبر المباني وأكثرها زخرفة، حيث تضمنت واجهته بوابة خزفية ملونة، صممها النحات جول كوتين والمهندس المعماري شارل رسلر وصنعها مصنع بورسلين سيفر. بعد المعرض، تم نقلها إلى جدار ميدان فيليكس ديزول، بجوار دير سان جيرمان دي بري، حيث يمكن رؤيتها اليوم. كان قصر الأثاث والديكور فخمًا بشكل خاص وقدم العديد من العروض على طراز الفن الجديد. كان جناح الزراعة داخل قصر الآلات السابق، وهو مبنى ضخم مؤطر من الحديد متبقي من معرض باريس 1889. كان قصر الشمبانيا أكثر معالمه شهرة، حيث يقدم عروض وعينات من الشمبانيا الفرنسية.

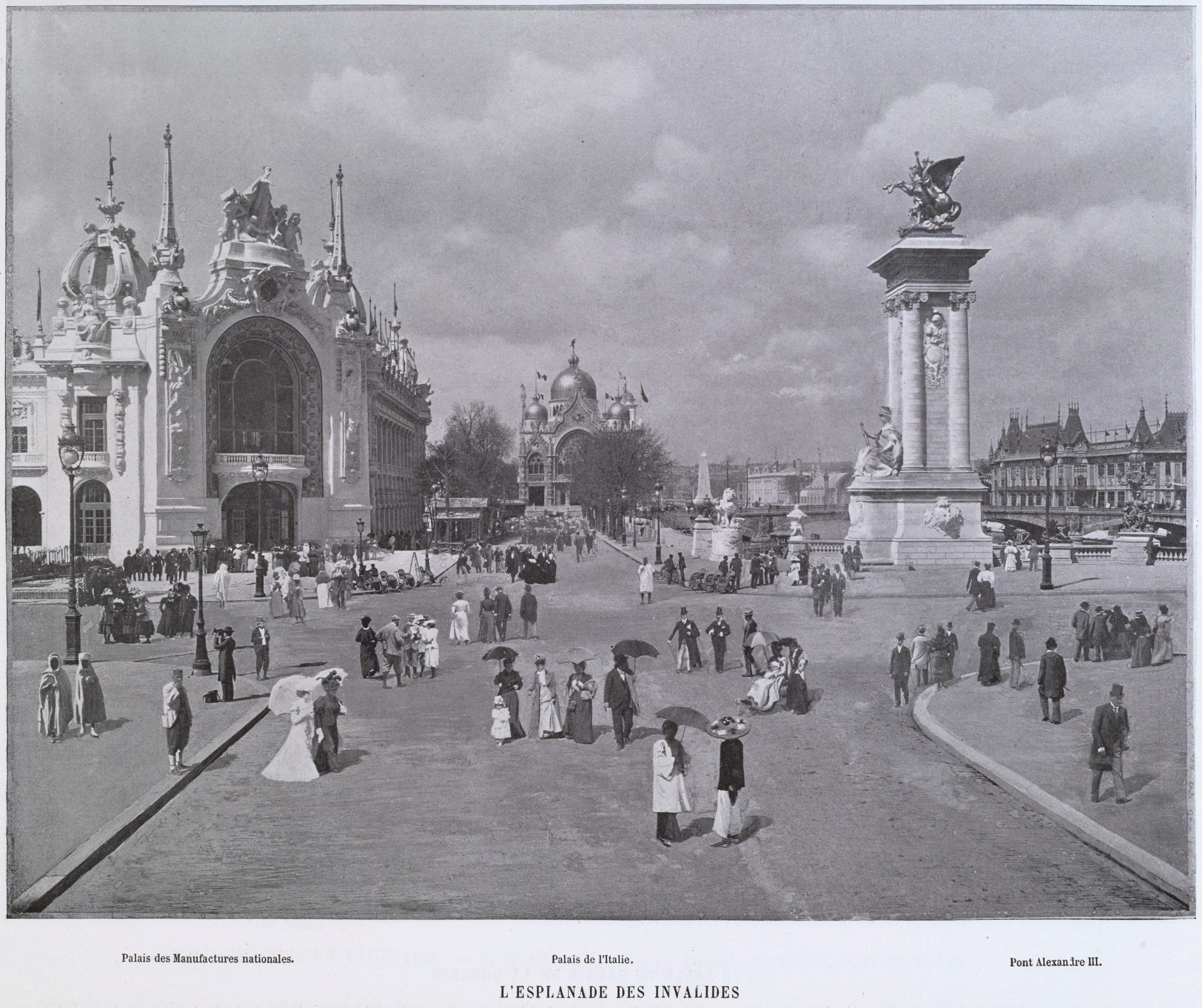
قصر المصنعين الوطنيين، على اليسار، مع الجناح الإيطالي
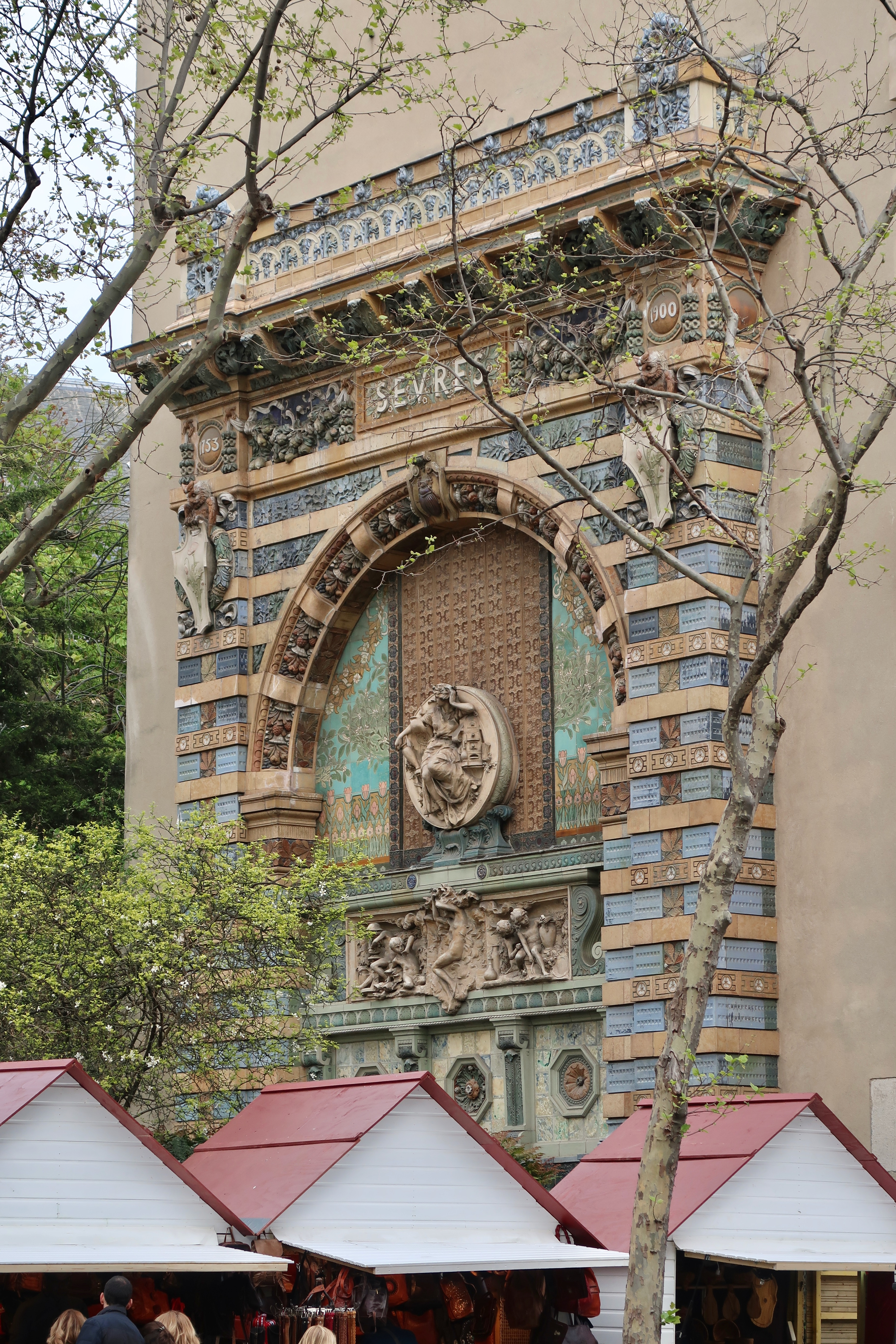
بوابة سيراميك لبورسلان سيفر من قصر المصنعين الوطنيين، الآن في ساحة فيلكس ديسرويل
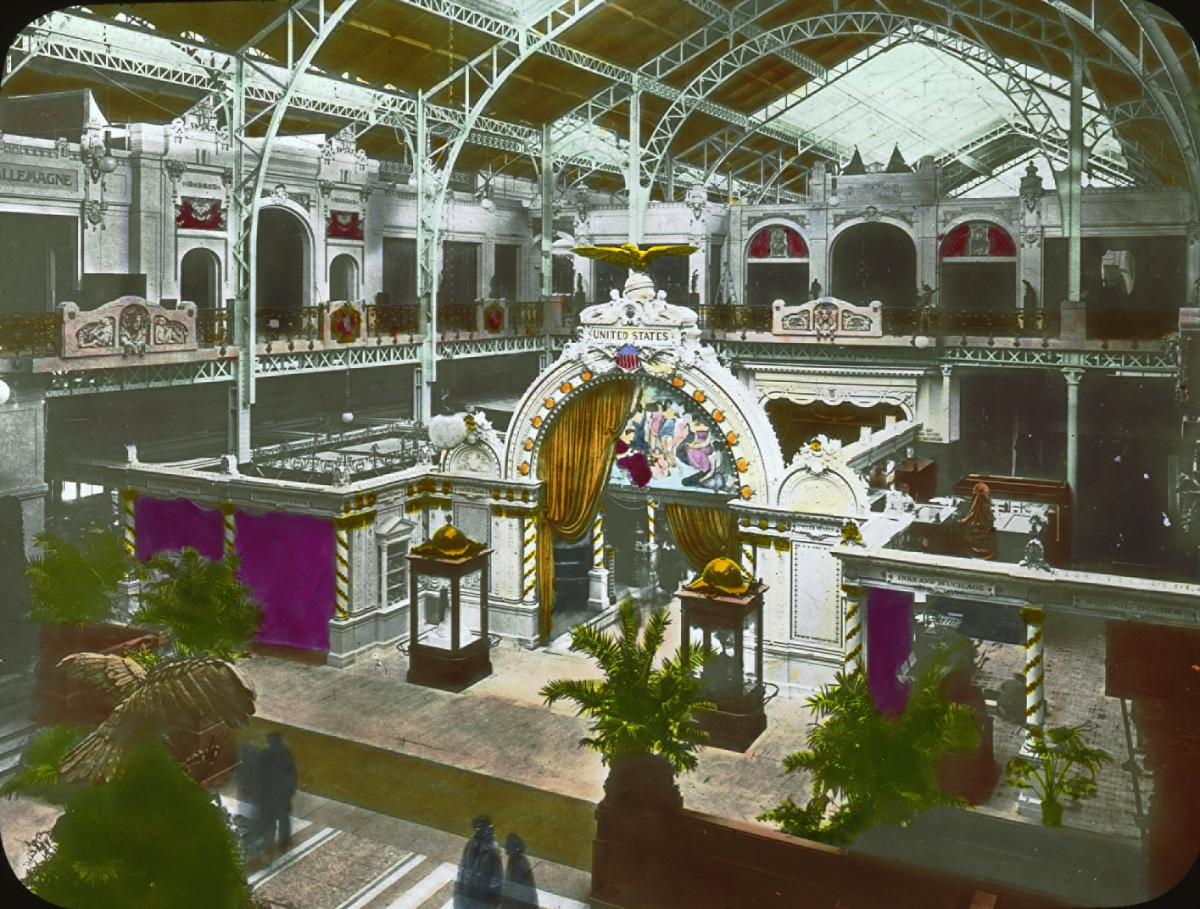
عرض الولايات المتحدة في قصر الأثاث والديكور
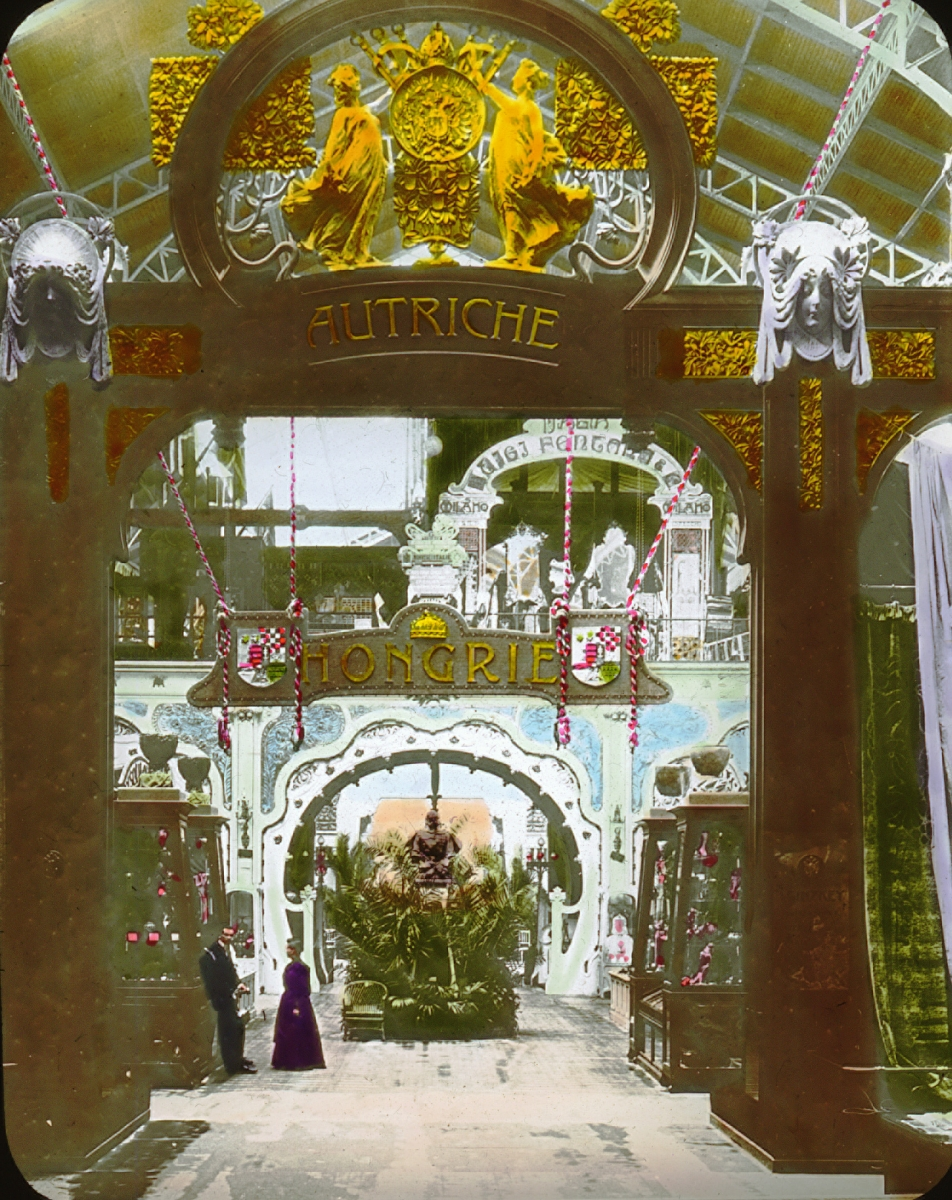
العرض النمساوي في جناح الأثاث والديكور
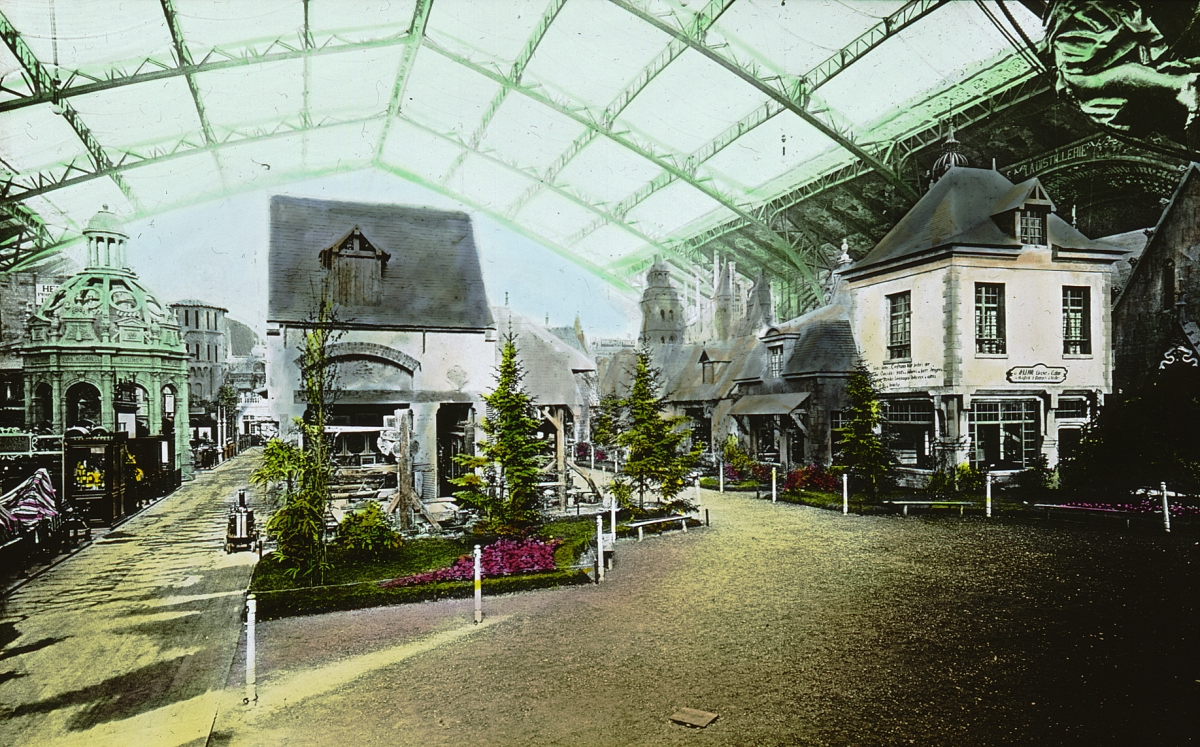
جناح الزراعة والغذاء، داخل قصر الآلات السابق لمعرض 1889.
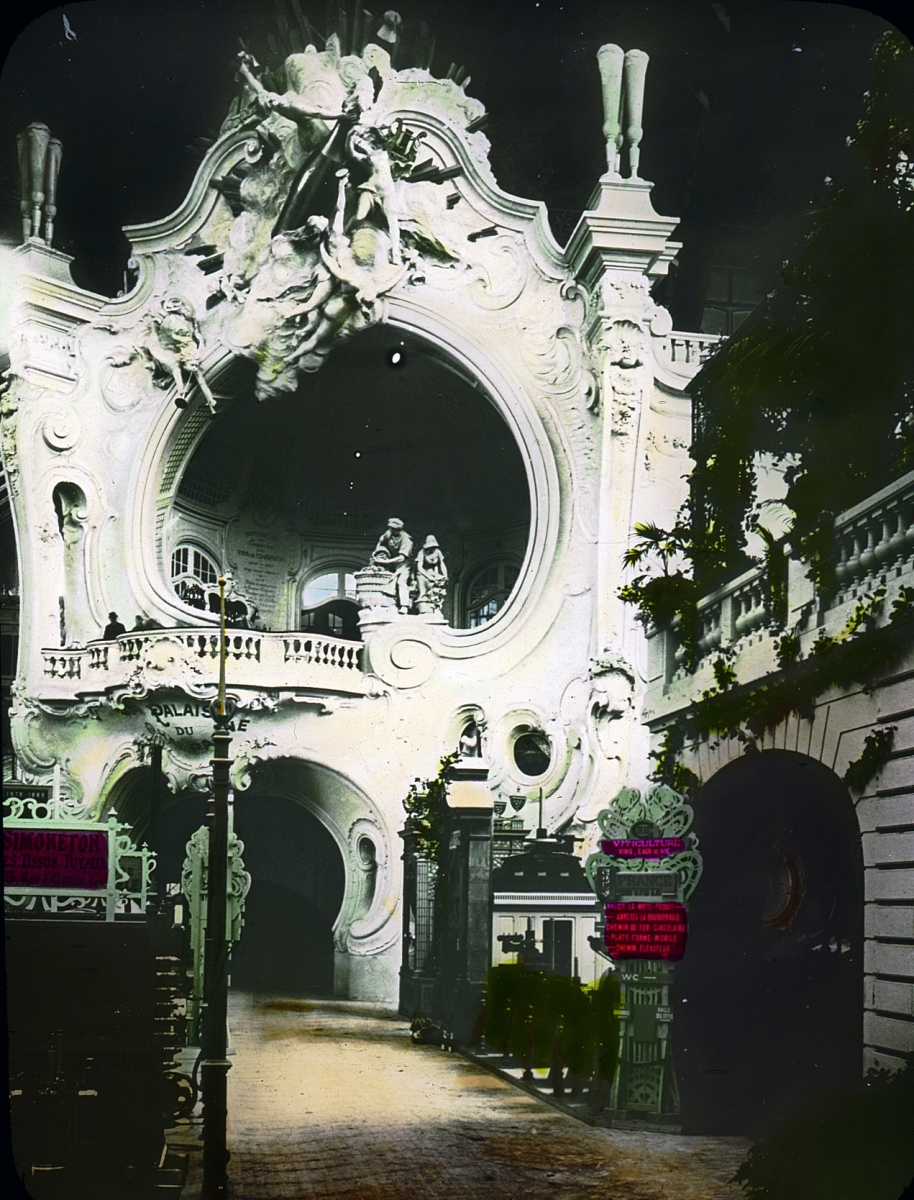
قصر الشمبانيا في جناح الزراعة والغذاء.

## التسلية والمسرح
إلى جانب القصور العلمية والصناعية والفنية الرسمية، قدم المعرض مجموعة متنوعة ورائعة من المسليات والملاهي. تضمنت هذه العروض عرض «باريس القديمة»، وهو نموذج لشوارع باريس القديمة، من العصور الوسطى إلى القرن الثامن عشر، مع نماذج للمباني التاريخية والشوارع المليئة بالفنانين والموسيقيين في الأزياء؛ نماذج للبازارات والأسواق وأسواق الشوارع في الجزائر العاصمة وتونس ولاوس. أيضا مع البائعين المتنكرين والموسيقيين. كانت القرية السويسرية، الواقعة على حافة المعرض بالقرب من شارع دي سوفرين وموت بيكيه، بمثابة نموذج لقرية سويسرية بجانب الجبل، مع شلال بطول 35 مترًا وبحيرة ومجموعة من خمسة وثلاثين شاليهًا.
كان للمعرض العديد من المسارح الكبيرة وقاعات الموسيقى، وكان أكبرها قصر الحفلات (بالفرنسية: Palais des Fêtes)، الذي كان يتسع لخمسة عشر ألف مقعدًا، ويقدم برامج موسيقى وباليه ونماذج تاريخية وعروضًا متنوعة. هناك أيضًا شارع منفصل للمعرض، يسمى شارع شارع باريس (بالفرنسية: Rue de Paris)، الذي كان محاطًا بأماكن التسلية، بما في ذلك أماكن الموسيقى، والمسرح الكوميدي، والدمى المتحركة، وموسيقى الجاز الأمريكية، ومسرح جراند جوينول، و«باك وارد هاوس» الشهير، الذي كان أثاثه والثريات رأسًا على عقب بالإضافة إلى النوافذ التي تعطي صورًا معكوسة. وشملت المسارات الأخرى داخل وحول المعرض قناة البندقية مع قوارب الجندول، وبيت شاي ياباني، ونموذج شارع في القاهرة، وأوركسترا من مدغشقر، ومسرح كوميدي، ونموذج لمسرح كولومبيا في بورت مايو، مع أعمال تتراوح من الإستعراضات عن الحياة في المشرق لباليه الماء. كانت هذه المسارات شائعة ولكنها باهظة الثمن؛ تكلفة الدخول إلى المسرح الكوميدي تصل إلى خمسة فرنكات.
الممثلة الأكثر شهرة خلال المعرض كانت سارة برنهارد، التي كان لها مسرحها الخاص، المسمى مسرح سارة برنهارد (الآن مسرح دي لا فيل)، وعرضت لأول مرة أحد أشهر أدوارها خلال المعرض. ضمن مسرحية النسر (بالفرنسية: L'Aiglon)، وهي مسرحية جديدة لإدموند روستاند لعبت فيها دور نابليون الثاني، ابن نابليون بونابرت، الذي سجن من قبل والدته وعائلته غير المحببة حتى وفاته الحزينة في قصر شونبرون في فيينا. انتهت المسرحية بمشهد موت لا يُنسى. ووفقًا لأحد النقاد، فقد ماتت «كما ستموت الملائكة المحتضرة إذا سمح لهم بذلك».  استمرت المسرحية لمدة عام تقريبًا، حيث بيعت أماكن الجلوس بما يصل إلى 600 فرنك ذهبي. 

كان هناك مسار آخر شهير خلال المعرض هو مسرح الراقصة الأمريكية لوي فولر، التي أدت رقصة أفعوانية والتي لفت خلالها أوشحة حريرية كبيرة بدت كأنها تحيط بها في سحابة. تم إعادة إنتاج أدائها على نطاق واسع في الصور واللوحات والرسومات لفنانين ونحاتين الفن الحديث، وتم التقاطها في صور متحركة مبكرة جدًا. حيث تم تصويرها على عشرة أجهزة عرض 70 مم والتي صورتها بصورة بزاوية 330 درجة، الأجهزة حاصلة على براءة اختراع من قبل سينوراما.

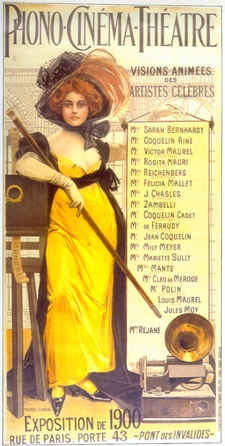
ملصق للمسرح السينو صوتي الذي يقدم صورًا متحركة متزامنة مع صوت الفونوغراف
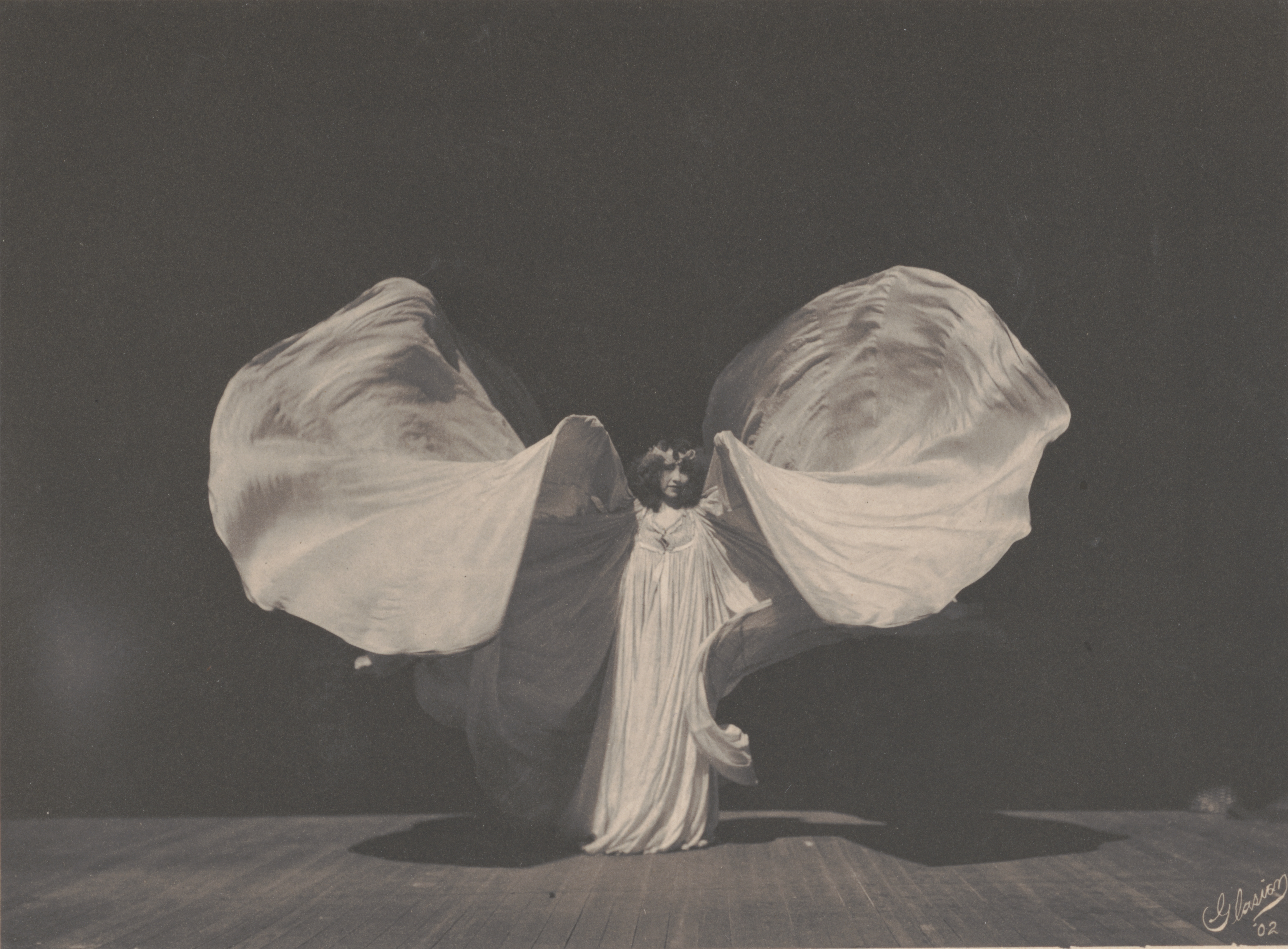
كان للراقصة لوي فولر في مسرحها الخاص في باريس خلال معرض عام 1900
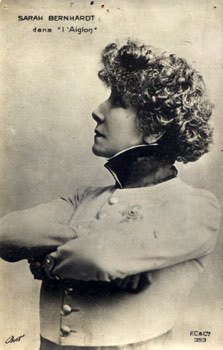
سارة برنهارد في في دور ليجلون، نجل نابليون بونابرت، لعبت دورًا كاملًا في مسرحها خلال المعرض.

## دورة الألعاب الأولمبية الصيفية لعام 1900 وغيرها من الأحداث الخاصة
عقدت العديد من المؤتمرات الدولية وغيرها من الأحداث في باريس عام 1900 في الإطار التنظيمي المعرض. تم تخصيص مساحة كبيرة داخل غابة فانسن للأحداث الرياضية، والتي تضمنت، من بين أمور أخرى، العديد من أحداث الألعاب الأولمبية الصيفية لعام 1900، وهي المرة الثانية التي أقيمت فيها الألعاب، والمرة الأولى التي أقيمت فيها خارج اليونان. شارك 997 متسابقًا في تسع عشرة رياضة مختلفة، بما في ذلك النساء المتنافسات لأول مرة. تم عقد عدد من الفعاليات للمرة الأولى والوحيدة في التاريخ الأولمبي، بما في ذلك سباق السيارات وسباقات الدراجات النارية، وسباق البالونات ، ولعبة الكريكيت، والكروكيه، ومائتي متر سباق السباحة حواجز، والسباحة تحت الماء. قدمت فرنسا 72٪ من مجموع الرياضيين (720 من 997) وفازت بأكبر عدد من الميداليات الذهبية والفضية والبرونزية. فاز الرياضيون الأمريكيون بثاني أكبر عدد، مع 75 رياضيًا فقط من أصل 997 رياضيًا. وفاز بسباق الحمام طائر طار من باريس إلى منزله في ليون في غضون أربع ساعات ونصف. تم الفوز بسباق البالون الحر بواسطة منطاد قطع 1925 كيلومترًا من باريس إلى روسيا في 35 ساعة و 45 دقيقة.

حدث هام آخر في المعرض كان مأدبة ضخمة أقامها الرئيس الفرنسي إميل لوبيه، لـ 20777 من رؤساء بلديات فرنسا والجزائر والمدن المستعمرة الفرنسية، أقيمت المؤذبة في 22 سبتمبر 1900 في حدائق التويلري، داخل خيمتين هائلتين. تم تحضير العشاء في أحد عشر مطبخًا وشمل 606 طاولة، مع استعمال الهاتف والسيارة لتقديم طلبات واحتياجات كل طاولة.

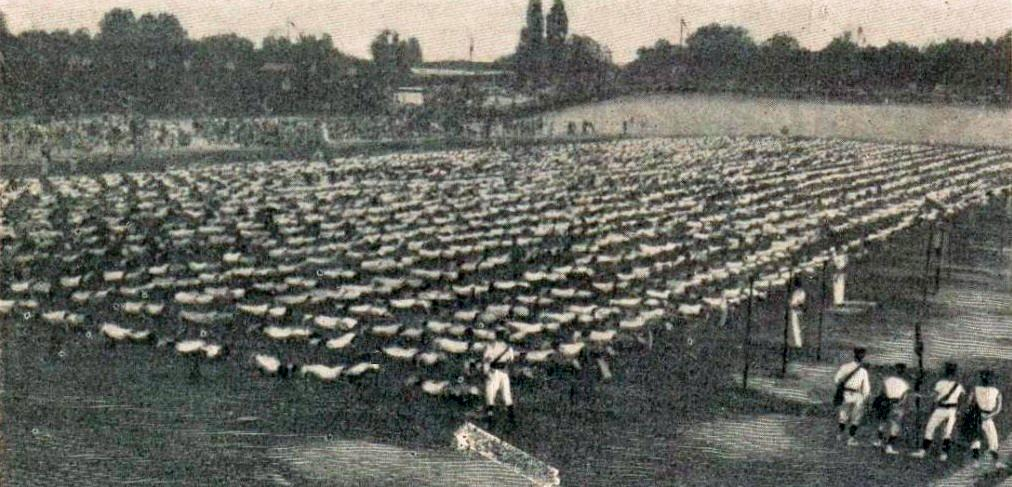
لاعبات الجمباز في حفل الافتتاح،المقام غابة فانسن.
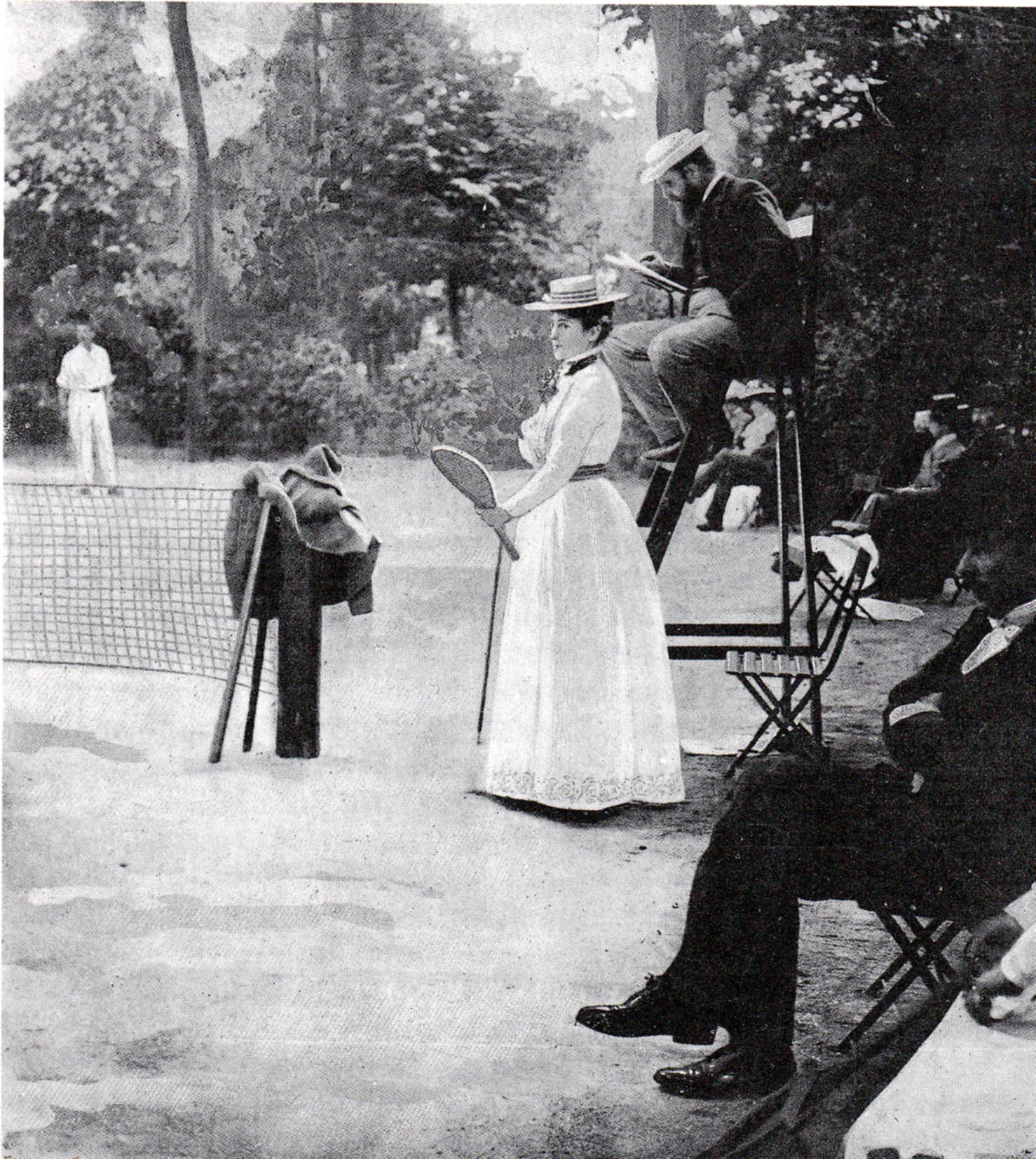
هيلين بيفوست، بطلة التنس الفرنسية للسيدات في أولمبياد باريس عام 1900.
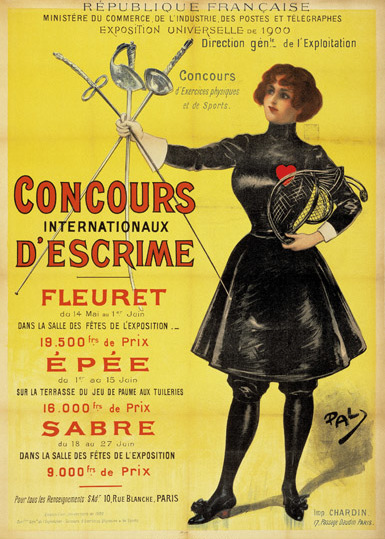
ملصق لأحداث المبارزة في دورة الألعاب الأولمبية الصيفية لعام 1900، وهي الأولى التي تنافست فيها النساء.
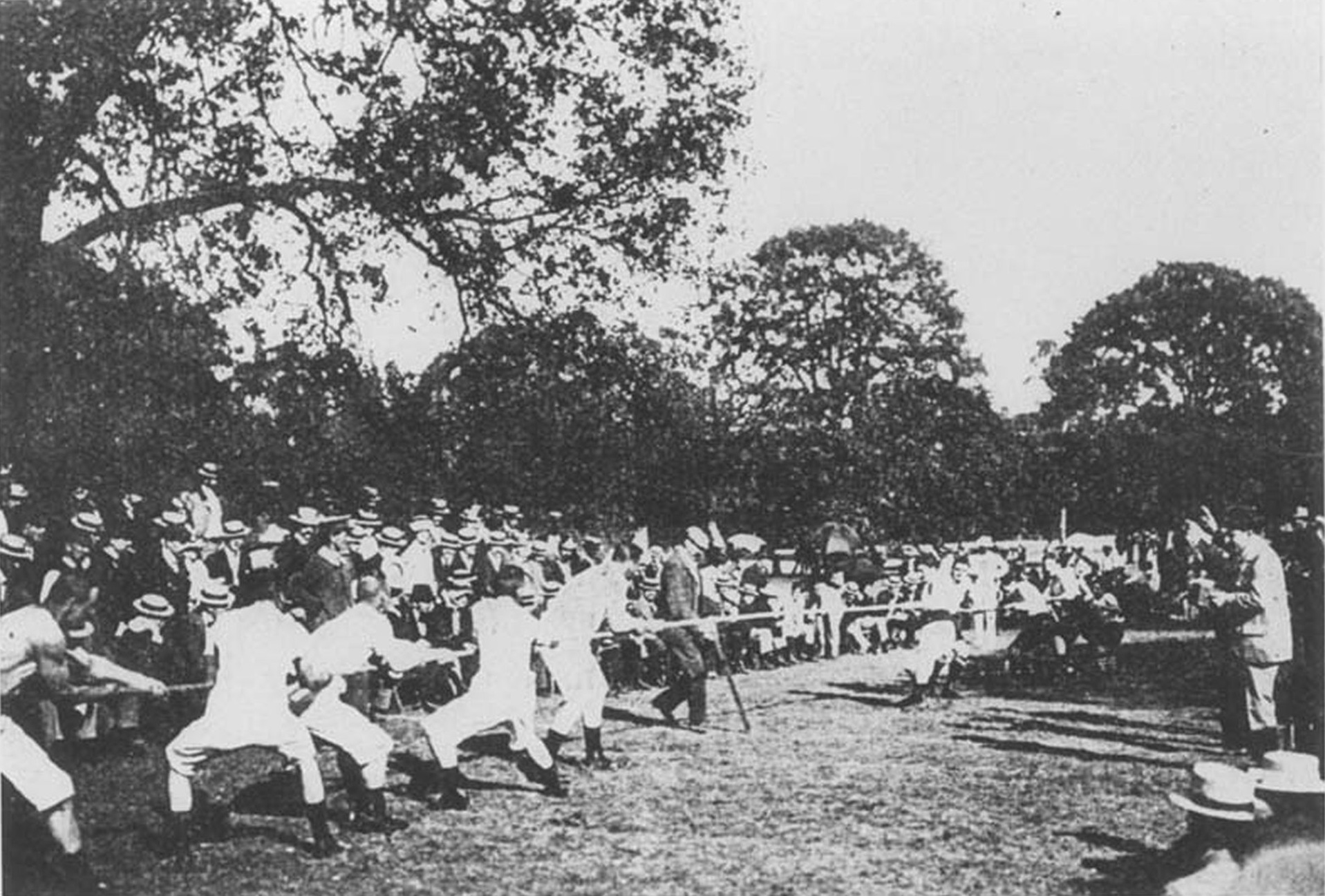
هزم فريق سويدي دنماركي مشترك فرنسا في مسابقة شد الحبل الأولمبية.
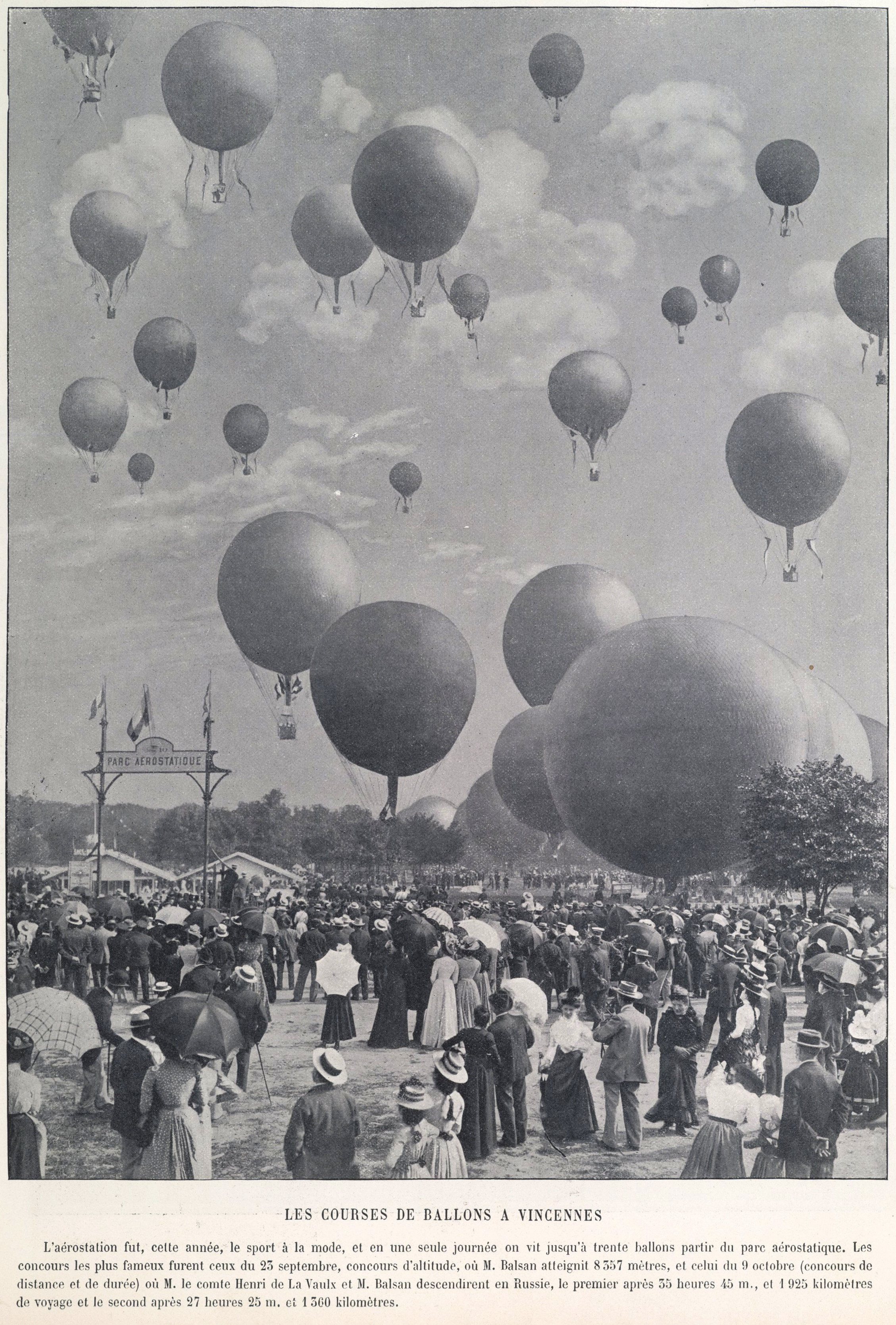
بداية حدث البالون في دورة الألعاب الأولمبية الصيفية لعام 1900 في غابة فانسن

## رسوم الدخول وتكلفة المعرض
كانت تكلفة تذكرة الدخول فرانكًا واحدًا. في ذلك الوقت، كان متوسط أجر الساعة لعمال باريس يتراوح بين 40 و 50 سنتيمًا. بالإضافة إلى ذلك، تفرض معظم مناطق الجذب الشهيرة رسوم دخول تتراوح عادة بين خمسين سنتيمًا وفرانك. كان متوسط تكلفة الوجبة البسيطة في المعرض هو فرانكان ونصف، أي أجر نصف يوم للعامل. كانت الميزانية المخصصة لمعرض باريس مائة مليون فرانك فرنسي. عشرون مليونًا من الدولة الفرنسية، وعشرون مليونًا من مدينة باريس، ومن المتوقع أن يأتي الستون مليونًا المتبقيون من رسوم الدخول، وبدعم من البنوك والمؤسسات المالية الفرنسية
وبلغت التكلفة النهائية الرسمية 119 مليون فرانك، بينما بلغ إجمالي المبلغ المحصل فعليًا من رسوم القبول 126 مليون فرانك. ومع ذلك كانت هناك نفقات غير مخطط لها قدرها 22 مليون فرانك للدولة الفرنسية، و6 ملايين فرانك لمدينة باريس، وبذلك تصل التكلفة الإجمالية إلى 147 مليون فرانك، أو عجزًا قدره 21 مليون فرانك. تم تعويض العجز إلى حد ما عن طريق الإضافات طويلة الأجل إلى البنية التحتية للمدينة؛ المتمثلة في المباني والجسور الجديدة، بما في ذلك القصر الكبير والصغير وجسر اليكسندر الثالث وممر ديبيلي؛ والإضافات إلى نظام النقل؛ المتمثلة في مترو باريس، والسكك الحديدية المعلقة في مونمارتر، ومحطتي قطار جديدتين، وهما محطة أورليو (الآن متحف أورسيه وجار ديه إنفاليد، والواجهة الجديدة المضافة والتوسيع وإعادة التزيين لمحطة ليون ومحطات أخرى.

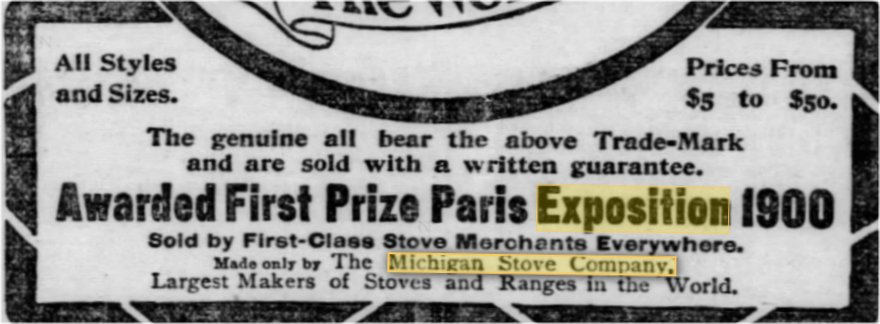
شركة ميشيغان ستوف

## الميداليات والجوائز
لم يكن منظمو المعرض بخل في الإعتراف بجميل 83047 عارضًا للمنتجات، نصفهم تقريبًا من فرنسا و 7161 من الولايات المتحدة. حيث أقيم حفل توزيع الجوائز في 18 أغسطس 1900، وحضره 11500 شخص. تم توزيع 3156 جائزة كبرى، و 8889 ميدالية ذهبية، و 13300 ميدالية فضية، و 12108 ميدالية برونزية، و 8422 إشادة شرفية. أضاف العديد من المشاركين، مثل شركة حساء غامبل، جائزة باريس للإعلانات والعلامات الخاصة بمنتجاتهم. شركة أخرى كانت شركة ميشيغان ستوف.

## الفن الحديث في المعرض
بدأ الفن الجديد في الظهور في بلجيكا وفرنسا في ثمانينيات القرن التاسع عشر وأصبح شائعًا في أوروبا والولايات المتحدة خلال التسعينيات من نفس القرن. كان زخرفيًا للغاية واستلهم من العالم الطبيعي، لا سيما من الخطوط المنحنية للنباتات والزهور والأشكال النباتية الأخرى. كانت بنية المعرض إلى حد كبير على طراز الحقبة الجميلة وعمارة الفنون الجميلة، أو من الأساليب الوطنية الانتقائية. ظهرت زخرفة الفن الجديد في الأعمال الحديدية الداخلية والديكورات للعديد من المباني، ولا سيما الأعمال الحديدية الداخلية والديكور للبوابة الأثرية للمعرض، والقصر الكبير والقصر الصغير، وفي بوابة قصر الصناعات الوطنية.
كان أسلوب الفن الحديث شائعًا جدًا في أجنحة الفنون الزخرفية. قدمت شركة فوغيت للمجوهرات المصنعة والزجاج والكريستال مجموعات من منتجات الفن الحديث. أنشأ مصنع سفير لتصنيع الخزف سلسلة من مزهريات البجعة الضخمة للمعرض، بالإضافة إلى المدخل الضخم لقصر الصناعيين الوطنيين.
استفادت العديد من ملصقات المعرض أيضًا من أسلوب الفن الحديث. كان لعمل أشهر فنان ملصقات للفن الحديث، ألفونس موتشا، أشكالًا عديدة في المعرض. قام بتصميم الملصقات الخاصة بالمشاركة النمساوية الرسمية في المعرض، ورسم الجداريات التي تصور مشاهد من تاريخ البوسنة وكذلك قائمة الطعام للمطعم في الجناح البوسني، وصمم شكل قائمة حفل الافتتاح الرسمي. صمم طاولة معروضات لصائغ المجوهرات جورج فوكيه وصانع العطور هوبيغانت، مع تماثيل صغيرة ولوحات لنساء تعرض روائح الورد وزهر البرتقال والبنفسج والحوذان. تم عرض أعماله الفنية الأكثر جدية، بما في ذلك عمله الفني المسمى لو باتر (بالفرنسية: Le Pater)، في الجناح النمساوي وفي القسم النمساوي من القصر الكبير. يمكن رؤية بعض لوحاته الجدارية الآن في القصر الصغير. 
كانت الإطلالة الأكثر شهرة في القباب، أو أسقف المداخل، لمحطات مترو باريس التي صممها هيكتور غيمارد. تمت إزالة معظمها بعد فترة وجيزة من العرض، ولكن بقيت اثنتان أصليتان. كما ظهرت في الزخرفة الداخلية للعديد من المطاعم الشعبية ، ولا سيما «بافيليون بلو» في «إكسبوزيسيو» وماكسيم و «لوتيرا بلو» في مطعم محطة القطار. وفي بوابة قصر المصنعين الوطنيين الذي صنعه مصنع سيفر للخزف .

كان المعرض عرضًا ليس فقط للفن الحديث الفرنسي، ولكن أيضًا لأنواع الفن التي ظهرت في أجزاء أخرى من أوروبا، بما في ذلك أثاث المهندس المعماري البلجيكي والمصمم فيكتور هورتا، وتصميمات جوجيندستيل الألمانية بواسطة بورنو مورنيغ، وفي الانفصالية لأوتو فاغنر. جلب عرضهم في المعرض الاهتمام الدولي بالأسلوب الجديد .

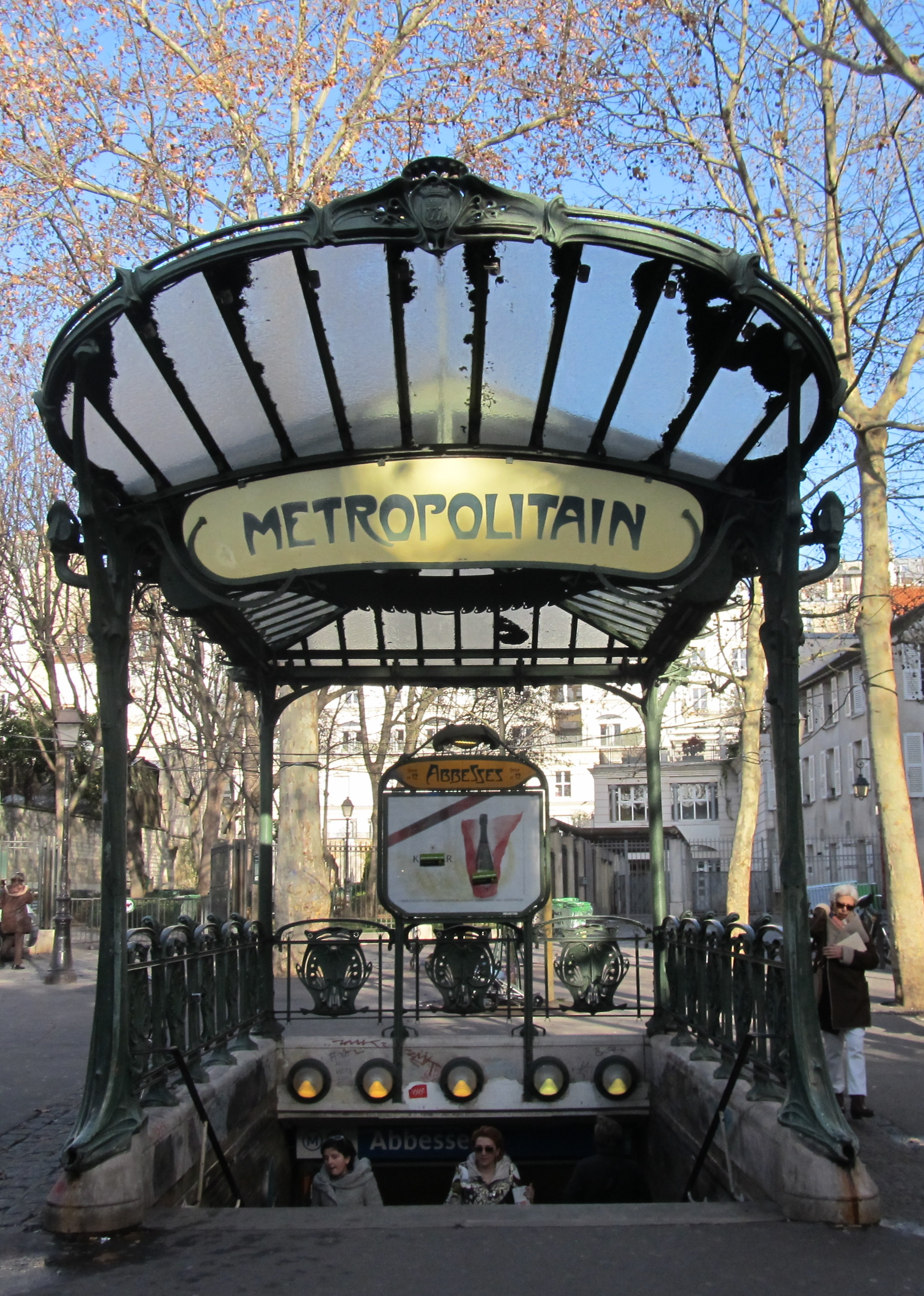
مدخل محطة مترو باريس أبيس المصمم من قبل إكتور غيمار لـ 1900للمعرض الدولي
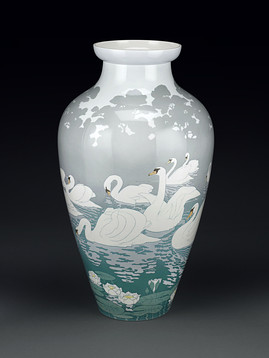
مزهرية على طراز الفن الحديث وصوت عليها بجعات صنعت بـ مصنع سيفر  [لغات أخرى]‏ لمعرض باريس عام 1900
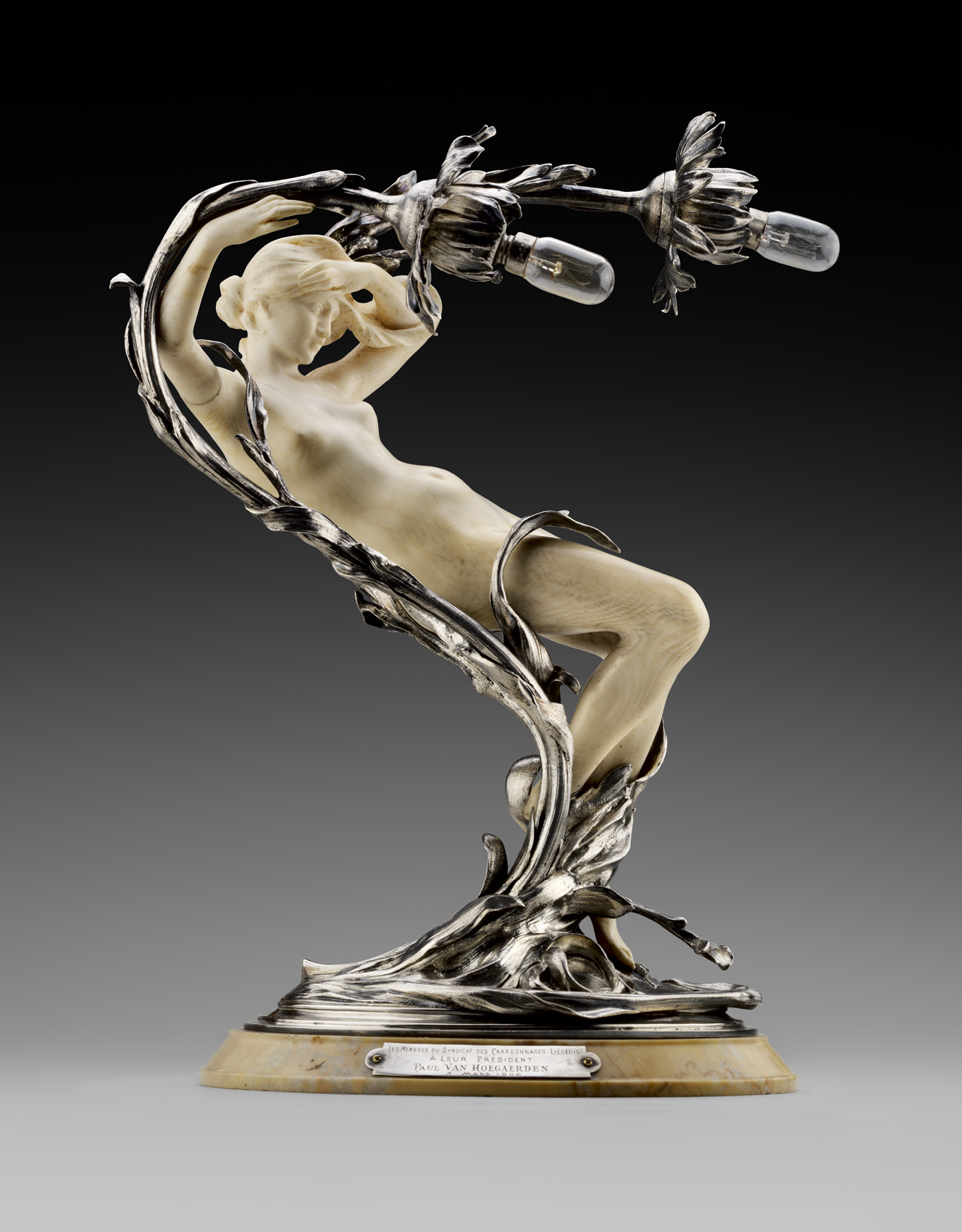
مصباح حورية من تصميم إجيد رامبو وفرانسوا هوسمان، تم إعداده لمعرض عام 1900
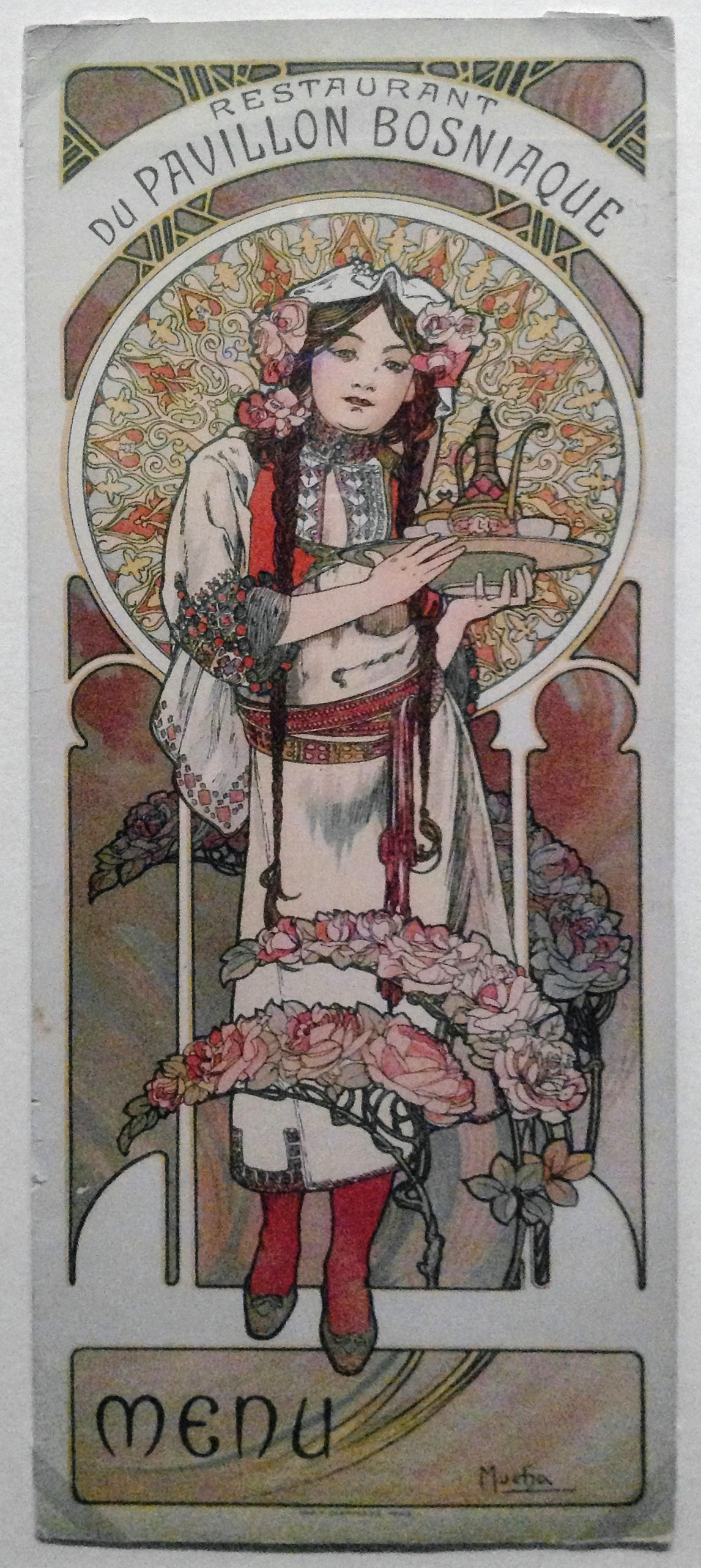
قائمة طعام صممها ألفونس موتشا لمطعم جناح البوسنة
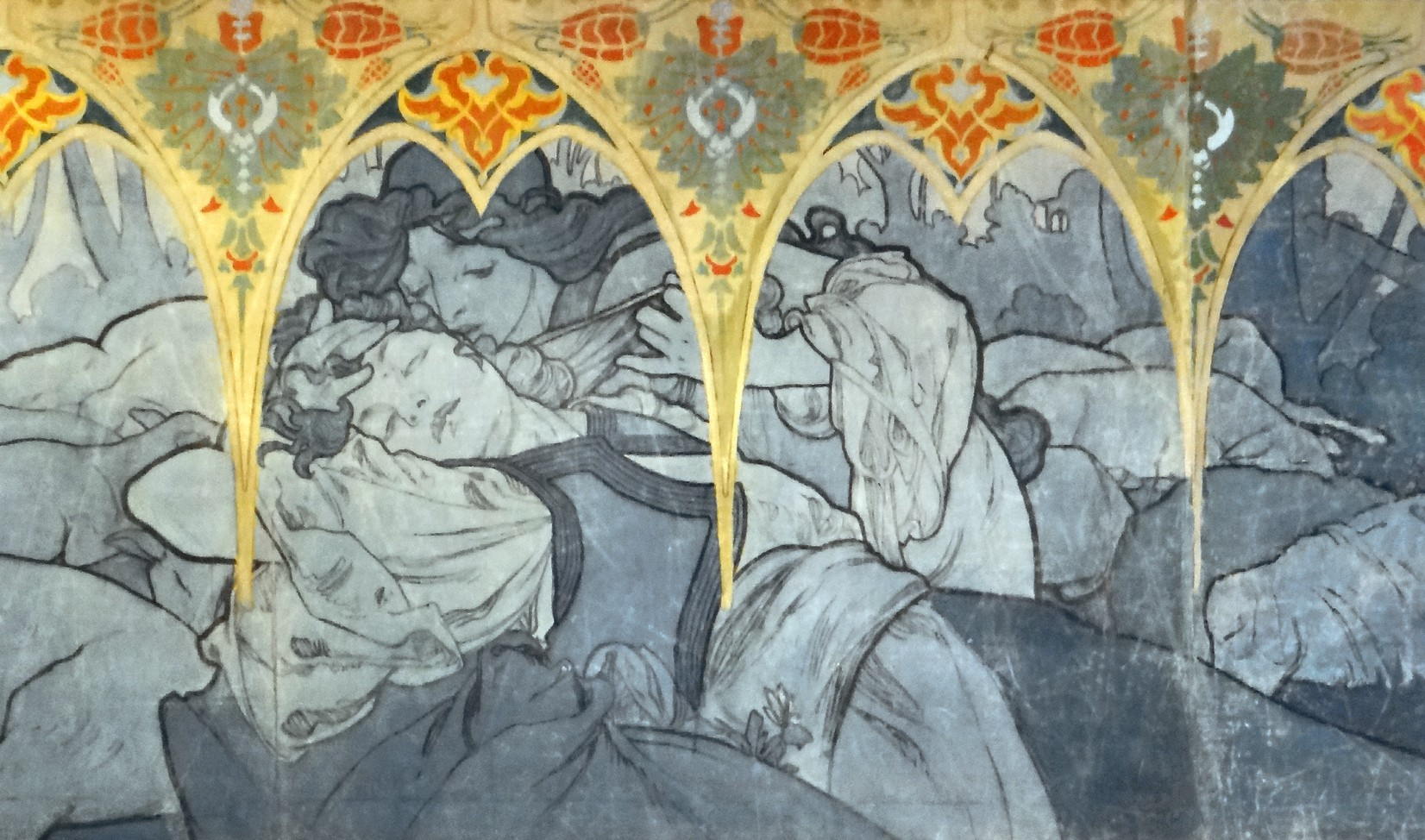
جداريات جناح البوسنة بواسطة ألفونس موتشا، موجودة الآن في القصر الصغير (1900)
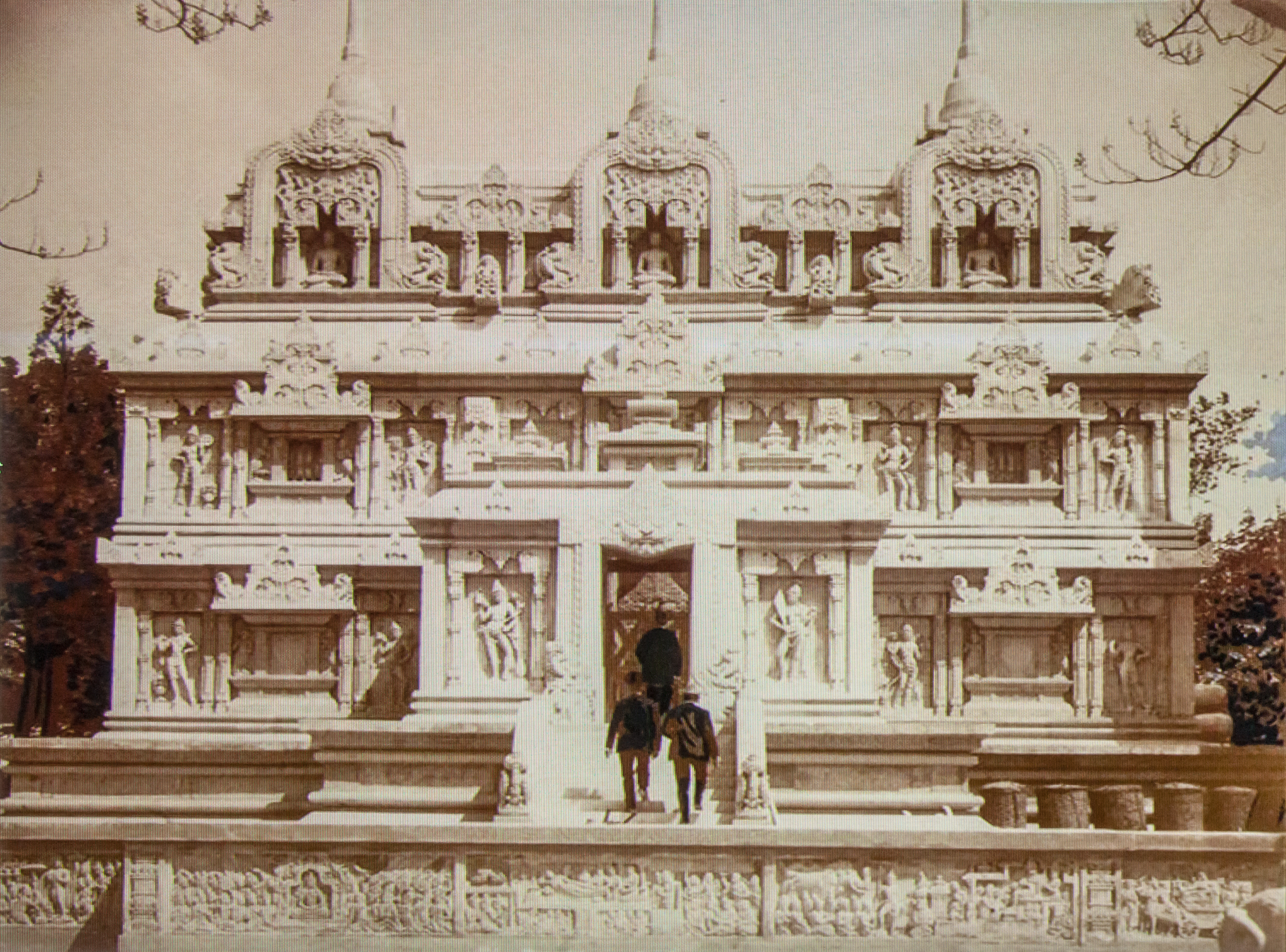
جناح بيجوت، الذي يعرض أعمال ألكسندر بيغوت، مُصنِّع السيراميك على طراز الفن الحديث  [لغات أخرى]‏
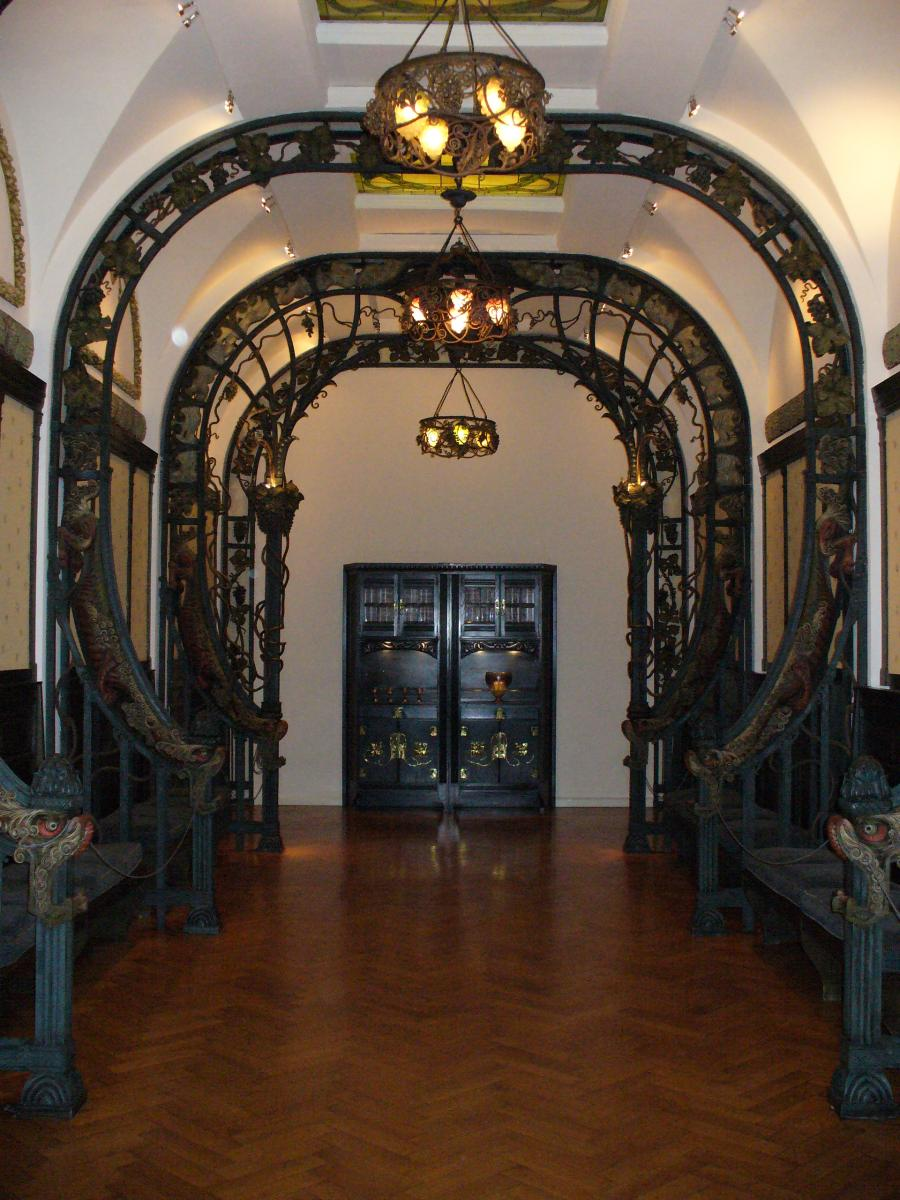
مدخل جيجنستل  [لغات أخرى]‏ من الجناح الألماني، بواسطة المهندس برونو مورين  [لغات أخرى]‏ .
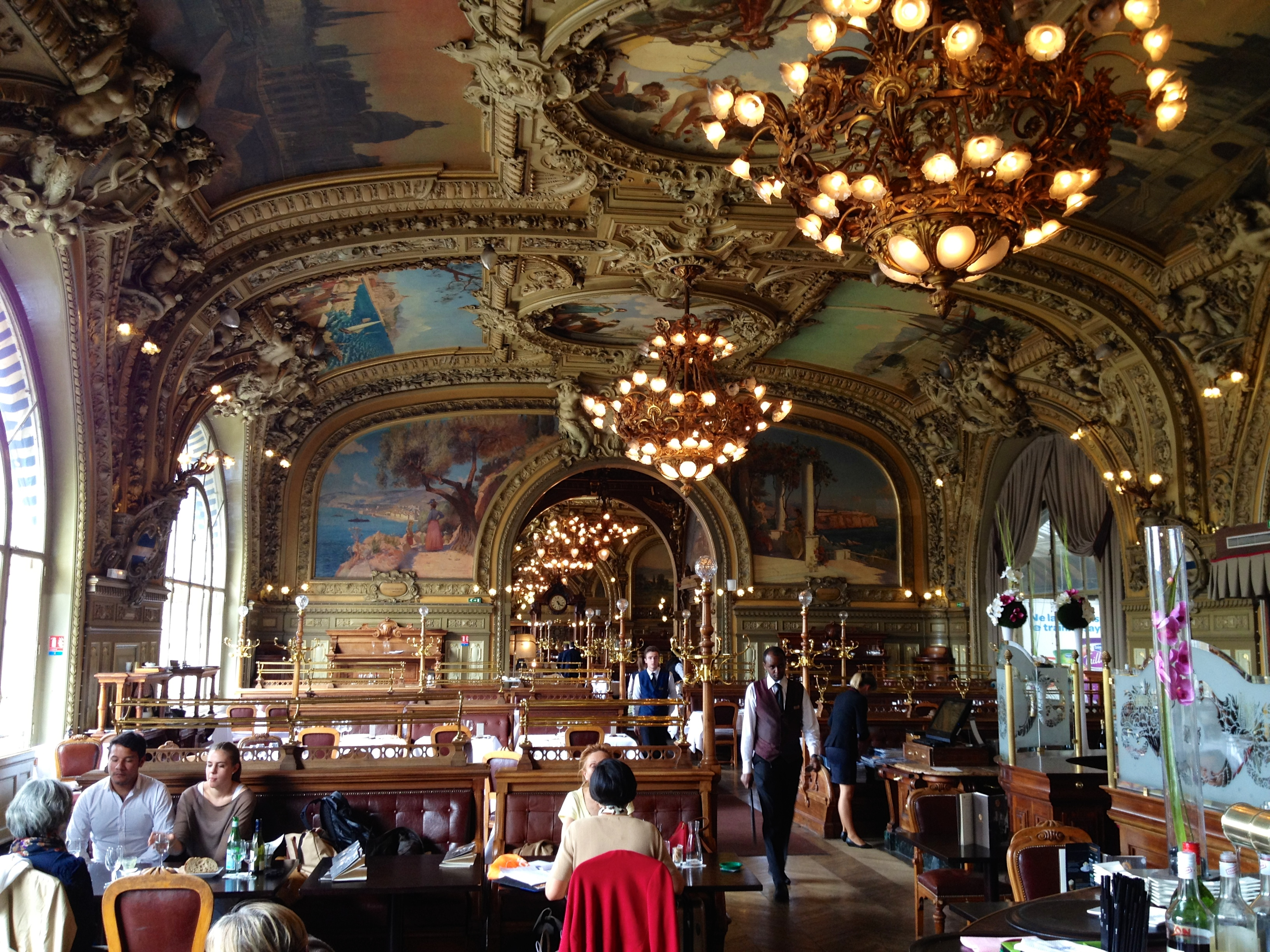
الجزء الداخلي من تبران بلو في محطة ليون (1900)
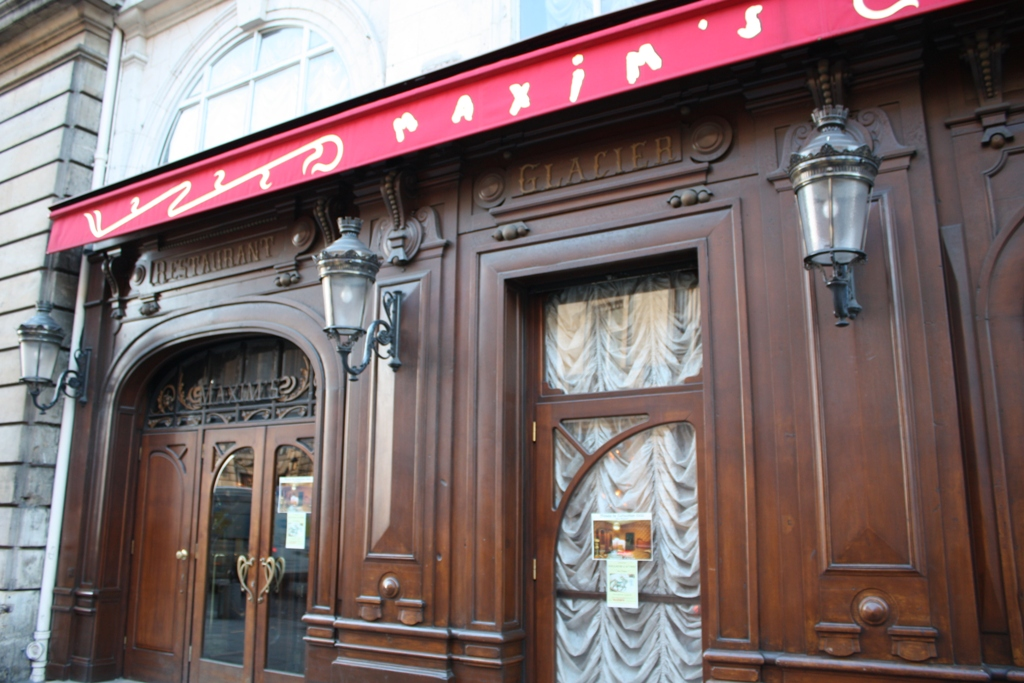
واجهة مطعم مكسيم  [لغات أخرى]‏ (1893)

## آثار المعرض
تم هدم معظم القصور والمباني التي شيدت من أجل المعرض بعد الإنتهاء منه. تم بناؤها إلى حد كبير من الخشب وتغطيتها بالجص الذي تم تشكليه في أعمدة وتماثيل وجدران وسلالم. بعد انتهاء المعرض، هُدمت المباني بينما المواد التي يمكن إنقاذها بيعت أو أعيد تدويرها. القليل من البنايات الرئيسية تم الحفاظ عليها، بما في ذلك القصر الكبير والقصر الصغير، والجسرين الرئيسيين، جسر أليكسندر الثالث وممر ديبلي، على الرغم من تفكيك الأخير في وقت لاحق ونقله بضع عشرات من الأمتار من موضعه الأصلي.
- تمت إزالة معظم القباب الموضوعة في محطة المترو والمصممة على طراز الفن الحديث والتي صممها إكتور غيمار بعد فترة وجيزة من إغلاق المعرض، لكن اثنين من النسخ الأصلية لا تزال موجودة، بما في ذلك واحدة في موقعها الأصلي، في بورت دوفين.
- تم الحفاظ على البوابة الضخمة لقصر المصنعين الوطنيين، التي أنشأها مصنع سيفر، وتم نقلها إلى ساحة فيليكس ديسرويليس، بجوار دير سان جيرمان دي بري.
- تم وضع نسخة طولها 2.87 متر من تمثال الحرية لفريديريك أوغست بارتولدي، التي عُرضت في باريس عام 1900، في حدائق لوكسمبورغ في عام 1905 بناءً على طلب أرملته.
- تم شراء البرج الياباني من المعرض، إلى جانب الجناح الصيني، من قبل ملك بلجيكا ليوبولد الثاني والذي نقلهم إلى متاحف الشرق الأقصى في لكن، بالقرب من بروكسل، بلجيكا.

واحدة من أكثر الآثار فضولًا هي بناية لاروش، الواقعة في 2 ممر دانتزك (الدائرة الخامس عشر.). وهي بناية من ثلاثة طوابق تم تشييدها بالكامل من أجزاء وقطع جمعت من مباني المعرض، اشتريت من قبل النحات ألفريد باوتشر في المزادات. السقف الحديدي، الذي صنعه غوستاف إيفل، غطى في الأصل كشك نبيذ ميدوك، في قصر الزراعة والأطعمة. جيئ بتماثيل النساء الموضوعة بجوار الباب الأمامي مع الأزياء المسرحية من جناح الهند الصينية، بينما كانت البوابة الحديدية المزخرفة عند المدخل جزءًا من قصر النساء. في السنوات التي أعقبت المعرض، كانت لاروش عبارة عن استوديو مؤقت ومنزل لعشرات الفنانين والكتاب الشباب بما في ذلك مارك شاغال وهنري ماتيس وأميديو موديلياني وفرناند ليجيه والشاعر غيوم أبولينير. تم تهديد البناية بالهدم في الستينيات، لكن وزير الثقافة أندريه مالرو أنقذها. الآن تعد نصب تاريخي.

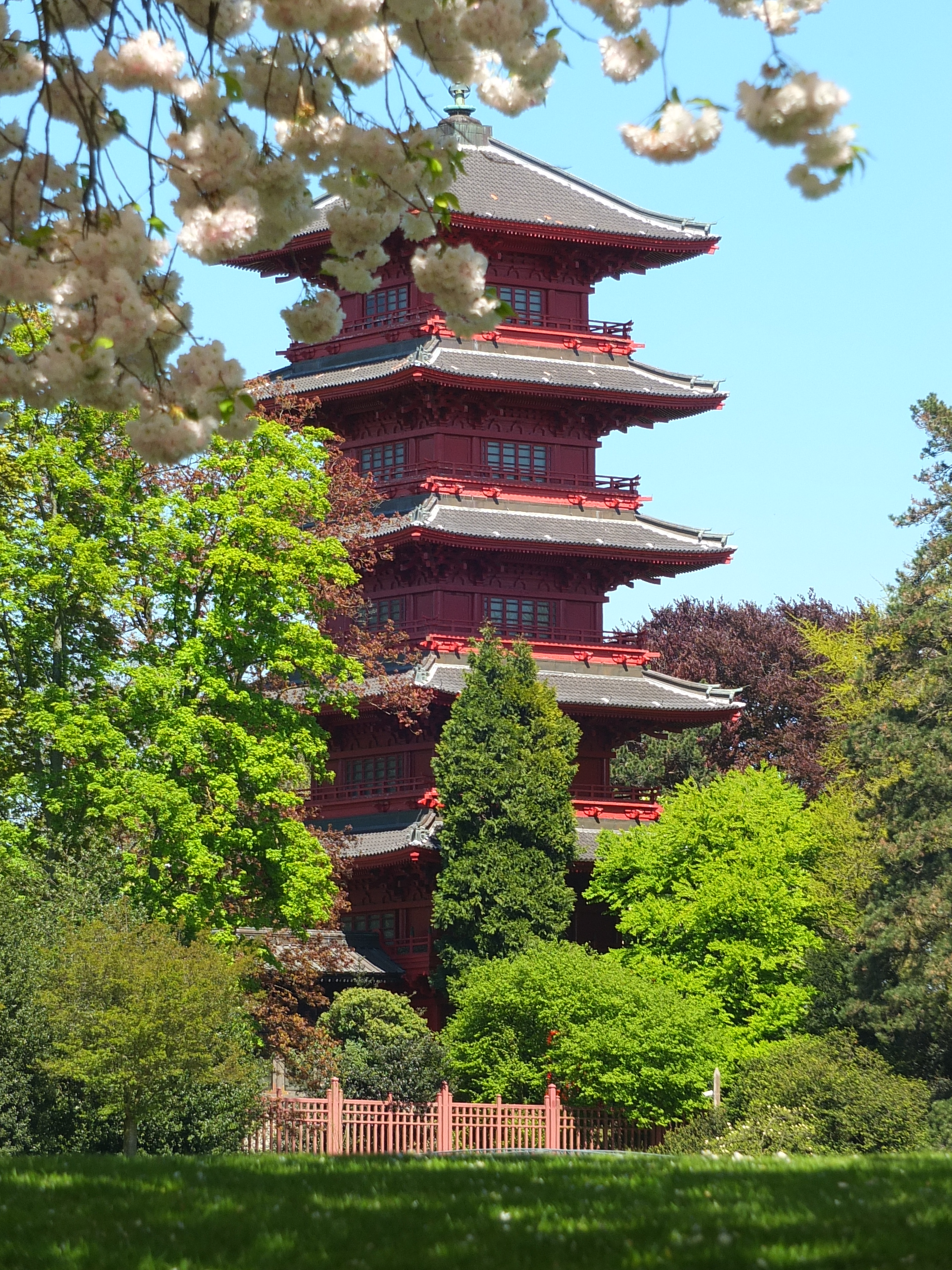
برج ياباني، موجود الآن في متاحف الشرق الأقصى  [لغات أخرى]‏ في لاكن  [لغات أخرى]‏، بروكسل، بلجيكا
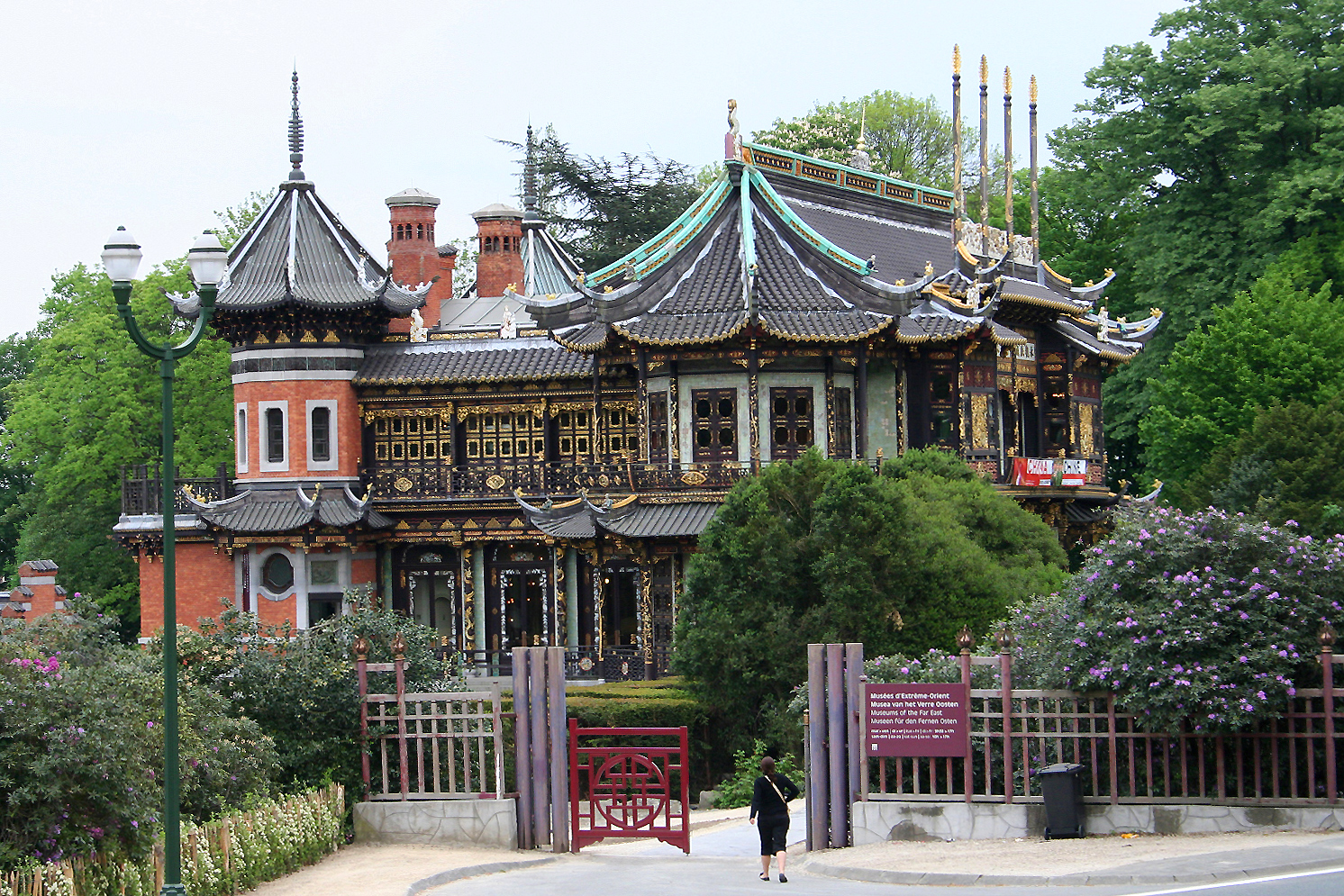
جناح صيني موجود الآن في متاحف الشرق الأقصى  [لغات أخرى]‏ في لاكن  [لغات أخرى]‏، بروكسل، بلجيكا.
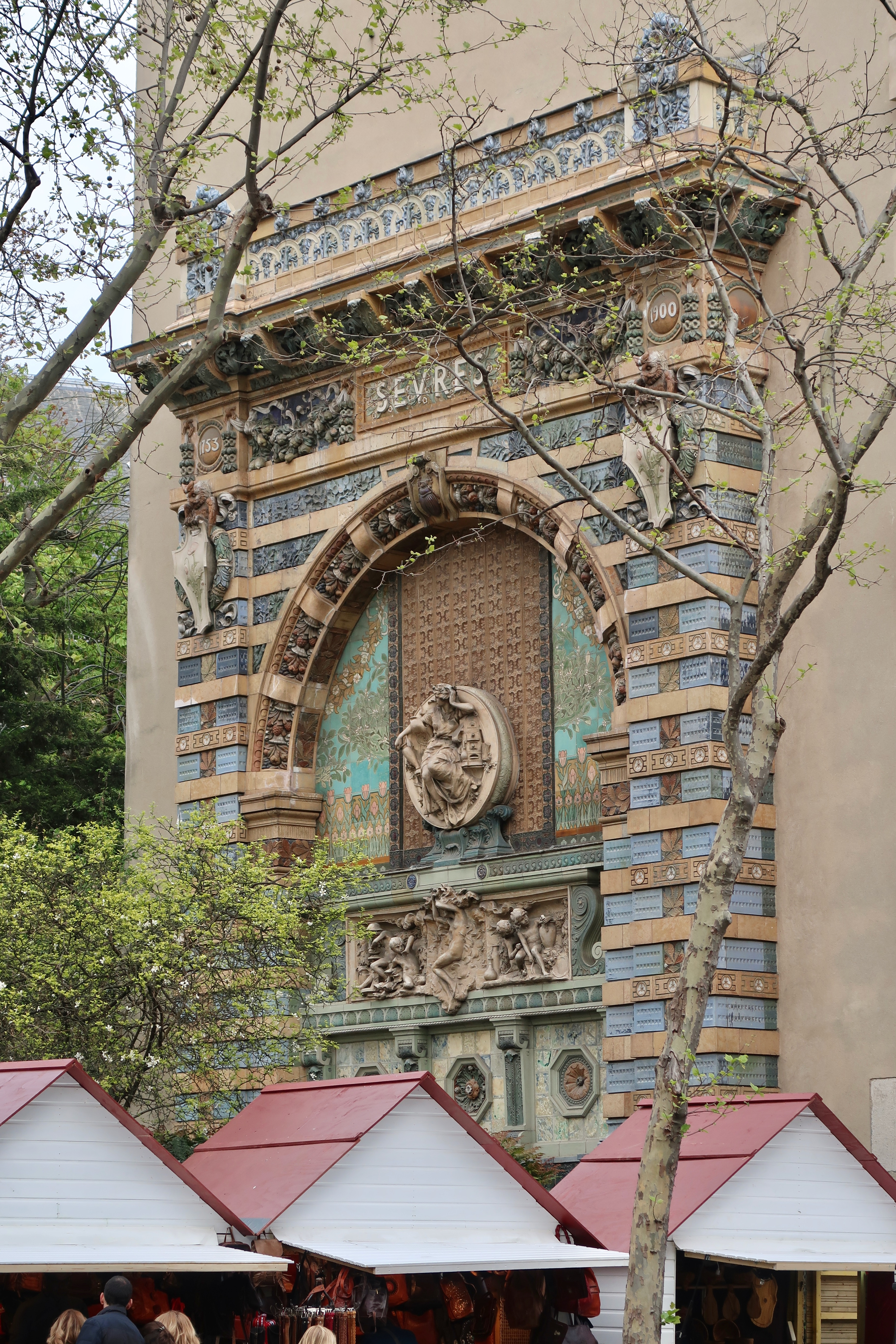
بورتيكو في جناح سيفر، الآن في ساحة فيليكس ديسرويل، بجوار كنيسة سان جيرمان دي بري
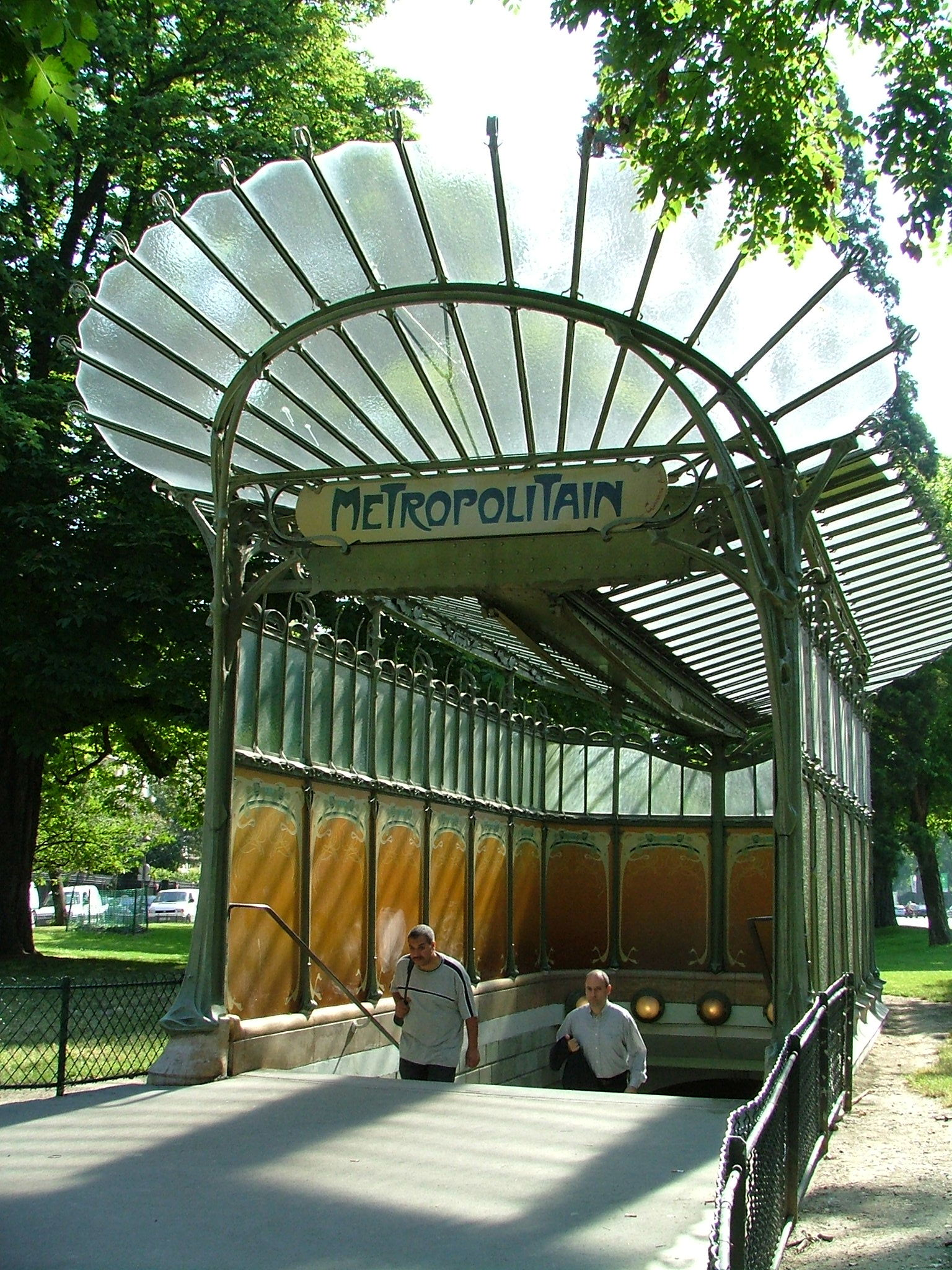
مدخل مترو باريس في محطة مترو بورت دوفين عمل إكتور غيمار الأصلي على طريقة الفن الحديث
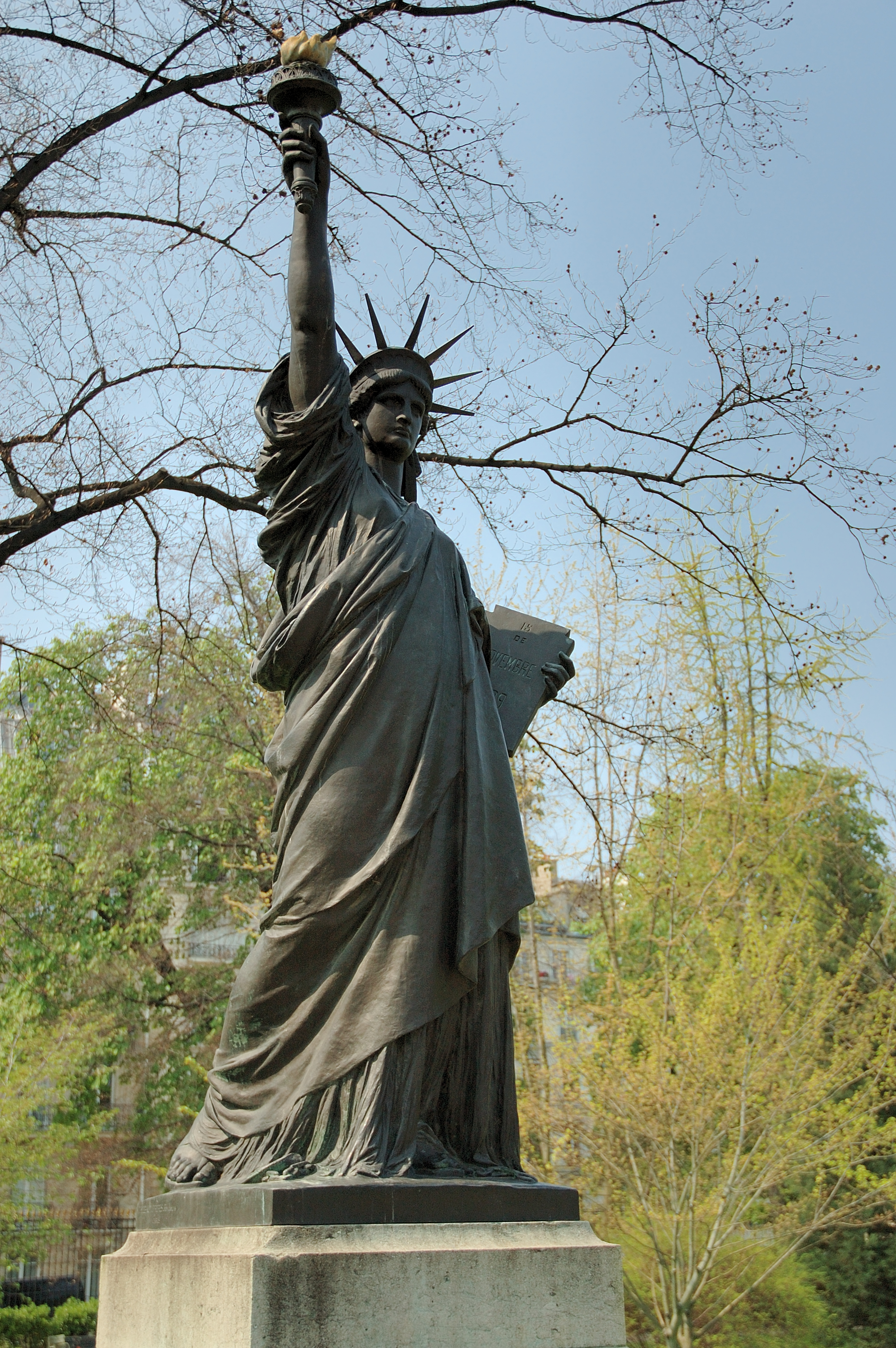
نسخة 2.87 متر من تمثال الحرية بارتولدي، معروضة في باريس عام 1900، وضعت في حدائق لوكسمبورغ في عام 1905
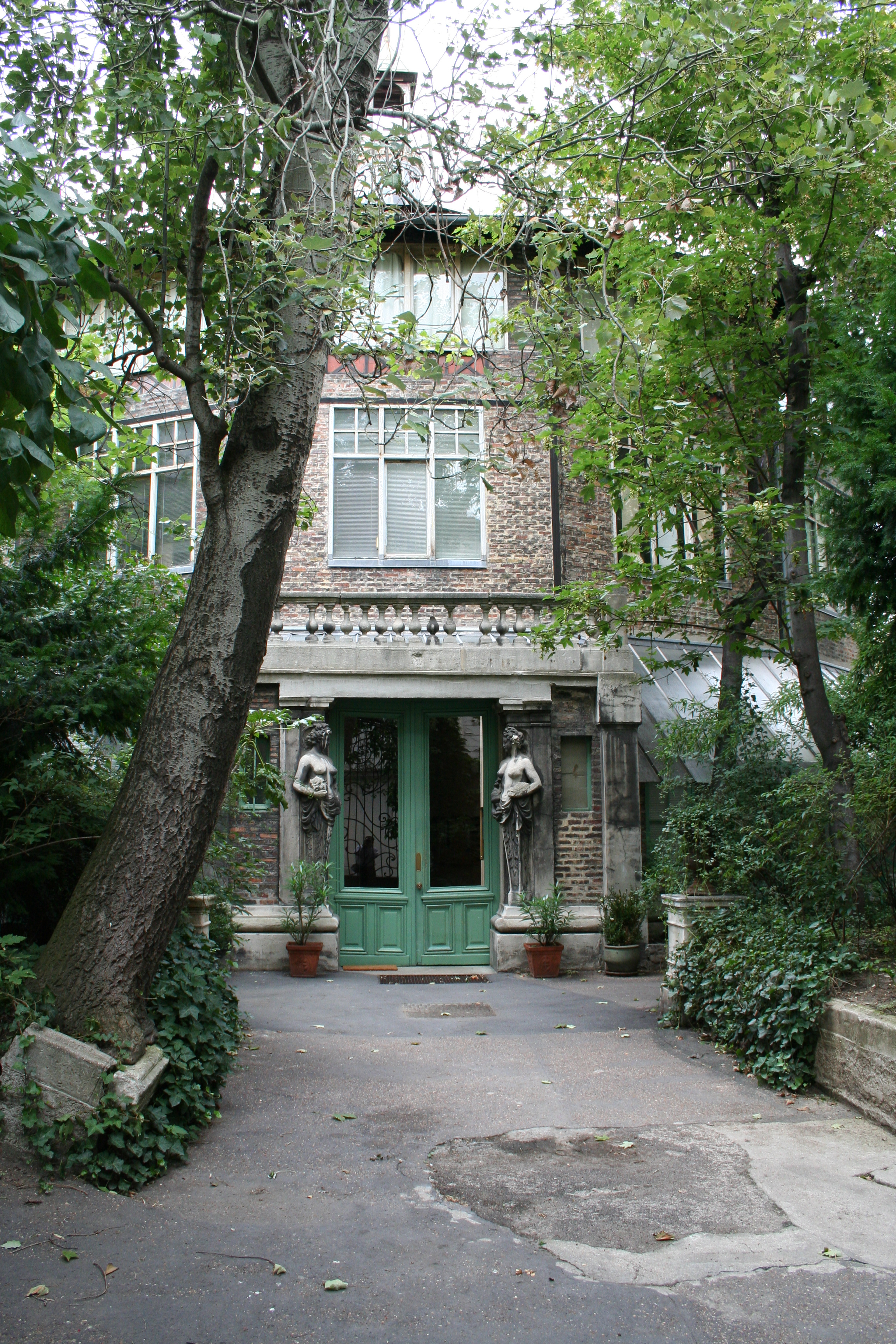
لاروش، بناية فنية مؤلفة من قطع من مباني المعرض المختلفة

## التمويل
كان تنظيم معرض باريس لعام 1900 وإدارته مكلفًا للغاية لدرجة أن التكلفة لكل زائر وصلت إلى نحو ستمائة فرانك أكثر من سعر الدخول. وخسر المعرض ما مجموعه 82 ألف فرانك بعد ستة أشهر من بدء العمل. استثمر العديد من الباريسيين الأموال في الأسهم المباعة من أجل جمع الأموال لهذا الحدث، وبالتالي فقدوا استثماراتهم. مع إقبال أكبر بكثير من المتوقع، ارتفعت قيمة تأجير مواقع المعارض. أصبح الاستمرار في دفع الإيجار للمواقع صعبًا بشكل متزايد على أصحاب الامتياز لأنهم كانوا يستقبلون عملاء أقل مما كان متوقعًا. ثم بدأ أصحاب الامتياز إضرابًا أدى في النهاية إلى إغلاق جزء كبير من المعرض. ولحل هذه المسألة، حصل أصحاب الامتياز على جزء من الإيجار الذي دفعوه.

## الإنتقاد
كان للمعرض العديد من النقاد من وجهات نظر مختلفة. وصفت البوابة التذكارية لباريس (بالفرنسية: La Porte Monumentale Paris) بأنها «تفتقر إلى الذوق» واعتبرها بعض النقاد أبشع المعروضات. إضافة إلى كرههم لـلبواية كرهوا أيضًا الباريسيان (بالفرنسية: Parisienne)، التي صنعها مورو فوتيه. أشار البعض إليها على أنها «انتصار الدعارة» بسبب رداءها المتدفق وشكلها العصري وقد انتقدها العديد من زوار بوابة النصر.
تم تزيين هيكل برج المدخل بأكمله بزخارف بيزنطية وزخارف خزفية فارسية، لكن الإلهام الحقيقي وراء القطعة لم يكن من الخلفية الثقافية. حيث استلهم بينيه للإلهام من المجال العلمي، حيث أدخل فقرات ديناصور وخلايا خلية نحل وأكباش وطاووس وخشخاش في التصميم جنبًا إلى جنب مع صور حيوانية أخرى.
تعتبر البوابة التذكارية لباريس هيكلًا من طراز سلامبو و «النصب التذكاري الأكثر نموذجية لعام 1900 للمعرض بأكمله». أصبحت البوابة المثيرة للجدل معروفة باسم سلاماندا (La Salamanda) بين الجمهور لأنها تشبه مواقد السمندل الممتلئة والمعقدة التصميم في ذلك الوقت، الشيء الذي زاد من سخرتها.

## الفهرس
- أجيرج، سيلفان (2006)، حول علامات المعرض الدولي(بالفرنسية)، Parigramme.(ردمك 978-28409-6444-5)رقم ISBN 978-28409-6444-5
- فهر بيكر ، غابرييل (2015). الفن الحديث (بالفرنسية). إتش إف أولمان.(ردمك 978-3-8480-0857-5)رقم ISBN 978-3-8480-0857-5 .
- لاهور ، جان (2007) [1901]. الفن الحديث (بالفرنسية). شركة Baseline المحدودة(ردمك 978-1-85995-667-0)رقم ISBN 978-1-85995-667-0 .
- مابير ، جان كريستوف ، المعرض العالمي 1900 (بالفرنسية) (2019)، إل هارمتان.(ردمك 27384-9309-2)رقم ISBN 27384-9309-2
- ساتو, تاماكو (2015). ألفونسو موتشا - الفن كرؤية (بالإنجليزية). كلونيا: تاشن. ISBN:978-3-8365-5009-3.978-3-8365-5009-3

## روابط خارجية
- 1900 باريس في المكتب الدولي للمعارض
- معرض يونيفرسيل 1900 بباريس . الصور الفوتوغرافية في L'Art Nouveau
- تصوير فيلم مدته دقيقة واحدة من Champ de Mars
- دقيقة و 39 ثانية تصوير فيلم من ساحة الكونكورد
- تصوير فيلم مدته دقيقتان من Esplanade des Invalides و 10 ثوانٍ من Chateau d'Eau من Tour Eiffel
- ابتكار الترفيه: الصور المتحركة المبكرة والتسجيلات الصوتية لشركات Edison: "exposition universelle internationale de 1900 Paris، France" (نتائج البحث). مجموعة أفلام إديسون من معرض إكسبو 1900
- «لا يمكن التعرف عليها باريس: الآثار التي اختفت» ، مقال في فوضوي Nessy Cabinet of Chic Curiosities
- محاضرات بيرتون هولمز. الإصدار 2. جولة حول باريس. معرض باريس في أرشيف الإنترنت